# Geschichte der Großen Preise vor 1950

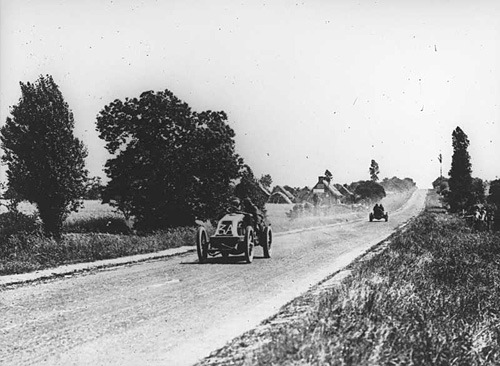
Der Gewinner des ersten Grand Prix 1906, Ferenc Szisz auf Renault, während des Rennens.

Die Geschichte der Automobil-Grands-Prix begann nicht erst mit der Einführung der nach den Regeln der Formel 1 ausgetragenen Automobil-Weltmeisterschaft 1950, sondern bereits viel früher. Bereits ab Mitte der 1890er Jahre richtete der 1895 als erster Automobilclub der Welt gegründete Automobile Club de France (ACF) einmal jährlich ein „großes“ Rennen aus, das den jeweiligen Saisonhöhepunkt darstellte. Dabei handelte es sich noch um sogenannte „Stadt-zu-Stadt“-Rennen über öffentliche Landstraßen, in denen die Teilnehmer in Zeitabständen einzeln auf die Strecke geschickt wurden. Diese Veranstaltungen wurden vom ACF nachträglich noch zu Grands Prix erklärt.
Mit den ebenfalls jährlich durchgeführten Rennen um den Gordon-Bennett-Cup gab es von 1900 bis 1905 auch einen ersten Versuch, eine Art Automobil-Weltmeisterschaft auszutragen. Angesichts ständig wachsender Geschwindigkeiten wurden 1902 vom ACF zum ersten Mal technische Bestimmungen in Form einer sogenannten Rennformel erlassen, die von den teilnehmenden Wagen einzuhalten waren. Dennoch nahm die Häufigkeit der Unfälle weiter zu, so dass ab 1903 nur noch Rundstreckenrennen auf abgesperrten Kursen durchgeführt werden konnten. In diesem Jahr wurden auch feste Nationalfarben (Rennfarben) eingeführt, die im Wesentlichen bis zur Freigabe des Sponsorings Ende der 1960er Jahre im Motorsport beibehalten wurden.
Als Nachfolger der Gordon-Bennett-Rennen lief 1906 das vom ACF ausgerichtete Hauptrennen zum ersten Mal unter der Bezeichnung Grand Prix (zu deutsch: „Großer Preis“). Erster Grand-Prix-Sieger der Geschichte wurde der aus Ungarn stammende Fahrer Ferenc Szisz auf Renault. Im Nachhinein verlieh der ACF jedoch auch den zwischen 1895 und 1903 durchgeführten Stadt-zu-Stadt-Rennen rückwirkend ebenfalls die Bezeichnung Grand Prix, weswegen das Rennen von 1906 bis heute noch offiziell als „9. Grand Prix de l’ACF“ geführt wird.
Nachdem es mit der Targa Florio in Italien und dem Kaiserpreis-Rennen in Deutschland anfangs noch Versuche gegeben hatte, Gegenkonzepte zum Grand Prix zu etablieren, begannen in den 1920er Jahren dann nach und nach auch die Automobilclubs anderer Länder Grand-Prix-Rennen zu veranstalten, so dass zur Unterscheidung jeweils der Landesname beigefügt wurde (z. B. „Gran Premio d’Italia“, „Großer Preis von Deutschland“ usw.). Der große Preis von Italien 1922 war auch der erste Grand Prix, der auf einer speziell zu diesem Zweck gebauten permanenten Rennstrecke, dem Autodromo di Monza, durchgeführt wurde. Damit sich die Automobilhersteller an allen diesen Rennen beteiligen konnten, wurde es außerdem notwendig, die bisher vom ACF für seine Rennen jeweils eigenständig in Form der jeweiligen Grand-Prix-Formel festgeschriebenen technischen und sportlichen Bestimmungen durch den Internationalen Automobil-Verband (damals noch unter der Bezeichnung AIACR) nun länderübergreifend regeln zu lassen. Zu diesem Zweck wurde 1922 die Sportkommission (CSI) ins Leben gerufen, von der fortan die Internationalen Grand-Prix-Formeln verabschiedet wurden, aus denen schließlich die Formel 1 hervorgegangen ist. Weitere Meilensteine der Entwicklung waren dabei 1922 die Einführung von Massenstarts, bei denen die Wagen nun aus einer gemeinsamen rollenden oder stehenden Startformation heraus gleichzeitig ins Rennen geschickt wurden, die ab 1923 zunehmende Verbreitung von Motoren mit Kompressoraufladung und 1927 die Zulassung von einsitzigen Rennwagen (sogenannten Monopostos), nachdem zuvor neben den Fahrern jeweils noch ein Mechaniker mit an Bord der Rennwagen obligatorisch gewesen war.
Mitte der 1920er Jahre wurde außerdem erneut die Idee einer Weltmeisterschaft aufgegriffen, für die die Ergebnisse der internationalen Grand-Prix-Rennen eines Jahres zusammengerechnet wurden. Wie bei den Grand-Prix-Rennen selbst handelte es sich dabei um einen reinen Wettbewerb der Automobilhersteller, eine Fahrerwertung erfolgte dagegen nicht. Erster Weltmeister wurde 1925 Alfa Romeo, gefolgt von Bugatti 1926 und Delage 1927. Ende der 1920er Jahre geriet der Grand-Prix-Sport jedoch in eine Krise, weil angesichts des enorm angestiegenen technischen Aufwands und schließlich auch unter dem Eindruck der Weltwirtschaftskrise sich kaum noch ein Hersteller die Entwicklung spezieller Grand-Prix-Rennwagen nach der vorgegebenen Rennformel leisten konnte. Stattdessen begann eine Blütezeit von sogenannten formelfreien Rennen, bei denen vor allem die zahlreich vertretenen Privatfahrer für stattliche und für die Zuschauer interessante Startfelder sorgten. Die Teilnehmer finanzierten sich dabei hauptsächlich über mit den Veranstaltern ausgehandelte Antrittsprämien (sogenannte „Startgelder“), deren Höhe sich üblicherweise nach der jeweiligen Zuschauerattraktivität richtete. Dieser Entwicklung beugte sich schließlich auch die CSI und verzichtete ab 1931 in ihrer offiziellen Rennformel weitgehend auf jegliche technische Vorgaben, so dass die Grand-Prix-Teilnehmer nun praktisch mit jeder Art von Rennwagen antreten konnten, die vom jeweiligen Veranstalter akzeptiert wurde. Eine weitere Entwicklung zu mehr Volksnähe war auch die zunehmende Verbreitung von Rennen auf Stadtkursen. Erste derartige Veranstaltung war 1929 der Große Preis von Monaco, der ab 1933 in den Rang eines Grande Épreuve (die Unterscheidung war aufgrund der inflationären Verwendung der Bezeichnung Grand Prix auch für weniger bedeutende Rennen mittlerweile notwendig geworden) erhoben wurde.
Die technische Entwicklung führte jedoch bald darauf erneut zu einem derart rasanten Anstieg der Fahrleistungen, so dass sich die CSI 1934 doch wieder gezwungen sah, durch technische Restriktionen zu reagieren. Durch die Festlegung einer Gewichtsobergrenze sollten dabei allzu hubraum- und leistungsstarke Motoren verhindert werden. Von dieser sogenannten „750-kg-Formel“ profitierten dabei vor allem die beiden neu in den Grand-Prix-Sport eingestiegenen deutschen Automobilkonzerne, Mercedes-Benz und Auto Union AG, die angesichts ihrer technischen und finanziellen Möglichkeiten und nicht zuletzt mit Förderung durch das Nazi-Regime bezüglich Leichtbau und Fahrwerkstechnik einen Technologievorsprung erzielen konnten. So war der Grand-Prix-Sport in der zweiten Hälfte der 1930er durch die völlige Dominanz der deutschen Silberpfeile geprägt, während gleichzeitig der Automobilsport in den anderen traditionellen Motorsportnationen zunehmend in andere Rennkategorien abgedrängt wurde. So wendete sich das Interesse in Frankreich vor allem Sportwagenrennen mit großvolumigen Saugmotoren bis 4,5-Liter Hubraum zu, während in Großbritannien und schließlich auch in Italien die sogenannte Voiturette-Klasse mit aufgeladenen Motoren bis 1,5 Liter Hubraum von Jahr zu Jahr populärer wurde.
Nach dem Ende des Zweiten Weltkriegs musste sich der Automobilsport mit dem Wegfall der deutschen Grand-Prix-Rennställe daher zunächst völlig neu formieren. Hierfür wurde die für 1947 verabschiedete Internationale Grand-Prix-Formel stark danach ausgerichtet, was an Fahrzeugbestand verfügbar war. Ergebnis war somit im Wesentlichen eine Kombination der italienischen und britischen Voiturettes mit zu Behelfs-Rennwagen umgerüsteten französischen Sportwagen, in der Alfa Romeo das Geschehen bald absolut dominierte. Parallel dazu wurde für 1948 als Nachfolger für die auf diese Weise aufgewertete bisherige Voiturette-Klasse erstmals offiziell auch eine zweite Grand-Prix-Formel eingeführt, für die sich die Veranstalter von Rennen unterhalb der Ebene der Grandes Épreuves nun wahlweise entscheiden konnten. Um die beiden Formeln namentlich voneinander unterscheiden zu können, wurden anfangs Bezeichnungen wie „Formel A“ bzw. „Formel B“ verwendet, bis sich dann im allgemeinen Sprachgebrauch die Begriffe Formel 1 und Formel 2 nach und nach durchsetzten.
Für 1950 kündigte der mittlerweile in FIA umbenannte internationale Automobil-Dachverband schließlich die erneute Einführung einer Automobil-Weltmeisterschaft an (siehe Geschichte der Automobil-Weltmeisterschaft).

## Geschichte

### Ursprünge (1867–1894)

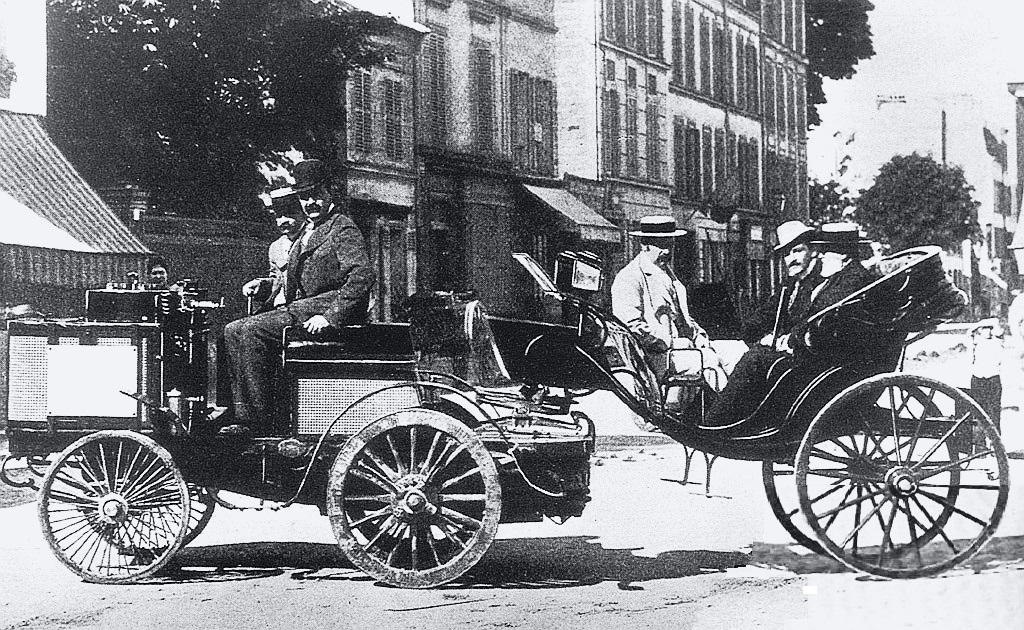
Teilnehmer an der Wettfahrt Paris–Rouen 1894: Graf Albert de Dion und Begleitung mit Dampfgespann „Vicoria“. Die Gelassenheit ist nicht gespielt: De Dion war trotz der längsten Mittagspausen und einem „Abstecher“ in einen Acker dreieinhalb Minuten vor dem Zweitplatzierten Albert Lemaître auf Peugeot im Ziel.

Bei den ersten dokumentierten Wettfahrten für Fahrzeuge ohne Wind- oder Muskelkraftantrieb ab etwa der zweiten Hälfte des 19. Jahrhunderts handelte es sich um Leistungsvergleiche zwischen selbstfahrenden Dampftraktoren, bei denen es in erster Linie darum ging, den Nutzwert derartiger Maschinen zu demonstrieren. Erst mit dem Aufkommen erster für den Individualverkehr konzipierter Fahrzeuge gegen Ende des 19. Jahrhunderts trat auch der sportliche Aspekt immer stärker hinzu, wobei die frühen Veranstaltungen eng an den ebenfalls noch recht jungen Radsport angelegt waren. Ohnehin wurden „Automobile“ dabei zunächst lediglich als eine weitere Spielart „pferdeloser Fahrzeuge“ betrachtet und es war zunächst noch nicht absehbar, welches Antriebskonzept sich schließlich durchsetzen würde.
So wurden beispielsweise 1894 zur Fahrt von Paris nach Rouen, die allgemein als erster bedeutender Wettbewerb der Motorsportgeschichte betrachtet wird, neben mit Verbrennungsmotoren ausgerüsteten Automobilen nach heutiger Vorstellung auch Zwei- und Dreiräder, sowie Fahrzeuge mit Dampf-, Elektro- oder sogar mit Feder- oder Muskelkraft-Antrieb angemeldet. Obwohl es sich auch bei dieser Veranstaltung noch nicht um ein „Rennen“ im modernen Sinn handelte, weil für die Vergabe des Siegerpreises nicht die erzielte Geschwindigkeit allein, sondern vor allem Kriterien wie einfache Bedienbarkeit und Wirtschaftlichkeit im Betrieb ausschlaggebend waren, wurde dem Schnellsten über die Distanz, Graf Albert de Dion auf seinem Dampfwagen, die größte öffentliche Aufmerksamkeit unter den Teilnehmern zuteil.

### Die Ära der großen Stadt-zu-Stadt-Rennen (1895–1903)

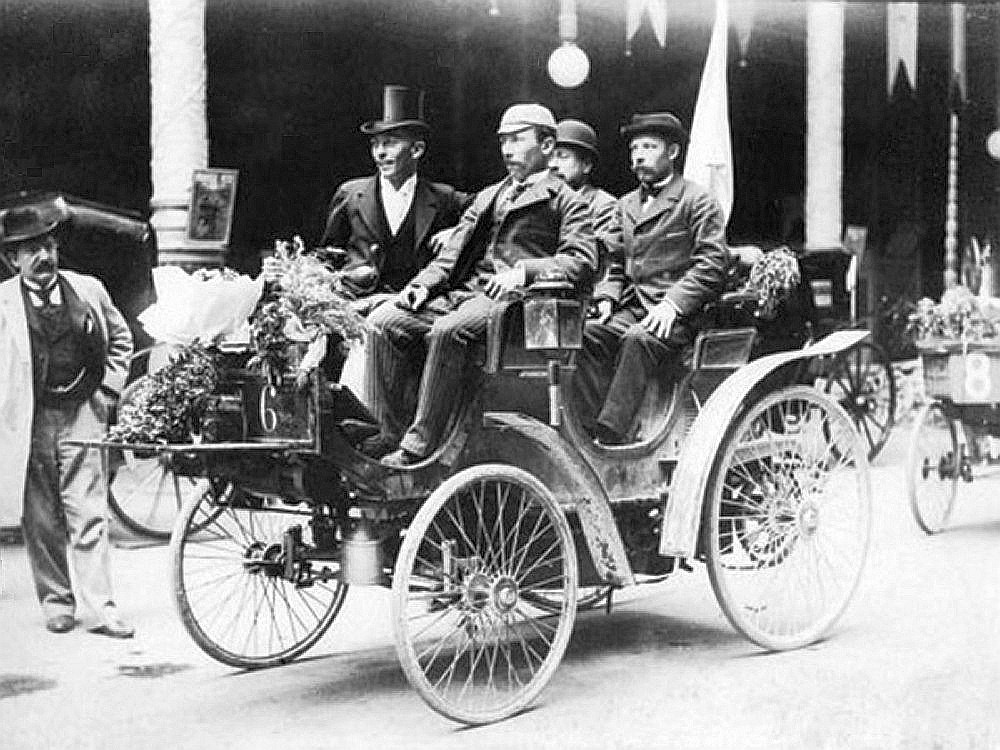
Paul Koechlin auf Peugeot-Daimler Type 7 Phaéton (Viersitzer), erster offizieller Sieger bei einem Autorennen; Paris–Bordeaux–Paris 1895

Damit waren die Weichen gestellt und 1895 fand mit der Wettfahrt von Paris nach Bordeaux und zurück das erste „echte“ Automobilrennen statt, bei dem es darum ging, eine vorgegebene Strecke in einer möglichst kurzen Zeit zurückzulegen. Schnellster über die Distanz war Émile Levassor auf Panhard & Levassor, dessen Wagen jedoch nicht den Ausschreibebestimmungen entsprach. Zum ersten offiziellen Rennsieger in der Geschichte des Automobilsports wurde daher Paul Koechlin auf Peugeot erklärt. Im gleichen Jahr wurde mit dem Automobile Club de France (ACF) der erste Automobilclub der Welt gegründet, dessen vorrangige Zielsetzung es war, ab nun jährlich weitere derartige Rennveranstaltungen zu organisieren. Ebenfalls noch in 1895 fand außerdem mit dem Chicago Times-Herald Contest auch in den USA ein erstes bedeutendes Autorennen statt. Sieger wurde unter widrigen Bedingungen James Frank Duryea, der damit die US-amerikanische Automobilsporthistorie begründete.
Diese ersten bedeutenden Automobilrennen wurden auf öffentlichen Straßen ausgetragen, wobei die Teilnehmer einzeln und in vorgegebenen Zeitabständen auf die Strecke geschickt wurden. Die dabei zurückzulegenden Distanzen waren enorm, und befestigte Straßenbeläge waren ebenso wenig vorhanden wie Absperrungen oder irgendwelche anderen Sicherheitsvorkehrungen. Zwar hatten sich Verbrennungsmotoren als einzige für Rennveranstaltungen brauchbare Antriebsquelle bereits allgemein durchgesetzt, die Wagen waren aus moderner Sicht jedoch noch primitiv und sehr defektanfällig, bedurften im Betrieb ständiger Schmierung und technischer Fürsorge, und Reifenschäden oder Radbrüche waren für die Teilnehmer praktisch an der Tagesordnung. Um die Schäden zu reparieren und überhaupt die Fahrt aufrechterhalten zu können, war daher neben dem Fahrer stets noch ein weiterer Mechaniker mit an Bord. Und obwohl die Ortsdurchfahrten üblicherweise „neutralisiert“ (d. h. nicht gezeitet) wurden, wurden mit Zunahme der Geschwindigkeiten Personen auf der Fahrbahn und insbesondere auch die Kollisionsgefahr mit umherlaufenden Tieren zu einer nahezu ständigen Bedrohung, zumal auch die Entwicklung der Fahrwerke und Bremsen deutlich hinter den von Jahr zu Jahr sprunghaft ansteigenden Motorleistungen zurückblieb. Wurde 1895 das erste Rennen von Paris nach Bordeaux und zurück noch mit einem Durchschnitt von unter 25 km/h absolviert, so erzielten die schnellsten Teilnehmer 1903 beim letzten großen Stadt-zu-Stadt-Rennen von Paris nach Madrid auf dem gleichen Streckenabschnitt mit über 100 km/h bereits mehr als viermal so hohe Durchschnittsgeschwindigkeiten. Bei Motorengrößen von regelmäßig um die 15 Liter Hubraum wurden dabei mittlerweile bereits Leistungswerte von um die 100 PS erzielt. Auch die zwischenzeitliche Einführung einer ersten Rennformel, mit der ab 1902 das Leergewicht der Wagen auf 1000 kg (plus 7 kg extra für Fahrzeuge mit Magnetzündung) begrenzt wurde, hatte diese Entwicklung nicht nachhaltig verlangsamen können, woran vor allem auch die zunehmende Verbreitung von Motoren mit gesteuerten Ventilen entscheidenden Anteil hatte. Stattdessen wurden – unter oftmals recht großzügiger Auslegung des Begriffs „leer“ – alle Möglichkeiten der Gewichtseinsparung genutzt, indem die Wagen zumindest bei der Fahrzeugabnahme auf ihre absolut notwendigen Bestandteile reduziert wurden, oft unter Verzicht auf jegliche formgebende Karosserie, Beifahrersitz oder andere ähnlich „überflüssige“ Einrichtungen. Parallel zu der laufenden Leistungssteigerung hatte außerdem auch genereller Wandel der Konstruktionsprinzipien stattgefunden. Während bei den frühen Rennen die Fahrzeuge noch weitgehend an motorisierte Pferdekutschen erinnerten, hatte sich bis zur Jahrhundertwende die für lange Zeit „moderne“ Form des Automobils mit Frontmotor und Hinterradantrieb bereits durchgesetzt.
Beinahe ebenso schnell wie die technische Entwicklung vollzog sich auch der Wandel des Automobilsports vom kuriosen öffentlichen Spektakel und Zeitvertreib technikbegeisterter Mitglieder der gesellschaftlichen Oberschicht hin zu einem knallharten Wettbewerb unter den Automobilherstellern um Erfolge und Marktanteile. Rennsiege waren gleichbedeutend mit Markenprestige und häufig konnten erfolgreiche Wagen noch direkt vor Ort an die exklusive Kundschaft verkauft werden, bisweilen sogar auch zu einem Mehrfachen des eigentlichen Listenpreises. Folge davon war neben der Entwicklung immer hochgezüchteter, allein für den Wettbewerbseinsatz konstruierter Rennwagen auch der zunehmende Einsatz von vertraglich gebundenen professionellen Rennfahrern durch die beteiligten Automobilfirmen. Auf diese Weise entwickelte sich bald eine über lange Zeit bestehende gewisse Kluft zwischen den sogenannten „Amateur-“ oder „Herrenfahrern“ und den „Werks-“ bzw. „Fabrikfahrern“, bei denen es sich oft um ehemalige Radrennfahrer oder um aus Mechanikerkreisen rekrutiertes Personal handelte. Dies führte sogar so weit, dass einzelne Veranstaltungen sogar ausdrücklich der einen oder der anderen Teilnehmergruppe vorbehalten waren.
Insgesamt erfuhr der Motorsport dabei auch international zunehmende Verbreitung. Dem 1895 gegründeten ACF folgten schon 1896 der belgische, 1897 der britische und 1898 die Automobilclubs von Österreich, Italien und der Schweiz und ab 1898 verband das alljährlich vom ACF veranstaltete Große Rennen regelmäßig auch europäische Hauptstädte miteinander. Auch im Deutschen Reich waren 1899 die in den Einzelstaaten teilweise zunächst divergierenden Bestrebungen soweit ausgerichtet, dass mit dem „Deutschen Automobilclub“ (DAC; heute AvD) eine gemeinsame Dachorganisation gegründet werden konnte. Dennoch blieb der ACF, was die Ausrichtung bedeutender – und zumindest in Ansätzen „internationaler“ – Rennen betraf, weiterhin praktisch allein tonangebend.
Angesichts der Unmöglichkeit, die über Hunderte von Kilometern führenden Etappen ausreichend abzusperren, gab es dabei vor allem bei der Landbevölkerung von Anfang an erheblichen Widerstand gegen die Durchführung von Automobilrennen. Mit Zunahme der Geschwindigkeiten häuften sich im gleichen Maße auch die Zwischenfälle, oft auch mit tödlichem Ausgang, so dass es im Anschluss an derartige Vorfälle verstärkt zu Schwierigkeiten bei der Genehmigung derartiger Veranstaltungen kam. Schließlich bedeutete der tragische Verlauf des „Todesrennens“ von Paris nach Madrid 1903, das nach acht Todesfällen unterwegs vorzeitig abgebrochen werden musste, gleichzeitig auch das Ende der Ära der großen Stadt-zu-Stadt-Rennen im Automobilsport.
→ Saisonberichte: 1895, 1896, 1897, 1898, 1899, 1900, 1901, 1902, 1903

### Wegbereiter derGrand Prix:Gordon-Bennett-Cupund erste Rundstreckenrennen (1900–1905)

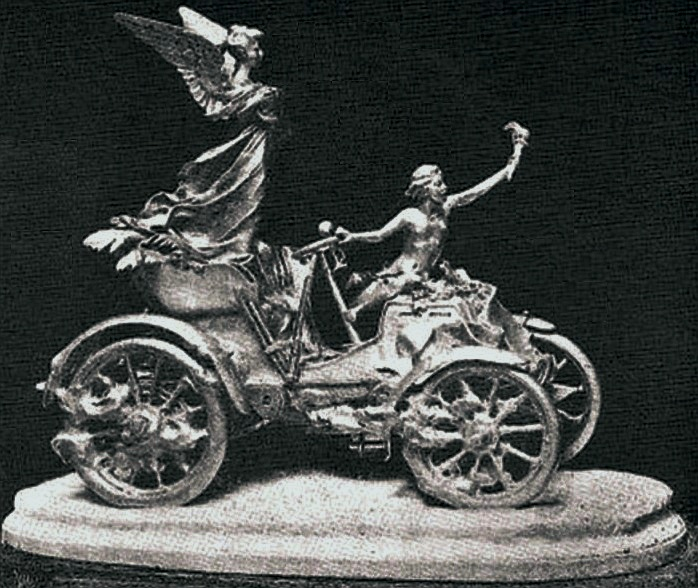
Die Gordon-Bennett-Trophäe

Die Idee zum ersten internationalen Automobilwettbewerb der Geschichte geht auf eine nicht zustande gekommene Herausforderung des Siegers der Wettfahrt Paris–Bordeaux 1899, Fernand Charron, durch den amerikanischen Rennfahrer Alexander Winton zurück. Bis dahin waren alle Rennen im Prinzip nationale Veranstaltungen gewesen, bei denen allenfalls einzelne ausländische Gaststarter teilgenommen hatten. James Gordon Bennett, der Herausgeber der Zeitung New York Herald, griff den Gedanken eines Wettstreits der Automobilnationen auf und stiftete für 1900 mit dem Coupe Internationale einen Wanderpreis, für den aber bald nur noch die Bezeichnung Gordon-Bennett-Cup allgemein gebräuchlich wurde. Die Regularien sahen vor, einmal jährlich ein Rennen auszutragen, wobei dem jeweils siegreichen Automobilclub dann das Veranstaltungsrecht für das Folgejahr zustand. Für die Rennen war eine gewisse Mindestdistanz vorgeschrieben und pro Nation durften dabei maximal drei Wagen antreten, von denen sämtliche Bestandteile im jeweiligen Land gefertigt sein mussten.
Die ersten Ausgaben des Gordon-Bennett-Cups entwickelten sich allerdings zur Farce. Die Überlegenheit der französischen Wagen war erdrückend und die Resonanz im Ausland war gering bis gar nicht vorhanden, zumal insbesondere kleinere Länder große Probleme damit hatten, überhaupt Rennwagen vollständig – d. h. inklusive aller Zubehörteile wie Reifen und Zündung – im eigenen Land zu fertigen. Hatte es bei der ersten Austragung 1900 mit Vertretern aus Belgien und den Vereinigten Staaten wenigstens noch dem Papier nach eine internationale Beteiligung gegeben, so war dann beispielsweise 1901 die französische Mannschaft sogar vollständig unter sich. Eine Chance ergab sich für die spärlich vertretene ausländische Konkurrenz allenfalls dann, wenn die Wagen aus Frankreich ausfielen, wie 1902, als die Trophäe nach dem Sieg des Briten Selwyn Edge auf Napier zum ersten Mal an einen ausländischen Club ging. Statt eines richtigen „Rennens“ galt es bei diesen ersten Auflagen des Gordon-Bennett-Cups dabei angesichts der kleinen Teilnehmerfelder bei gleichzeitig noch hoher Ausfallquote in erster Linie überhaupt nur, die Distanz irgendwie zu bewältigen, um den Erfolg zu erringen. Attraktive eigenständige Wettbewerbe, die den organisatorischen Aufwand rechtfertigten, waren auf diese Weise nicht zu erreichen. War die erste Auflage 1900 wenigstens noch eine eigenständige Veranstaltung – wenn auch von der Öffentlichkeit weitgehend unbeachtet – gewesen, so wurde der Coupe Internationale in den Folgejahren vom ACF daher wohlweislich in Form von Sonderwertungen im Rahmen anderer bedeutender Wettfahrten (Paris-Bordeaux 1901 und Paris-Wien 1902) ausgeschrieben, wobei die Sieger des Gordon-Bennett-Cups jeweils nicht über eine Position im Mittelfeld der Gesamtwertung hinaus kamen.
Ausgerechnet das als Todesrennen in die Geschichte eingegangene letzte der großen Stadt-zu-Stadt-Rennen von Paris nach Madrid im Frühjahr 1903 trug schließlich doch noch entscheidend zu einem kaum noch zu erwartenden Aufschwung des Gordon-Bennett-Cups bei. Zwar setzte im Anschluss an diese Katastrophe ein allgemeines Verbot aller Geschwindigkeitswettbewerbe auf nicht abgesperrten öffentlichen Straßen dem bisherigen Austragungsformat ein abruptes Ende, der rettende Ausweg war jedoch die Umstellung auf die neuartigen Rundstreckenrennen.
Auch in den Anfangsjahren des Motorsports hatte es schon Wettbewerbe auf Pferderennbahnen oder anderen stadionähnlichen Anlagen gegeben, doch setzte sich diese Form von „Ovalrennen“ vor allem in den Vereinigten Staaten durch. In Europa galten solche Veranstaltungen eher als anspruchslose Publikumsspektakel, als wahrer Sport wurden nur Rennen auf „richtigen“ Straßen über entsprechende Distanzen angesehen. 1902 wurde der passende Ausweg gefunden, als auf Betreiben des belgischen Rennfahrers Baron Pierre de Crawhez auf dem 85,4 km langen und insgesamt sechsmal zu umrundenden Circuit des Ardennes (Ardennenrundkurs) bei Bastogne zum ersten Mal ein wirklich bedeutendes Rennen auf einer anspruchsvollen Straßenrundstrecke ausgetragen. Anders als bei den über Hunderte von Kilometern Distanz führenden klassischen Stadt-zu-Stadt-Rennen bot dies die Möglichkeit, die Rennstrecke vorübergehend vom allgemeinen Verkehr abzusperren und durch eine überschaubare Anzahl von Ordnern und Streckenposten wenigstens in Grundzügen abzusichern, ohne deswegen allzu große Einbußen bezüglich der Gesamtdistanz hinnehmen zu müssen. Für die Zuschauer bot dies obendrein den Vorteil, dass sie die Teilnehmer im Rennen nun mehrfach zu Gesicht bekamen und auf diese Weise das Geschehen auch besser mitverfolgen konnten.
Nachdem der Britische Automobilclub für das von ihm auszurichtende Gordon-Bennett-Rennen von 1903 mangels einer passenden Überlandstrecke sich bereits notgedrungen für einen Straßenrundkurs bei der irischen Stadt Athy entschieden hatte, blieb die Veranstaltung nach dem Verbot der „Städterennen“ als einziges bedeutendes Motorsportereignis des Jahres übrig. Entsprechend war nun auch die Beteiligung und mit Mannschaften aus Großbritannien, Frankreich, Deutschland und den USA wurde der Gordon-Bennett-Cup seinem Anspruch als internationaler Wettbewerb zum ersten Mal wirklich gerecht. Von nun an stellten die Gordon-Bennett-Rennen jeweils den absoluten Saisonhöhepunkt dar, begleitet von einer entsprechend großen Medienpräsenz. An teilnahmewilligen Automobilherstellern herrschte daher jetzt kein Mangel mehr, und mit der Beteiligung aller bedeutender Automobilnationen wurde nun auch der Motorsport immer stärker vom allgemein verbreiteten Nationalfieber erfasst. Rennsiege wurden in der öffentlichen Wahrnehmung mit nationalem Prestige gleichgesetzt, zumal die Rennwagen nun auch in fest zugeordneten Nationalfarben lackiert werden mussten, die im Wesentlichen bis zur Freigabe des Sponsorings gegen Ende der 1960er Jahre beibehalten wurden. Speziell zwischen Frankreich und Deutschland, dessen Team 1903 mit dem siegreichen Mercedes-Rennwagen des Belgiers Camille Jenatzy gleich im ersten Anlauf die Gordon-Bennett-Trophäe davongetragen hatte, entwickelte sich in der Folgezeit eine besonders ausgeprägte Rivalität, die nicht zuletzt auch dadurch befeuert wurde, dass das deutsche Kaiserhaus das im Folgejahr dann in Deutschland ausgetragene Rennen durch seine offizielle Präsenz und Mitwirkung zu einer nationalen Angelegenheit machte.
Gerade aus Frankreich kam dagegen nun immer stärkere Kritik am Austragungsmodus auf, obwohl Léon Théry auf Richard-Brasier 1904 und 1905 zuletzt beide Male die deutschen Mercedes-Rennwagen hatte schlagen können. Mittlerweile drängten jedoch jeweils bis zu zehn französische Automobilhersteller auf ihre Teilnahme, so dass dort zunächst separate nationale Ausscheidungsrennen durchgeführt werden mussten, um die drei Vertreter für den offiziellen internationalen Wettbewerb zu ermitteln. Dabei gingen jeweils bis zu dreißig Teilnehmer an den Start, so dass die Konkurrenz allein in der französischen Vorausscheidung bisweilen sogar härter erschien als in den eigentlichen Gordon-Bennett-Rennen. Umso ungerechter wurde es empfunden, dass im krassen Gegensatz dazu Mercedes unter Ausnutzung einer Lücke im Reglement allein schon mit bis zu sechs Wagen im Cup antreten konnte, also insgesamt doppelt so vielen wie die gesamte französische Automobilindustrie zusammen. Der „Trick“ bestand dabei darin, jeweils drei der Wagen als Fahrzeuge aus deutscher Produktion und drei aus dem österreichischen Zweigwerk (Austro-Daimler) zu deklarieren. Obwohl der Pokal im Anschluss zweimal (1904 noch dazu auf deutschem Boden) wieder von französischen Wagen gewonnen wurde, führte dies schließlich dazu, dass der ACF 1906 als Cupverteidiger nicht mehr bereit war, noch einmal ein Rennen um den Coupe Internationale auszurichten. An die Stelle setzte er den Grand Prix de l’ACF, bei dem der französische Automobilclub nun wieder selbst alleinige Regie führte und über die Teilnahmebestimmungen entscheiden konnte.
→ Saisonberichte: 1900, 1901, 1902, 1903, 1904, 1905

### Geburtsstunde derGrand-Prix-Rennen (1906–1911)

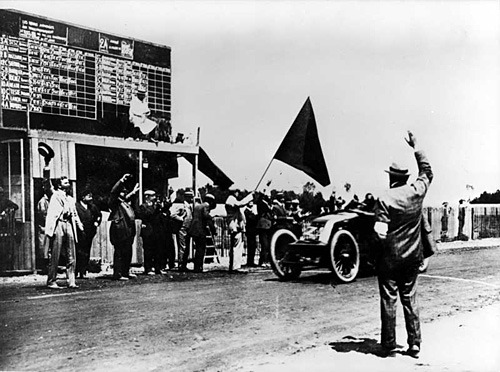
Ferenc Szisz, Sieger des ersten Grand Prix de l’ACF von 1906 auf Renault

Aufgrund der Vorbehalte gegen das bestehende Reglement war bereits 1904 aus den Reihen der französischen Automobilindustrie die Forderung aufgekommen, das französische Ausscheidungsrennen mit dem Coupe Internationale (in Form einer Sonderwertung) zusammenzuführen. Das auf diese Weise entstehende neue große Rennen sollte unter dem Titel Grand Prix de l’Automobile Club de France laufen und allen Herstellern unabhängig von der nationalen Herkunft gleiche Teilnahmechancen ermöglichen. Der ACF griff diese Idee bereitwillig auf, wollte aber den einzelnen Ländern weiterhin unterschiedliche Kontingente an Teilnehmern entsprechend der „Bedeutung“ der jeweiligen Automobilindustrie zuweisen. Naturgemäß stieß dieser Vorschlag auf den Widerstand der übrigen Nationen, so dass bei einem Kongress des erst kurz zuvor gegründeten Internationalen Automobilverbands AIACR (Association Internationale des Automobile Clubs Reconnus) Anfang 1905 der Kompromiss getroffen wurde, den Gordon-Bennett-Cup und den Grand Prix in diesem Jahr in zwei separaten Rennen auszufahren. Dies stieß jedoch wiederum auf starke Ablehnung der französischen Automobilfirmen, die „ihren“ Grand Prix als eine Art Weltmeisterschaft in Form eines allein stehenden Saisonhöhepunkts sehen wollten. Ergebnis war schließlich, dass der ACF die Ausrichtung des Grand Prix auf 1906 verschob, dabei aber gleichzeitig auch ankündigte, bei einem französischen Sieg im Gordon-Bennett-Cup von 1905 kein Rennen für diesen Wettbewerb mehr zu veranstalten.
So wurde schließlich 1906 mit dem Rennen um den Grand Prix de l’ACF der erste offizielle Große Preis der Automobilgeschichte ausgerichtet. Zugelassen wurden unabhängig vom Herkunftsland pro Automobilhersteller bis zu drei Rennwagen, wie es von den Vertretern der französischen Industrie ursprünglich gefordert worden war. Seinem Rang als bedeutendster aller Wettbewerbe entsprechend wurde das Rennen über eine Streckenlänge von über 1200 km und an zwei aufeinanderfolgenden Tagen ausgetragen. Zum ersten Mal wurde dabei auch ein parc fermé eingerichtet, weil an den Wagen gemäß den Bestimmungen zwischen den beiden Läufen nicht gearbeitet werden durfte. Wichtigste technische Neuerung war die Einführung von abnehmbaren Felgen mit vormontierten Reifen, wodurch die damit ausgerüsteten Teilnehmer einen rennentscheidenden Zeitvorteil bei den extrem häufig auftretenden Reifenschäden erzielten.
Ansonsten hatte sich bei den Rennwagen mittlerweile eine gewisse Gleichförmigkeit entwickelt. Die Wagen waren bis auf wenige Ausnahmen mit Vierzylindern mit jeweils paarweise gegossenen Zylindern zwischen 12 und 18 Litern Hubraum ausgestattet, wobei bei einigen allein auf maximale Leistungsausbeute durch größtmögliches Motorvolumen (z. B. Panhard & Levassor, Lorraine-Dietrich) abgezielt wurde, während andere Hersteller (z. B. Brasier, Renault, Darracq) etwas kleinere Zylinderabmessungen zugunsten von etwas mehr Spielraum bezüglich Chassisfestigkeit und Optimierung der Lastverteilung in Kauf nahmen.
Erster Grand-Prix-Sieger der Geschichte wurde unangefochten der aus Ungarn stammende, aber in Frankreich lebende Fahrer Ferenc Szisz auf Renault mit einer Durchschnittsgeschwindigkeit von etwa 101 km/h, gefolgt mit großem Abstand von Felice Nazzaro auf Fiat und Albert Clément auf Clément-Bayard. Szisz, der bei den großen Stadt-zu-Stadt-Rennen von 1902 und 1903 noch als Mechaniker auf dem Auto von Louis Renault mitgefahren war, war damit auch ein Musterbeispiel für die fortschreitende Professionalisierung des Grand-Prix-Sports. Hatte sich noch 1903 der Deutschen Automobilclub aus Standesgründen geweigert, mit Wilhelm Werner, dem anerkanntermaßen besten deutschen Fahrer, und Otto Hieronimus „Arbeitnehmer“ im deutschen Gordon-Bennett-Team starten zu lassen, und stattdessen lieber ausländischen Herrenfahrern wie den Belgiern Camille Jenatzy, Baron Pierre de Caters und dem Amerikaner Foxhall Keene, Sohn des Präsidenten der Börse von San Francisco, den Vorzug gegeben, so waren bei den Automobilherstellern angestellte Industriefahrer – zumeist frühere Mechaniker und Chauffeure – bald klar tonangebend.
Nachdem sich 1906 französische Wagen neben dem Grand Prix auch in allen anderen bedeutenden Rennen erfolgreich gewesen waren (Renault hatte dabei seine Verkaufszahlen von 1600 Wagen in 1906 auf 3000 im Folgejahr nahezu verdoppeln können), fiel dem ACF die Entscheidung leicht, den Grand Prix als Nachfolger seiner früheren großen Städterennen künftig wieder fest zu etablieren. Damit begann auch ein Findungsprozess, aus dem sich erst im Lauf der Jahre nach und nach ein standardisiertes Austragungsformat entwickelte. Vor allem in den ersten Jahren unterlagen die Grand-Prix-Rennen aber noch zahlreichen Änderungen. So kehrte man schon bei der zweiten Auflage aus Praktikabilitätsgründen wieder zum Ein-Tages-Rennen zurück. Gleichzeitig fand der Grand Prix mit einem deutlich kürzeren, aber dafür auch kurvenreicheren Dreieckskurs bei Dieppe eine neue Heimat.
Weiterer Ausdruck der Suche nach geeigneten Austragungsmodalitäten war auch der nunmehr einsetzende jährliche Wechsel der Rennformel. War das technische Reglement bis dahin in Form der schon 1902 eingeführten „1000-kg-Formel“ fünf Jahre lang stabil geblieben, so wurde diese für 1907 durch eine Verbrauchsformel ersetzt, gemäß der jedem Teilnehmer pro 100 km Streckenlänge 30 l Treibstoff zustanden. Damit sollten eigentlich die bestehende Übermotorisierung und darüber letztendlich auch der Reifenverschleiß eingedämmt werden, so dass die Wagen wieder etwas alltagstauglicher werden sollten und Rennen wieder mehr „auf der Strecke“ gewonnen werden konnten. Die Formel verfehlte allerdings ihr Ziel, da die Spitzenteams auch 1906 schon unter diesem Limit geblieben waren. So gingen beim zweiten Grand Prix doch wieder mehrheitlich „Eintonner“ an den Start, wenn auch aufgrund des Wegfalls der Gewichtsgrenze zumeist mit Verstärkungen am Chassis bei noch einmal gesteigerter Motorleistung.
Den Ausgang des Rennens machten somit die klassischen Grand-Prix-Mannschaften von Fiat, Darracq, Renault, Brasier und Lorraine-Dietrich wieder unter sich aus. Nach einem abwechslungsreichen Rennen gewann Nazzaro auf Fiat vor Vorjahressieger Szisz auf Renault und Paul Baras auf Brasier. Keiner der Teilnehmer hatte dabei ernsthaft Probleme mit dem Benzinverbrauch bekommen. Fiat hatte damit nach der Targa Florio und dem Kaiserpreisrennen auch das dritte bedeutende Rennen der Saison – und somit unter allen drei angewendeten Rennformeln – gewonnen.
Mit dem gleichzeitig ausgetragenen Coupe de la Commission Sportive wurde vom ACF daneben auch eine zweite Wagenkategorie definiert, deren Rennen über eine kürzere Distanz führte und für die der Treibstoffverbrauch auf 15 l pro 100 km beschränkt war. Sieger wurde ein gewisser de Langhe auf Darracq. Parallel dazu kamen aber auch in anderen Ländern Bestrebungen auf, dem Grand Prix eigene Rennformate und -formeln entgegenzustellen. In den USA liefen schon seit 1904 vor anfangs zum Teil enormen Zuschauerkulissen vor den Toren von New York City die Rennen um den Vanderbilt Cup, gedacht als eine Art Vergleichskampf der Kontinente mit dem Ziel, die amerikanische Automobilindustrie zu besseren Leistungen anzuspornen, und bei der italienischen Targa Florio von 1907 war mit der Begrenzung der Zylinderbohrung erstmals eine direkte Regelung von Motorabmessungen Gegenstand einer Rennformel. Auch in Deutschland, wo seit 1905 mit den Herkomer-Konkurrenzen jährlich eine Wettfahrt mit Tourenwagen stattfand, versuchte man sich mit dem Kaiserpreis-Rennen von 1907 an einem echten Gegenentwurf zum Grand Prix, mit einem stattlichen Teilnehmerfeld von nicht weniger als 77 Wagen und natürlich auch mit einer eigenen Rennformel, die mit einem Hubraumlimit von 8 Litern, einem Radstand von mindestens 3 Metern und einem Mindestgewicht von 1175 kg die Richtung mehr hin zu alltagstauglichen Tourenwagen lenken sollte. Diese Entwicklung führte schließlich ab 1908 zu den Prinz-Heinrich-Fahrten und weiter zu den späteren Rallyes, hatte aber auch auf den Grand-Prix-Sport zumindest insoweit Auswirkung, als dass z. B. sowohl beim nachfolgenden Ardennenrennen als auch bei der Coppa Florio getrennte Läufe für Grand-Prix- und Kaiserpreis-Wagen durchgeführt wurden.
Um der drohenden Aufsplitterung Einhalt zu gebieten, wurde die Grand-Prix-Formel für 1908 nicht mehr vom ACF alleine verabschiedet. Stattdessen einigten sich die Vertreter der internationalen Automobilclubs bei einem Kongress in der belgischen Seestadt Ostende erstmals auf eine echte „internationale“ Rennformel. Mit diesem Schritt war die Rolle der „Grand-Prix-Rennen“ als Inbegriff der höchsten Motorsport-Kategorie endgültig gesichert. Einzig in Amerika hat sich mit den Indy-Cars eine Rennwagenkategorie dauerhaft dagegen etablieren können, doch beim American Grand Prize wurde auch hier nach den „europäischen“ Grand-Prix-Regeln gefahren.
In der als Ostender Formel in die Automobilgeschichte eingegangenen Rennformel wurde dabei neben der Vorgabe eines Minimalgewichts von 1100 kg auch die Zylinderbohrung auf 155 mm bei Vierzylindermotoren (bzw. 127 mm bei Sechszylindern) begrenzt. Damit sollte den Konstrukteuren die Wahlmöglichkeit zwischen langsam laufenden langhubigen Motoren mit großem Hubraum und schnelllaufenden Kurzhubern freigestellt bleiben. Als limitierende Faktoren stellten sich dabei die Kolbengeschwindigkeit und die Probleme bei der Kühlung von allzu langen Zylindern heraus, so dass die Formel durchaus ihren Zweck erreichte, ein weiteres Anwachsen der Motorengröße zu verhindern, die sich schließlich bei etwa 12 bis 13 Litern Hubraum einpendelte.
Nachdem auch das Rennen von 1907 – trotz des Erfolgs eines ausländischen Rennstalls – erneut ein großer Publikumserfolg gewesen war, konnte es sich für 1908 kaum ein namhafter Automobilhersteller ein Fernbleiben leisten. Schon Monate vor dem Rennen setzte eine umfassende Presseberichterstattung über die Vorbereitungen der einzelnen Hersteller und die Entstehung ihrer neuen Rennwagen ein. Zahlreiche Modelle wurden ganz speziell auf diesen Wettkampf hin entwickelt und bereits Wochen vor dem eigentlichen Renntermin reisten die Mannschaften an die Strecke, um dort ein intensives Programm von Trainings- und Erprobungsfahrten zu absolvieren. Der Trend wies dabei klar weg vom seitengesteuerten Motor hin zur OHV-Ventilsteuerung, und es waren sogar erste Motoren mit obenliegender Nockenwelle im Feld vertreten.
Nicht weniger als 51 Wagen von 17 Herstellern aus sechs Nationen versammelten sich schließlich zum Start, wobei die ausländischen Teilnehmer die Zahl der Einheimischen erstmals überwogen. Damit war die Intention der Rennformel offenbar auch in diesem Punkt aufgegangen, den Grand Prix zu einem wirklich internationalen Ereignis zu machen. Verloren ging dagegen ein Stück weit die Idee des Grand Prix als Bühne für die Präsentation der Produkte der überlegenen französischen Automobilindustrie. Ausgerechnet die deutschen Erzrivalen – allen voran Mercedes – setzten in puncto taktische Vorbereitung, Organisation und Feinabstimmung neue Maßstäbe und das Rennen endete zum allgemeinen Schock gar mit einem deutschen Dreifachsieg durch Christian Lautenschlager auf Mercedes vor Victor Hémery und René Hanriot auf Benz. Mercedes war es dabei gelungen, den Leistungsnachteil der immer noch seitengesteuerten Motoren durch besonders leichte und kompakte Bauweise, ausgewogene Gewichtsverteilung und optimale Abstimmung der Wagen an die Gegebenheiten der Strecke zu kompensieren.
Für 1909 war ursprünglich eigentlich eine weitere Verschärfung der Rennformel vorgesehen gewesen, indem bei gleichzeitiger Absenkung des Mindestgewichts auf 900 kg die Bohrung auf 130 mm begrenzt werden sollte. Auch der Austragungsort des Grand Prix hätte nach zwei Jahren in Dieppe nun auf den Circuit d’Anjou bei Angers wechseln sollen. Aber nach der als Demütigung empfundenen Niederlage von 1908 schreckten die – obendrein in interne Querelen untereinander verwickelten – etablierten französischen Automobilfirmen angesichts der Gefahr eines weiteren Gesichtsverlusts vor der Teilnahme zurück. Ohnehin war der Markt für Luxusfahrzeuge gerade weitgehend gesättigt, so dass die Masche, den Verkauf über Grand-Prix-Siege anzukurbeln, für die traditionellen Hersteller wie Panhard & Levassor, Mors oder Lorraine-Dietrich, aber auch für ausländische Spitzenfabrikate wie Mercedes oder Fiat nicht mehr richtig funktionierte. Eine Übereinkunft der Hersteller untereinander sorgte schließlich für eine Absage des Rennens für 1909, wie auch überhaupt die Grand-Prix-Aktivitäten in Europa für eine Weile praktisch komplett zum Erliegen kamen.
Genau in dieser Phase kam es dagegen in den Vereinigten Staaten zu einem kurzen, aber intensiven Aufblühen von Grand-Prix-Rennen. Zwar hatten amerikanische Konstruktionen schon seit 1900 immer wieder an den Gordon-Bennett- und Grand-Prix-Rennen teilgenommen, aber weder dort, noch bei den Rennen um den Vanderbilt Cup auf Long Island hatten sie eine ernsthafte Konkurrenz für die europäischen Fabrikate dargestellt. Meist hatte es sich um mehr oder weniger modifizierte Produktionsmodelle gehandelt, die den Vollblutrennwagen aus Europa nicht gewachsen waren. Dennoch wurde ausgerechnet in den USA Ende 1908 auf dem Savannah-Effingham Raceway, einem Straßenrundkurs bei Savannah im Bundesstaat Georgia mit dem Grand Prize of the Automobile Club of America (in der Literatur häufig nur als American Grand Prize bezeichnet) zum ersten Mal ein Rennen mit dem Begriff Grand Prix im Titel außerhalb Frankreichs durchgeführt. Aufgrund des attraktiven Preisgelds war praktisch die gesamte europäische Elite angereist und entsprechend standen die einheimischen Vertreter wiederum von vorneherein auf verlorenem Posten, obwohl unter diesen mit dem Chadwick Six, gefahren von Willie Haupt der erste Rennwagen mit einem aufgeladenen Motor bei einem Grand-Prix-Rennen antrat. Der Sieg ging an Fiat-Fahrer Louis Wagner vor Victor Hémery und Felice Nazzaro. 1909 fiel das Rennen wegen Verbandsquerelen aus und auch 1910 war die Austragung erst so spät gesichert, dass aus Europa nur noch Fiat und Benz noch rechtzeitig Wagen schicken konnten. Dennoch gewann schließlich wiederum doch der Fahrer eines europäischen Fabrikats, der US-Amerikaner David Bruce-Brown, dem Benz dieses Mal ein Auto zur Verfügung gestellt hatte. Es wird dazu berichtet, dass der Zweitplatzierte, Bruce-Browns Teamkollege Hémery, den Amerikaner bei der Siegerehrung mit Champagner übergossen haben soll; dies war möglicherweise somit der erste Fall einer solchen „Champagnerzeremonie“ bei einem Grand-Prix-Rennen. Bruce-Brown wurde auch 1911 erneut Sieger des American Grand Prize, dieses Mal – mangels jeglicher Einschränkung durch eine Rennformel – auf einem Fiat mit gigantischen Abmessungen. Überhaupt waren die europäischen Firmen mittlerweile mehr und mehr dazu übergegangen, nur ihre Wagen nach Amerika zu bringen und diese dort dann einheimischen Fahrern zur Verfügung zu stellen.
In der Zwischenzeit hatte jedoch eine Entwicklung dazu beigetragen, der kurzen Blütezeit der amerikanischen Grand-Prix-Rennen jener frühen Jahre schon langsam wieder ein Ende zu bereiten. Nachdem in Großbritannien schon seit 1907 in Brooklands die erste permanente Rennstrecke eröffnet worden war, wurde 1909 mit dem Indianapolis Motor Speedway auch in den USA eine erste solche „Rennbahn“ in Betrieb genommen. Im Gegensatz zu den klassischen Rundstrecken auf öffentlichen Straßen handelte es sich hierbei um stadionartige Anlagen, bei denen die Zuschauer von fest errichteten Tribünen jeweils große Teile der meist recht einfachen Streckenführung einsehen konnten (obwohl die Form des Indianapolis Motor Speedway streng genommen eher einem Rechteck bzw. Trapez mit abgerundeten Ecken gleicht, hat sich für solche Strecken allgemein die Bezeichnung Oval eingebürgert). Diese neue Form des Motorsports gewann vor allem in den Vereinigten Staaten schnell an Popularität, so dass vor allem das seit 1911 ausgetragene 500-Meilen-Rennen von Indianapolis sich dort schnell zum Hauptereignis des Jahres entwickelte und dem Grand Prize mehr und mehr den Rang ablief. Als dann kurze Zeit später auch in Europa wieder Grand-Prix-Rennen ausgetragen wurden, führte dieser einige Jahre lang ohne nennenswerte europäische Beteiligung nur noch ein Schattendasein und wurde 1917 mit dem Eintritt der USA in den Ersten Weltkrieg schließlich gänzlich eingestellt.
→ Saisonberichte: 1906, 1907, 1908, 1909, 1910, 1911

### Wiederaufnahme der Grand-Prix-Rennen (1911–1914)

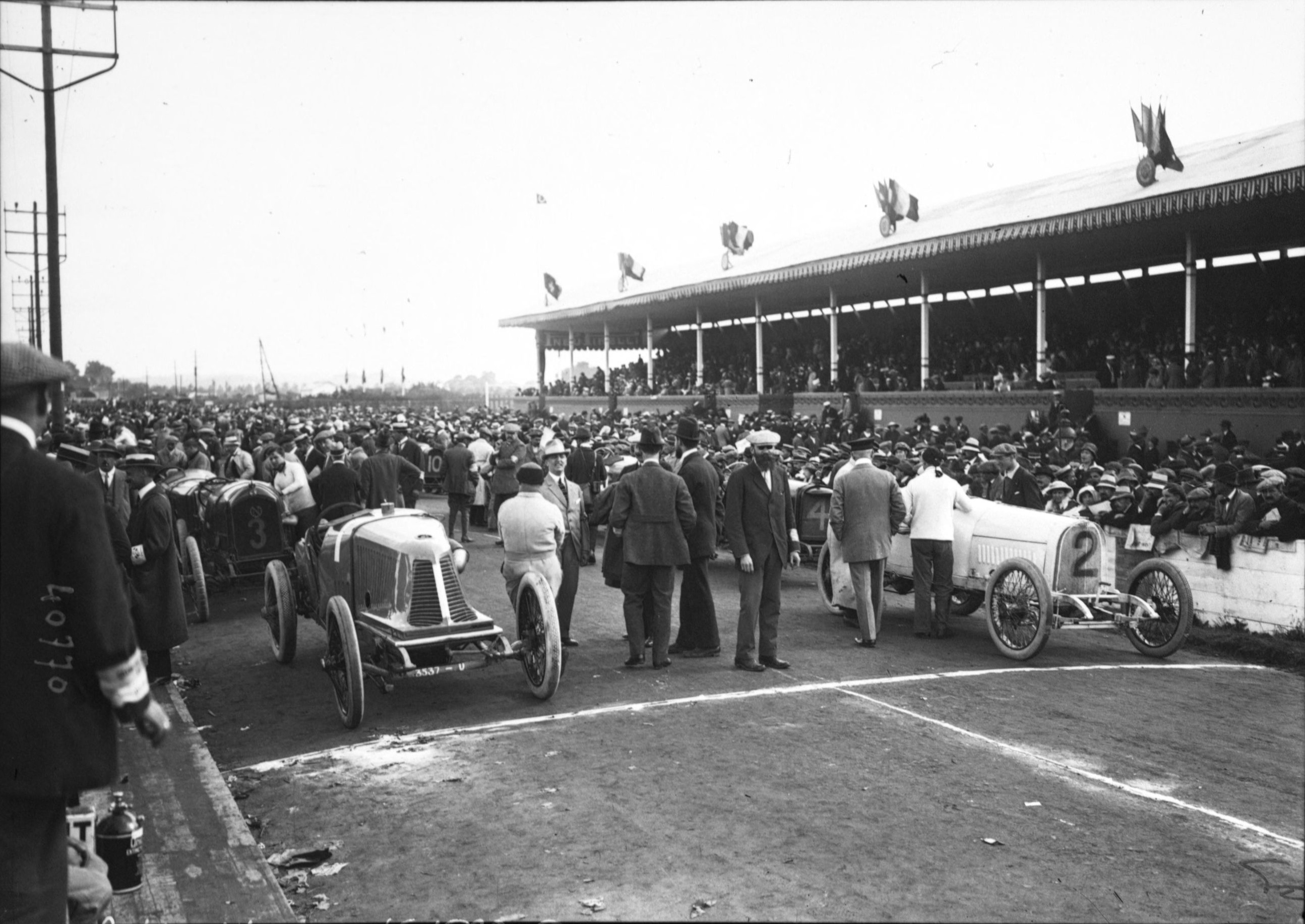
Start zum Grand Prix de l’ACF 1914

In der Geschichte des Grand-Prix-Sports war es häufig der Fall, dass in Krisenzeiten andere, vermeintlich „nachrangige“ Rennkategorien dafür umso erfolgreicher in den Vordergrund traten. Die erste „Grand-Prix-lose“ Zeit von 1909 bis 1911 war ein frühes Beispiel und es entwickelte sich in diesen drei Jahren eine erste Glanzzeit der sogenannten Voiturette-Klasse. Dies war gleichzeitig auch Abbild einer generellen Entwicklung, in der das Automobil seine Exklusivität als Spielzeug reicher Herrschaften zunehmend verlor und im Gegensatz dazu, kleinere und damit auch wirtschaftlichere Modelle im Alltagseinsatz für den arbeitenden Mittelstand – Ärzte, Handelsvertreter usw. – mehr und mehr in den Vordergrund rückten. 1906 veranstaltete die Zeitschrift l’Auto mit dem Coupe de l’Auto (oft auch als Coupe des Voiturettes bezeichnet) ein erstes großes Rennen für diese Fahrzeugkategorie. Dabei handelte es sich bei den teilnehmenden Wagen um im Vergleich zur Grand-Prix-Klasse leichtere und schwächer motorisierte, aber dennoch speziell für den Renneinsatz entwickelte Hochleistungsmodelle. Trotz einiger Auswüchse im Reglement – die zunächst allein limitierte Bohrung bei freigegebenem Hub führte bald zu teilweise extrem langhubigen, bisweilen turmartigen Zylinderkonstruktionen – waren dieses Rennen wie auch seine Neuauflage im Folgejahr derart erfolgreich, dass sich 1908 schließlich auch der ACF selbst nun ebenfalls dieser Wagenkategorie widmete und am Vortag seines eigentlichen großen Rennen einen Grand Prix des Voiturettes austrug.
Auf diese Weise wurden ab 1909 die Rennen um den Coupe de l’Auto zum neuen Höhepunkt jeder Rennsaison. Gleichzeitig rückten damit auch völlig neue Automobilmarken, wie Lion bzw. Lion-Peugeot (Peugeots Marke für leichte Automobile), Sizaire & Naudin, Delage, oder bald auch La Hispano-Suiza in den Vordergrund, während unter den etablierten Grand-Prix-Herstellern bereits schon so legendäre Namen wie Panhard & Levassor, Mors, Clément-Bayard oder Renault auf Dauer von der Grand-Prix-Bühne verschwanden. Eine interessante Entwicklung dabei war, dass viele der neuen Firmen auf die Konstruktion eigener Motoren verzichteten und stattdessen auf Fremdfabrikate – in erster Linie Einbaumotoren von de Dion-Bouton – setzten. In gewisser Weise stellte dies somit eine Vorwegnahme des Einsatzes von Coventry-Climax- bzw. Ford-Cosworth-Motoren durch zahlreiche Formel-1-Teams in den 1960er und 1970er Jahren dar.
In der Zwischenzeit kam jedoch der ACF immer stärker unter Druck, da seine eigentliche Aufgabe ja in der Durchführung des alljährlichen „großen Rennens“ gesehen wurde. Nach drei Jahren Pause kündigte der Club für 1911 erstmals wieder eine neue Grand-Prix-Formel an, bei der die Zylinderabmessungen auf 110 mm Bohrung und 200 mm Hub für einen Gesamthubraum von ungefähr 7600 cm³ begrenzt wurden. Doch die Resonanz bei den Herstellern blieb weiterhin sehr gering und so fand unter dem Titel Grand Prix de France (nicht zu verwechseln mit dem Grand Prix de l’ACF) nur ein formelfreies Rennen statt, das vom Automobile Club de l’Ouest – und somit ohne direkte Beteiligung des ACF – am Ort des ersten Grand Prix von 1906 bei Le Mans ausgerichtet wurde. Die Rennwagen nach der neuen Grand-Prix-Formel bildeten dabei lediglich eine eigene Unterkategorie, die aber mit Wagen aller Klassen gemeinsam ins Rennen geschickt wurde. Die fragwürdige Bedeutung dieser Veranstaltung wird dadurch unterstrichen, dass auf dem zweiten Platz der Bugatti des elsässischen Fahrers Ernest Friderich mit einem für damalige Verhältnisse geradezu winzig anmutenden Motor von 1,3 Litern Hubraum – somit etwa ein Zehntel der Motorengröße des siegreichen Fiats von Victor Hémery – ins Ziel kam.
1912 unternahm der ACF einen erneuten Anlauf, dieses Mal wohlweislich ganz ohne vorgegebene Rennformel. Damit noch nicht genug, wurde das Rennen aus Sorge um zu geringe Beteiligung mit dem diesjährigen Coupe de l’Auto (für sogenannte „leichte Wagen“ bis 3 Liter Hubraum als der Nachfolgekategorie der Voiturettes) zusammengelegt. Angesichts solcher Befürchtungen mutet es beinahe ironisch an, dass bei den Grands Prix ab jetzt sogar bis zu fünf Wagen pro Team zugelassen wurden, dieses Kontingent wurde allerdings wenig überraschend von keinem der Hersteller voll ausgeschöpft. So täuscht das insgesamt ansehnliche Feld von über 40 Wagen letztlich darüber hinweg, dass die eigentliche Grand-Prix-Klasse mit 14 Teilnehmern tatsächlich nur sehr schwach besetzt war. Dennoch leitete dieser noch recht zaghafte Neubeginn einen ersten grundlegenden Generationswechsel im Rennwagenbau ein. Während die etablierten Hersteller noch mit Boliden ganz altbewährter Bauart – Vierzylinder von über 14 Litern Hubraum – antraten, betrat mit Peugeot ein neuer Herausforderer die Grand-Prix-Bühne, der bei seinem Aufstieg aus der Voiturette-Kategorie den damals neuesten Stand der Motorentechnik mitbrachte: Der Peugeot EX1 bzw. L-76 von „nur“ 7,6 Litern Hubraum gilt als die erste „moderne“ Grand-Prix-Konstruktion der Geschichte, dessen Bauprinzip – kugelförmige Verbrennungsräume mit vier zwangsgesteuerten Ventilen pro Zylinder und Ventiltrieb über zwei obenliegende Nockenwellen – seither bei praktisch allen Rennmotoren wiederzufinden ist. Georges Boillot gelang damit am Ende des erneut (wie zuletzt 1906) über zwei Tage laufenden Rennens als erstem französischen Grand-Prix-Sieger überhaupt der Erfolg über die im Vergleich mächtig wirkenden Fiat, auch wenn diese anfangs den Rennverlauf noch bestimmt hatten.
Damit begann eine Zeit der Peugeot-Dominanz, deren Wagen mit der Coupe de la Sarthe (in dessen Rahmen in diesem Jahr der zweite Grand Prix de France als Sonderwertung für Voiturettes ausgetragen wurde) auch das zweite Rennen des Jahres für Grand-Prix-Wagen gewannen und im Folgejahr als erstes europäisches Team auch den Sieg in Indianapolis davontrugen. In dieser Zeit führte Peugeot außerdem noch weitere Neuerungen in den Grand-Prix-Sport ein, wie die Umstellung der Motoren auf Trockensumpfschmierung, die Verwendung eines Windkanals zur strömungstechnischen Optimierung der Fahrzeugform und insbesondere die Einführung von Vierradbremsen (bis dahin wurden die Wagen zumeist über nur auf die Antriebsräder wirkende Getriebebremsen gebremst). Auch generell waren die Rennwagen nun aerodynamisch besser gestaltet und besaßen jetzt echte Karosserien, die mehr waren als die nur rudimentären Verkleidungen der frühen Grand-Prix-Modelle. Zudem waren nun auch abnehmbare Räder zugelassen, wodurch die Boxenstopps erheblich beschleunigt wurden, und ein Ausdruck der weiter zunehmenden Internationalisierung und Professionalisierung war, dass die Teams bei der Auswahl der Reifenhersteller nun nicht mehr hauptsächlich nach nationalen Gesichtspunkten vorgingen, sondern jetzt auch länderübergreifend dem jeweils besten Vertragsangebot folgten. So wechselte zum Beispiel Peugeot für 1913 von „deutschen“ Continental-Reifen auf „italienische“ Pirellis und 1914 dann zur britischen Marke Dunlop.
Nach dem durchaus interessanten Verlauf dieser ersten Neuauflage fasste der ACF nun langsam mehr Mut und schrieb den Grand Prix von 1913 wieder als eigenständiges Rennen aus, das zum ersten Mal seit 1907 nicht mehr in Dieppe, sondern auf einem neuen Kurs, dem Circuit de Picardie in der Nähe von Amiens ausgetragen wurde. Dabei setzte die Commission Sportive des ACF zur Abwechslung wieder einmal auf eine Verbrauchsformel, die mit einer Gewichtsbeschränkung kombiniert wurde. Bei einem zulässigen Wagengewicht zwischen 800 und 1100 kg durften die Teilnehmer pro 100 Rennkilometer nicht mehr als 20 Liter Treibstoff verbrauchen – gegenüber der Formel von 1907 eine Absenkung von 33 %. Damit sollten einerseits übergroße Motoren, andererseits aber auch allzu fragile Konstruktionen verhindert werden.
Naturgemäß waren unter diesem Reglement die effizienteren modernen Motorenkonzepte gegenüber den althergebrachten „Hubraummonstern“ im Vorteil, deren Tage damit nun endgültig gezählt waren. Peugeot erreichte mittlerweile Leistungswerte von 20 PS pro Liter Hubraum, während z. B. der siegreiche Fiat von 1907 nur auf 8 PS pro Liter gekommen war. So überließen die „Traditionsfirmen“ das Feld nun vollständig den „Emporkömmlingen“, von denen jetzt auch Delage, Peugeots härtester Konkurrent in der Voiturette-Klasse, den Aufstieg zum Grand-Prix-Hersteller vollzog. Mit Sunbeam gesellte sich zudem erstmals auch einigermaßen konkurrenzfähiger britischer Rennstall hinzu. Bei insgesamt 20 Wagen acht verschiedener Hersteller aus fünf Nationen war das Teilnehmerfeld jedoch eher durchschnittlich besetzt, weil nicht zuletzt aufgrund der Abwesenheit von Fiat und Mercedes die ganz großen ausländischen Namen fehlten. Trotzdem kam es zwischen den beiden führenden französischen Marken zu einem spannenden Kampf um die Spitze, den am Ende erneut Vorjahressieger Boillot mit ganzen 15 Sekunden Vorsprung vor seinem Teamkollegen Jules Goux im bis dahin knappsten Ausgang eines Grand-Prix-Rennens für Peugeot entscheiden konnte. Boillot war damit auch der erste Fahrer, der zwei Grand-Prix-Siege für sich verbuchen konnte, und wurde damit in seiner Heimat endgültig zum Volksheld, einem der ersten Superstars des Grand-Prix-Sports.
Mit diesem Erfolg war Peugeot natürlich auch für 1914 wieder klar favorisiert, auch wenn mit Mercedes und Fiat die beiden ausländischen Hauptgegner wieder mit von der Partie waren, die den französischen Grand-Prix-Firmen 1907 und insbesondere 1908 die beiden bis dahin schmerzlichsten Niederlagen bereitet hatten. Der ACF hatte außerdem die Karten wieder neu gemischt und neben einem erneuten Wechsel des Austragungsorts (Lyon) jetzt als Rennformel erstmals eine generelle Hubraumbegrenzung auf 4,5 Liter bei ansonsten komplett freigegebenen Zylinderabmessungen sowie ein Gewichtslimit von 1100 kg vorgegeben. 14 Automobilhersteller aus den sechs traditionellen europäischen Automobilnationen (Frankreich, Deutschland, Belgien, Italien, Großbritannien und der Schweiz) waren dem Ruf gefolgt und hatten Meldungen für ein Teilnehmerfeld von nicht weniger als 41 Teilnehmern abgegeben, unter denen praktisch alle großen Namen des Automobilsports – darunter auch alle vier bisherigen Grand-Prix-Sieger – vertreten waren. So war in spannungsgeladener Atmosphäre am Vorabend des Ersten Weltkriegs – knapp eine Woche zuvor war der österreichische Thronfolger Franz Ferdinand in Sarajevo ermordet worden – und vor einer imposanten Kulisse von 300.000 Zuschauern die Bühne bereitet für einen neuen Höhepunkt der Grand-Prix-Geschichte, der in der Folge häufig sogar als das „größte“ Rennen überhaupt bezeichnet wurde.
Während Peugeot, wie auch Delage und Fiat, durch die erstmalige Verwendung von Vierradbremsen wieder einmal technisch im Vorteil schienen, setzte Mercedes seinerseits wiederum auf konsequenten Leichtbau bei gleichzeitigem Verzicht auf letzte technische Raffinessen, ebenso wie eine besonders sorgfältige taktische Vorbereitung des Rennens – Tugenden, die schon 1908 zum Erfolg geführt hatten. Zum ersten Mal wurden dabei auch von vorneherein planmäßige Reifenwechsel vorgesehen, um Reifenschäden auf der Strecke – und damit entsprechend größeren Zeitverlust – nach Möglichkeit ganz zu vermeiden. Diese Rechnung ging am Ende voll auf und so bereitete das Mercedes-Team – dieses Mal mit Christian Lautenschlager, Louis Wagner und Otto Salzer sogar mit einem Dreifachsieg – den französischen Herstellern noch einmal eine weitere empfindliche Niederlage. Keine vier Wochen später brach jedoch der Krieg aus und verdrängte den Motorsport vollends aus der allgemeinen Wahrnehmung. Lediglich in den Vereinigten Staaten wurde der Rennbetrieb noch bis zu deren Kriegseintritt im Jahr 1917 fortgesetzt.
→ Saisonberichte: 1911, 1912, 1913, 1914

### Der Aufstieg der Italiener (1919–1924)

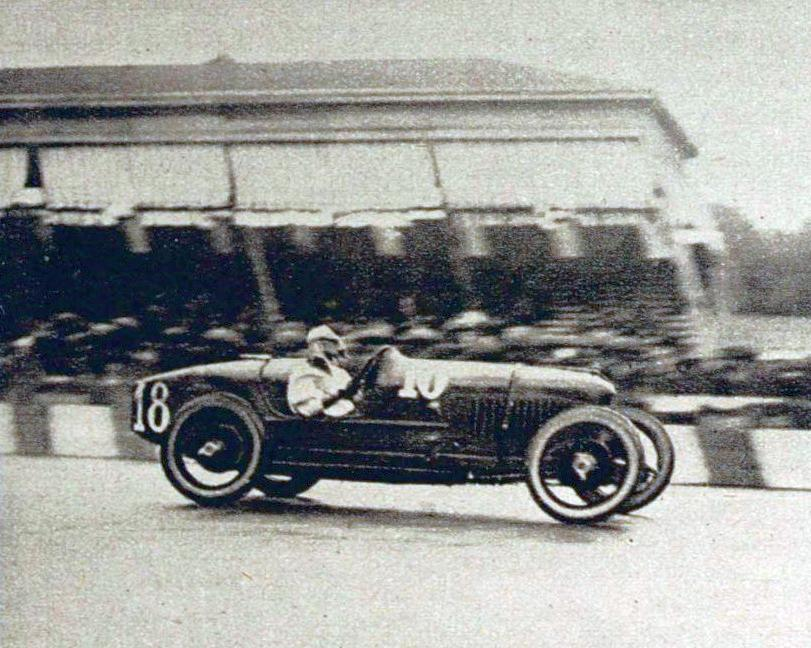
Pietro Bordino auf Fiat 804, Sieger im Großen Preis von Italien 1922

Während in Indianapolis schon im Mai 1919 wieder gefahren wurde, kam der Automobilsport im noch schwer erschütterten Europa nach dem Ersten Weltkrieg nur sehr langsam wieder in Fahrt. Als erstes größeres Rennen wurde erst über ein Jahr nach Kriegsende im fernen Sizilien die Targa Florio wieder gefahren, wie auch überhaupt zunächst hauptsächlich in Italien ein nennenswerter Rennbetrieb aufgenommen wurde. In Frankreich fand dagegen 1920 als eine Art „Probelauf“ nur der Coupe des Voiturettes (mit Ernest Friderich auf Bugatti als Sieger) statt. Es dauerte jedoch bis 1921, bis der ACF auch wieder einen richtigen Grand Prix ausrichtete. Dafür gab es ab diesem Jahr jetzt sogar eine zweite solche Großveranstaltung: Im Rahmen der Rennwoche von Brescia wurde zum ersten Mal auch ein Rennen um den Gran Premio d’Italia gefahren.
Während der Grand Prix de l’ACF dabei zunächst im beinahe jährlichen Wechsel weiterhin auf klassischen Straßenkursen ausgetragen wurde, fand sein italienisches Gegenstück ab dem Folgejahr seine – bis auf wenige Ausnahmen – ständige Heimat auf der neu angelegten Rennbahn von Monza. Das Autodromo di Monza ist damit die erste speziell für Grand-Prix-Rennen errichtete und somit auch die älteste noch genutzte Anlage dieser Art und war gleichzeitig auch die erste für einen Grand Prix genutzte Rennstrecke überhaupt, deren Belag vollständig befestigt war. Der italienische Grand Prix bekam dadurch einen völlig anderen Charakter, was Infrastruktur und Zuschauerfreundlichkeit, nicht zuletzt aber auch das Renngeschehen selbst betraf, weil die mit nur 10 km Rundenlänge für damalige Begriffe kurze Strecke mit ihrem vergleichsweise hohen Anteil an Geraden und schnellen Kurven völlig unterschiedliche Anforderungen an Mensch und Material stellte, als dies auf den klassischen Straßenkursen der Fall war. Erst nach und nach kamen weitere, mehr oder weniger ähnlich ausgelegte permanente Grand-Prix-Strecken hinzu, die jedoch auch immer wieder wegen ihres des vermeintlich zu geringen fahrerischen Anspruchs bemängelt wurden. Allerdings wählte auch der ACF nun deutlich kürzere Rundkurse, so dass sich die Rundenlängen bei der (ab 1922) allgemein vorgegebenen Gesamtdistanz von 800 km bei 10 bis 25 km einpendelten.
Eine der bahnbrechendsten Neuerungen bei der Durchführung der Grand-Prix-Rennen war der Übergang zum Massenstart, der zum ersten Mal beim französischen Grand Prix von 1922 angewendet wurde. Im Gegensatz zur bis dahin üblichen Praxis, die Rennwagen jeweils einzeln oder paarweise in bestimmten Zeitabständen zu starten, wurden nun alle Teilnehmer aus einer gemeinsamen Startformation heraus gleichzeitig ins Rennen geschickt, wenn auch hier zunächst noch in Form eines „rollenden“ Starts. Erst mit dieser Änderung bekamen Rundstreckenrennen ihr bis heute angewendetes Format, bei dem der Kampf um Positionen für die Teilnehmer wie auch für die Zuschauer auch ohne Stoppuhr zu jeder Zeit nachvollziehbar ist und der Erste im Ziel auch automatisch der Sieger des Rennens ist. Die Positionen in der Startaufstellung wurden dabei zunächst noch üblicherweise jeweils durch Losentscheid bestimmt.
Natürlich war die Einführung eines zweiten Grand Prix auch Ausdruck eines gewissen Statusverlusts für den ACF, der bald nur noch ein nationaler Automobilverband unter mehreren gleichrangigen wurde. Entsprechend ergab sich die Notwendigkeit, Rennformel, einheitliche Renndistanzen und vor allem auch die Terminplanung fortan auf internationaler Ebene zu regeln. Zu diesem Zweck wurde von der AIACR im Dezember 1922 die Commission Internationale Sportive (CSI) unter dem Vorsitz des Rennfahrer-Pioniers Barons René de Knyff gegründet. Diese Kommission fasste gleich als einen ihrer ersten Beschlüsse, von nun an im turnusmäßigen Wechsel jedes Jahr einem der Grands Prix den Ehrentitel eines Großen Preises von Europa zu verleihen. Dieser sollte somit als eine Art Rennen des Jahres den Rang einnehmen, der zuvor dem Grand Prix de l’ACF alleine zugefallen war. Die erste Wahl fiel 1923 auf den Großen Preis von Italien, gefolgt von Frankreich (1924), Belgien (1925) und Spanien (1926).
Anders als noch in der Vorkriegszeit war die Austragung solcher großen Rennveranstaltungen nun nicht mehr von Jahr zu Jahr in Frage gestellt. Stattdessen sind Grand-Prix-Rennen seit 1921 eine jährliche Normalität, die bislang nur noch einmal durch den Zweiten Weltkrieg unterbrochen wurde. Bei einem allgemein ansteigenden Rennbetrieb auch auf lokaler und regionaler Ebene stellten die Großen Preise in den frühen 1920er Jahren trotz bisweilen nur recht spärlicher Startfelder nach wie vor die absoluten Saisonhöhepunkte dar, die von einer monatelangen umfangreichen Berichterstattung begleitet wurden. Dabei war der Nationalismus weiterhin sehr ausgeprägt, obwohl Frankreichs Erzrivale Deutschland nach dem Ende des Ersten Weltkriegs zunächst noch nicht wieder in die AIACR aufgenommen worden war. Die nationalen Automobilclubs konnten daher beim Ausrichten ihrer Grands Prix selbst entscheiden, ob sie Rennwagen aus Deutschland zuließen oder nicht. Insbesondere Frankreich und später Belgien verhielten sich hier noch lange Zeit sehr restriktiv, während Mercedes schon im Frühjahr 1922 wieder an der Targa Florio teilnehmen durfte und auch für den Italienischen Grand Prix die Meldungen deutscher Fabrikate akzeptiert wurden.
Insgesamt blieb die Grand-Prix-Beteiligung der europäischen Automobilfirmen jedoch deutlich geringer als in der Vorkriegszeit. Die Startfelder waren üblicherweise zwischen 10 und 20 Teilnehmer stark, beim Großen Preis von Italien 1921 waren sogar nur zwei Teams mit jeweils drei Wagen am Start. Ein wesentlicher Grund dafür war der durch den Krieg ausgelöste technische und industrielle Fortschritt. Einerseits stellten nun viele, auf Massenproduktion eingerichtete Rüstungsbetriebe auf die Serienfertigung von in erster Linie günstigen, einfach herzustellenden Automodellen für den Alltagsgebrauch um, andererseits hatte vor allem im Flugmotorenbau eine rasante technische Entwicklung stattgefunden, die nun auch im Rennwagenbau zu extrem aufwändigen und teuren Hochleistungskonstruktionen führte. Als Folge davon war die Teilnahme an Grand-Prix-Rennen nur noch für wenige Automobilhersteller interessant, die bereit waren, die Entwicklungskosten zu tragen. Standard waren nun hochverdichtete Sechs- und Achtzylindermotoren, die problemlos Drehzahlen von über 4000 Umdrehungen pro Minute erreichten. Zu einem weiteren regelrechten Leistungssprung führte schließlich die ebenfalls aus dem Flugmotorenbau übernommene Kompressoraufladung, die Mercedes bei der Targa Florio von 1922 zum ersten Mal einsetzte. Nach dem ersten Sieg der Fiat mit Kompressormotoren beim italienischen Grand Prix von 1923 gab es bis zum Beginn des Zweiten Weltkriegs keinen Grand-Prix-Erfolg mehr für einen Rennwagen mit nicht aufgeladenem Saugmotor. Der Siegeszug des Kompressors bedeutete gleichzeitig auch das Ende einiger interessanter aerodynamischer und fahrwerkstechnischer Ansätze, wie dem mit einer vollverkleideten Stromlinien-Karosserie versehenen Bugatti Type 32 „Tank“, dem Voisin C6 Laboratoire mit einer aus dem Flugzeugbau übernommenen frühen Monocoque-Konstruktion aus Holz, oder dem Benz-Tropfenwagen, dem ersten Grand-Prix-Rennwagen mit Mittelmotor. Alle diese Konstruktionen waren jedoch ebenso wenig in der Lage, den Leistungsschub der Kompressormotoren zu kompensieren, wie der Delage Type 2 LCV, der erste Zwölfzylinder der Grand-Prix-Geschichte, dessen eindrucksvoller, für damalige Verhältnisse hochkomplexe V12-DOHC-Motor als Meisterleistung der Ingenieurskunst angesehen wurde.
Während sich die europäischen Hersteller zunächst noch zurückhaltend zeigten, gingen in den frühen 1920er Jahren häufiger auch Teams aus den Vereinigten Staaten an den Start. Dies wurde möglich, weil man die 1920 für Indianapolis eingeführte Rennformel mit Hubraumbegrenzung auf 3 Liter und einem Mindestgewicht von 800 kg 1921 auch für die europäischen Rennen übernommen hatte. So konnte sich mit Jimmy Murphy auf Duesenberg auch gleich beim ersten Grand Prix de l’ACF der Nachkriegszeit zum ersten (und bis zum Sieg von Dan Gurney auf AAR Eagle beim Großen Preis von Belgien 1967 auch für lange Zeit einzigen Mal) ein amerikanischer Fahrer auf einem amerikanischen Fabrikat in die Siegerlisten eintragen. Gegen die amerikanischen Achtzylinder-Rennwagen mit ihren hydraulischen Bremsen zogen die vom früheren Peugeot-Konstrukteur Ernest Henry entwickelten Boliden des französischen Ballot-Rennstalls zur Enttäuschung des heimischen Publikums auf dem neuen Rundkurs von Le Mans noch den Kürzeren, kamen aber, nachdem die Amerikaner im Anschluss wieder abgereist waren, beim ersten italienischen Grand Prix in Brescia schließlich doch noch zum Erfolg über die dort erstmals wieder teilnehmende Fiat-Mannschaft.
Deren große Zeit begann dann mit der Einführung der neuen Rennformel von 1922, in der Hubraum und Minimalgewicht jetzt auf 2 Liter bzw. 650 kg abgesenkt wurden. Damit hatte sich die Motorengröße gegenüber 1914 mehr als halbiert, während gleichzeitig die Mindestdistanz der Grands Prix einheitlich auf 800 km festgelegt wurde. Immerhin 15 Hersteller meldeten daraufhin für eines der beiden Grand-Prix-Rennen des Jahres ihre Teilnahme an, darunter zum ersten Mal die Firma Bugatti, die nach der Abtretung Elsass-Lothringens jetzt eine rein französische Marke geworden war. Beim Saisonauftakt in Strasbourg war Fiats neues Sechszylinder-Modell Tipo 804 trotz einiger technischer Probleme und trotz des tödlichen Unfalls von Biagio Nazzaro (Neffe des Siegers Felice Nazzaro) jedoch so drückend überlegen, dass im Anschluss die meisten Firmen ihre Teilnahme am Großen Preis von Italien umgehend wieder absagten. Damit stand vor dem Einweihungsrennen in Monza auch dort ein Fiat-Sieg praktisch schon fest. Pietro Bordino, der als einer der besten Rennfahrer dieser Epoche angesehen wird, siegte mit großem Vorsprung vor seinem Teamkollegen Nazzaro und dem Bugatti-Fahrer Pierre de Vizcaya. Eine Besonderheit bei diesem Rennen war, dass entgegen der ansonsten weiterhin üblichen Praxis alle Teilnehmer nach der Zieldurchfahrt des Siegers unmittelbar abgewinkt wurden, auch wenn sie die volle Renndistanz noch nicht zurückgelegt hatten.
Trotz des etwas enttäuschenden Verlaufs der Saison 1922 erachtete die CSI die bestehende 2-Liter-Formel offenbar als Erfolg und traf die Entscheidung, sie bis einschließlich 1925 zu verlängern. Den Herstellern bot sich so zum ersten Mal die Sicherheit, die immer teureren und aufwändigeren Rennwagenkonstruktionen statt nur ein- oder zweimal über einen längeren Zeitraum verwenden zu können. Zum französischen Grand Prix von 1923 erschien Fiat dennoch wieder mit einer bahnbrechenden Neukonstruktion, dem Tipo 805, dem ersten Grand-Prix-Wagen mit Kompressor. Allerdings wurden die lange wie sichere Sieger wirkenden italienischen Rennwagen auf dem neuen Rundkurs bei Tours allesamt durch Motordefekte aus dem Rennen geworfen, weil ihre Kompressoren nicht ausreichend gegen das Ansaugen von Staub und Steinen geschützt waren. Auf diese Weise wurde der Weg frei für den ersten – und auf viele Jahre hinaus einzigen – Sieg eines britischen Fahrers auf einem britischen Fabrikat, Henry Segrave auf Sunbeam, wobei es sich im Wesentlichen um eine Kopie der Fiat-Konstruktion aus dem Vorjahr handelte. Die für damalige Verhältnisse sehr futuristisch wirkenden Rennwagen von Bugatti und Voisin mit ihren revolutionären Fahrzeugkonzepten blieben dagegen aufgrund ihrer zu geringen Motorleistung weit abgeschlagen.
Bis zum Heimrennen in Monza hatte Fiat die Probleme durch Verwendung anderer Kompressoren aber in den Griff bekommen und da sowohl Sunbeam nach dem Sieg beim französischen Grand Prix als auch Bugatti der praktisch sicheren Niederlage aus dem Weg gingen und auch das erstmals antretende Team von Alfa Romeo nach dem tödlichen Trainingsunfall von Ugo Sivocci seine ebenfalls schon mit Kompressoren ausgerüsteten Rennwagen Modell P1 wieder zurückzog, war auch hier im ersten Großen Preis von Europa der Fiat-Sieg von Carlo Salamano nicht mehr gefährdet. Sunbeam nutzte dagegen die Gelegenheit und kam wenig später bei der ersten Auflage des Großen Preis von Spaniens auf dem mit imposanten Steilkurven versehenen neuen Autodrom von Sitges-Terramar bei Barcelona (dessen Status als ein Grande Épreuve in der Literatur allerdings umstritten ist) nach einem rundenlangen packenden Kampf gegen den für solche Ovalkurse konstruierten amerikanischen Miller-Rennwagen von Louis Zborowski, einem Engländer mit polnischer Abstammung, noch zu einem weiteren Saisonerfolg.
1924 wurde die Fiat-Dominanz dann jedoch abrupt beendet. Hauptgrund dafür war ein ständiger Abgang von Schlüsselpersonal, das zunehmend von Konkurrenz-Firmen abgeworben wurde. Schon im Vorjahr hatte auf diese Weise der ehemalige Fiat-Ingenieur Vincenzo Bertariore für Sunbeam bereits die erfolgreiche Kopie des Tipo 804 von 1922 auf die Räder gestellt. 1923 wechselten, nicht zuletzt auch auf Betreiben des damaligen Alfa-Romeo-Fahrers und späteren Firmengründers Enzo Ferrari, der hierdurch zum ersten Mal in der Grand-Prix-Geschichte in Erscheinung trat, auch noch Fiat-Chefkonstrukteur Luigi Bazzi, vor allem aber der hochtalentierte spätere Star-Designer Vittorio Jano zu Alfa Romeo, wo sie den neuen Alfa Romeo P2, natürlich ebenfalls mit Reihenachtzylinder und Kompressor, auf die Räder stellten. Fiat dagegen blieb schließlich nichts anderes übrig, als mit praktisch unveränderten Vorjahresmodellen in die Saison zu gehen.
So war beim Grand Prix de l’ACF von 1924, der wieder einmal in der Nähe von Lyon, jetzt aber zum ersten Mal auf Straßen mit durchweg befestigten Fahrbahnen ausgetragen wurde, die Leistungsdichte der Teilnehmer so hoch wie lange nicht mehr. Abwechselnd lagen die Wagen von Sunbeam, Fiat und Alfa Romeo in Führung, mit leichten Vorteilen für die Wagen aus Mailand, und auch Delage konnte trotz des Leistungsdefizits mit dem noch nicht aufgeladenen V12-Motor noch gut mithalten. Nach einem über sieben Stunden spannenden Rennen, in dem bei Fiat und Sunbeam sich jedoch zunehmend technische Probleme einstellten, kam schließlich Alfa-Romeo-Pilot Giuseppe Campari zu seinem ersten Grand-Prix-Erfolg vor zwei Delage ins Ziel. Fiat-Direktor Giovanni Agnelli war über die Umstände der Niederlage so erbost, dass er schließlich im Vorfeld des Großen Preises von Italien den vollständigen Rückzug seiner Firma aus dem Grand-Prix-Sport bekanntgab. So stieß Alfa Romeo bei seinem Heimrennen nur auf die verhältnismäßig schwache Konkurrenz, im Wesentlichen vom erstmals nach dem Krieg wieder teilnehmenden Mercedes-Team. Die von Ferdinand Porsche konstruierten neuen Achtzylinder-Rennwagen wiesen jedoch noch erhebliche Defizite im Handling auf und wurden nach dem tödlichen Unfall von Louis Zborowski schließlich ganz aus dem Rennen genommen. So kam Alfa Romeo zum Ende einer triumphalen Saison mit Antonio Ascari, Louis Wagner, Giuseppe Campari – der während des Rennens von Cesare Pastore am Steuer abgelöst wurde – und Ferdinando Minoia zum ersten Vierfachsieg einer Marke in der Grand-Prix-Geschichte.
Unterhalb der Grand-Prix-Ebene setzte sich in den 1920er Jahren für die Voiturette-Kategorie ein Hubraumlimit von 1,5 Litern als de-facto-Standard durch. Analog zum echten Grand-Prix-Sport waren auch hier die Werksrennställe tonangebend und die vor allem in Frankreich sehr populären Rennen wurden – mit Ausnahme einzelner Auftritte von Fiat – vor allem von Talbot und Bugatti dominiert, wobei die Hersteller auch hier nach Möglichkeit ein direktes Aufeinandertreffen vermieden. Noch eine Klasse tiefer kämpften in der sogenannten Cyclecar-Klasse bis 1,1 Liter Hubraum mit Amilcar und Salmson auch noch zwei weitere französische Firmen um die Vorherrschaft. Vor allem in Italien entwickelte sich daneben aber noch eine weitere Strömung, die ihren Ursprung nicht zuletzt in der Targa Florio hatte. Viele ältere Grand-Prix-Rennwagen befanden sich hier mittlerweile in Privathand, die bei dem Rennklassiker in Sizilien regelmäßig zusammen mit den Werksteams an den Start gingen. Nach und nach entwickelte sich daraus eine Reihe von „Jedermann“-Rennen, in denen die Teilnehmer mit Wagen aller Kategorien und Hubraumstärken gegeneinander antreten konnten, derer sie habhaft wurden. In der Blütezeit dieser sogenannten Formula-Libre- – also formelfreien – Rennen begannen die Fahrer ab 1923 dabei vermehrt, auch Rennwagen ausländischer Herkunft zu erwerben, so dass das Niveau dieser Veranstaltungen erheblich zunahm.
→ Saisonberichte: 1919, 1920, 1921, 1922, 1923, 1924

### Die ersten Weltmeisterschaften (1925–1927)

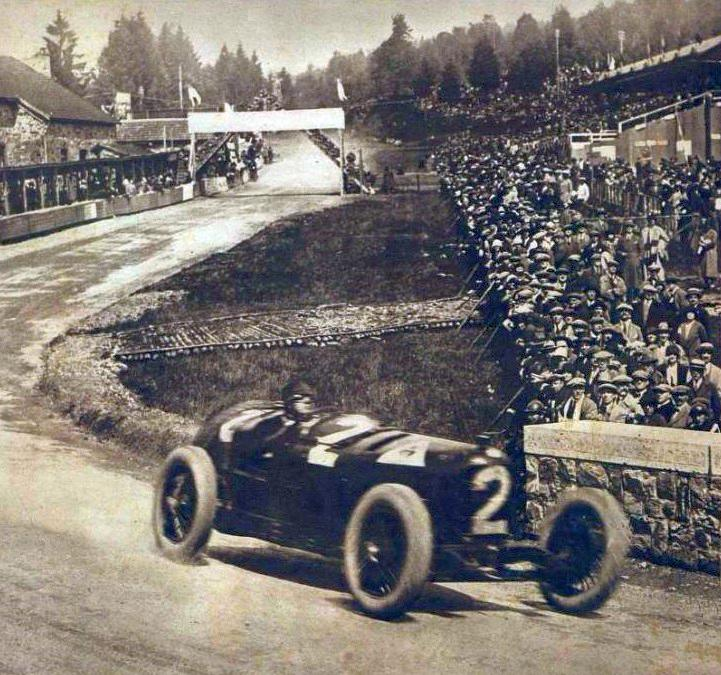
Weltmeister 1925: Alfa Romeo (hier Antonio Ascari) beim Belgischen Grand Prix 1925 in Spa-Francorchamps

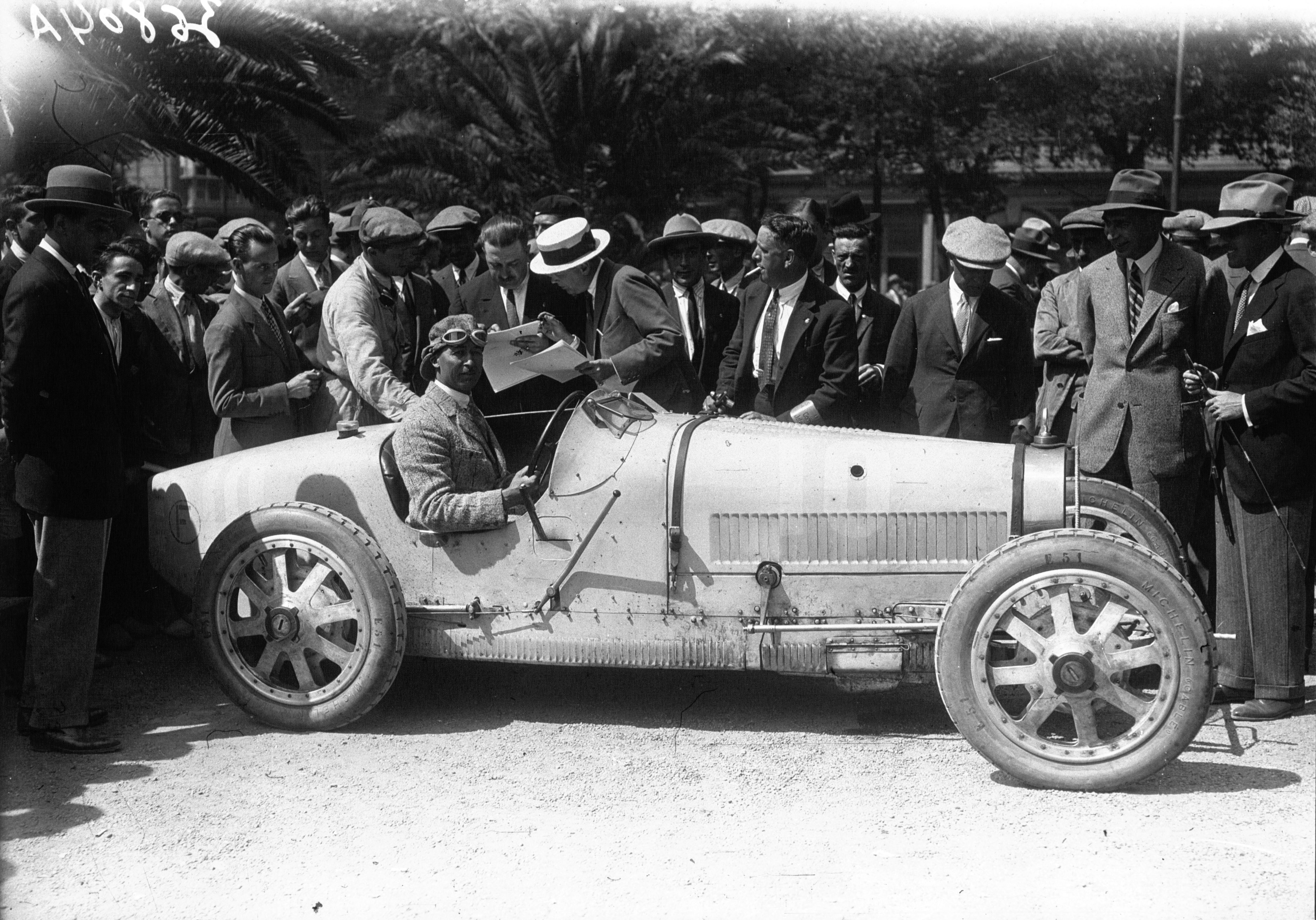
Weltmeister 1926: Bugatti (hier Jules Goux) auf Bugatti Type 39A beim Großen Preis von San Sebastián

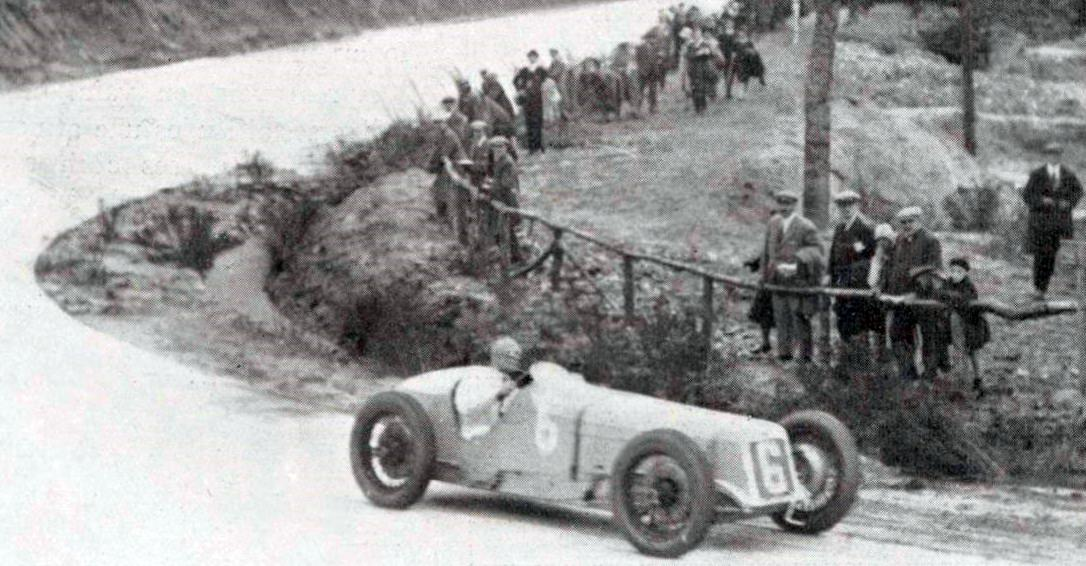
Weltmeister 1927: Robert Benoist auf Delage Type 15 S 8

Wie bei vielen anderen Disziplinen war im frühen 20. Jahrhunderts auch im Automobilsport schon mehrfach der Gedanke an internationale Meisterschaften aufgekommen. Im Februar 1925 wurde schließlich auf Betreiben des Automobilclubs von Italien – bei den internationalen Rennen waren die italienischen Rennställe mittlerweile klar tonangebend – von der AIACR die Einführung einer offiziellen Weltmeisterschaft verkündet. Wie bei den Grands Prix generell, konnten sich nur Automobilfirmen beteiligen, es handelte sich also um eine Markenweltmeisterschaft. Aus der Kombination von (je nach Herkunftsland der Hersteller unterschiedlichen) Pflichtveranstaltungen, Streichresultaten und einem gewöhnungsbedürftigen Punktesystem – im Prinzip wurden die jeweils besten Platzierungen einer Marke addiert, so dass die insgesamt niedrigste Punktzahl somit ausschlaggebend für die Titelvergabe war – entstand schließlich ein so komplexes und undurchsichtiges Meisterschaftsreglement, dass es Motorsporthistorikern bisher nicht gelungen ist, dieses angesichts der kaum vorhandenen Öffentlichkeitsarbeit der AIACR vollumfänglich nachzuvollziehen.
Zu Wertungsläufen wurden natürlich die drei offiziellen Große Preise der Saison (Frankreich, Italien und dazu zum ersten Mal auch Belgien bzw. Europa) bestimmt, dazu – um der Bezeichnung Weltmeisterschaft gerecht zu werden – mit dem 500-Meilen-Rennen von Indianapolis noch die bedeutendste amerikanische Rennveranstaltung, die deswegen in der Presseberichterstattung häufig auch als „Grand Prix“ bezeichnet wurde. Immerhin galt seit 1923 auch in den Vereinigten Staaten die in der Formule Internationale (der Internationalen Grand-Prix-Formel) festgelegte Hubraumbegrenzung auf 2 Liter, während im Gegenzug nun auch die Europäer auf die Mitnahme eines Mechanikers an Bord der (hier dennoch nach wie vor zweisitzigen) Rennwagen verzichteten. Trotz dieser Angleichung der Regelwerke waren aber weiterhin nur vereinzelt Rennställe beider Kontinente dazu bereit, die aufwändige Schiffsreise auf die jeweils andere Seite des Atlantiks auf sich zu nehmen.
Daneben gab es in Europa nun auch immer mehr Rennen, die zwar die Bezeichnung „Grand Prix“ im Titel führten, aber sonst mit der Zielsetzung der offiziellen Internationalen Großen Preise als Wettbewerb für die Automobilindustrie nicht mehr viel gemeinsam hatten. Dabei handelte es sich meistens um Veranstaltungen mit mehr oder weniger regionalem Bezug (Grand Prix de Provence, Grand Prix de la Marne, Gran Premio di Milano usw.), die als formelfreie Rennen („Formula Libre“) auch für die immer zahlreicher werdenden Privatfahrer mit Rennwagen aller Art offenstanden, oder wie der Grand Prix des Voiturettes nur untergeordneten Fahrzeugkategorien vorbehalten waren. Die Veranstalter konnten dabei über das jeweilige Austragungsformat, die Klasseneinteilung und alle weiteren Bestimmungen völlig frei entscheiden, wie auch darüber, wen sie als Teilnehmer zu ihren Rennen einluden. Ebenfalls noch nicht als wirklich gleichrangig wurden außerdem Grand-Prix-Rennen in Ländern angesehen, die man nicht zu den „großen“ Automobilnationen zählte (Schweden, Schweiz, Polen, Brasilien, die nordafrikanischen Kolonien usw.). Auch der ebenfalls 1926 zum ersten Mal ausgetragene Große Preis von Deutschland wurde in seinen Anfangsjahren noch regelmäßig als Sportwagenrennen veranstaltet, nicht zuletzt, um auf diese Weise die deutschen Hersteller vor der Konkurrenz der hochentwickelten ausländischen Rennwagen zu schützen. Mit dem 1927 eingeweihten Nürburgring wurde hier außerdem eine permanente Rennstrecke eröffnet, die im Unterschied zu anderen künstlich angelegten Rennbahnen (Monza, Montlhéry, Brooklands, Indianapolis, oder auch die 1921 eröffnete Berliner Avus) die Streckenführung eines klassischen Straßenkurses mit zahlreichen „natürlichen“ Kurven, Steigungen und Gefällen aufwies.
Zur Abgrenzung gegenüber solchem Wildwuchs an Veranstaltungstiteln und Regelwerken entwickelte sich für die von der AIACR offiziell abgesegneten klassischen Großen Preise ab etwa Mitte der 1920er Jahre der Oberbegriff Grandes Épreuves (zu deutsch Große Prüfung), wobei damit auch bestimmte Privilegien – insbesondere Vorrang vor allen anderen Motorsportveranstaltungen im jährlich von der CSI verabschiedeten Terminkalender – aber auch die Verpflichtung verbunden war, die Rennen nach der jeweils geltenden Internationalen Grand-Prix-Rennformel („Formule Internationale“) auszutragen und dabei weiterhin nur Werksmannschaften zur Teilnahme zuzulassen. Die wachsende Zahl der Grand-Prix-Rennen, wie auch die Zunahme des Rennbetriebs insgesamt, führte dabei zwangsläufig zu einem gewissen Nachlassen der Aufmerksamkeit auf die jeweilige Einzelveranstaltung. Die Rennställe hatten nun meist keine Zeit mehr für wochenlange Test- und Trainingsprogramme auf den diversen Grand-Prix-Strecken, insbesondere wenn die Rennen im Ausland stattfanden, und reisten bisweilen sogar nur mit sehr kleinen Abordnungen an oder ließen in einzelnen Fällen sogar örtlich ansässige Privatfahrer „im Auftrag“ des Werks an den Start gehen.
Vor allem in der letzten Saison der 1925 auslaufenden 2-Liter-Formel gab es wenig Veränderungen. Klarer Aspirant auf den Weltmeistertitel war Alfa Romeo mit dem vorjährigen Erfolgsmodell, dem Alfa Romeo P2, mit dem das Team dann auch die beiden Großen Preise von Belgien und Italien gewann. Als einziger ernsthafter Konkurrent wäre Delage in Frage gekommen, wo man den V12-Motor im Verlauf der Saison schließlich ebenfalls mit einem Kompressor versah und damit in bis dahin unerreichte Leistungsregionen vordrang. Trotz des „geschenkten“ Siegs im französischen Grand Prix (nachdem Alfa Romeo die Wagen nach dem tödlichen Unfall von Antonio Ascari dort aus dem Rennen genommen hatte), und obwohl man damit vor dem letzten Lauf sogar punktgleich an der Spitze des WM-Zwischenstands lag, fiel das Team aber durch den Startverzicht im obligatorischen Grand Prix von Italien schließlich noch komplett aus der Wertung. Hinter Weltmeister Alfa Romeo ging der zweite Rang somit an den US-amerikanischen Hersteller Duesenberg, der auch das Rennen in Indianapolis gewonnen hatte. Dritter wurde Bugatti, wo man sich nach wie vor gegen die Verwendung des Kompressors sperrte und sich auch gar nicht wirklich ernsthaft an dieser ersten Weltmeisterschaft beteiligt hatte. Stattdessen stand nun die Vermarktung des Bugatti Type 35, dem ersten weltweit frei verkäuflichen Grand-Prix-Wagen, im Vordergrund. Auf diesem bald mit diversen Motorvarianten erhältlichen Modell, das sich vor allem durch einfaches Handling und leichte Wartbarkeit auszeichnete, fuhren private Besitzer bald bei zahllosen kleineren Veranstaltungen überall in Europa von Erfolg zu Erfolg.
Der Grand-Prix-Sport steuerte dagegen 1926 mit der Umstellung auf die neue 1,5-Liter-Formel einem neuerlichen Tiefpunkt entgegen. Gerade die Verringerung des Hubraums führte dazu, dass in der Motorenentwicklung nun umso größerer Aufwand betrieben wurde, einen Leistungsvorteil zu erzielen, und nicht jeder der bislang beteiligten Automobilfirmen war dazu bereit, in ein solches Wettrüsten praktisch noch einmal ganz von vorne einzusteigen. Vor allem Alfa Romeo befand sich in wirtschaftlichen Schwierigkeiten und hatte nach dem Gewinn der Weltmeisterschaft eigentlich nichts mehr zu beweisen, so dass im Grand-Prix-Sport mit Delage, Bugatti und Talbot nur noch drei Hersteller übrig blieben. Schlimmer noch, sowohl Talbot – das bislang den französisch-britischen STD-Konzern in der Voiturette-Klasse sehr erfolgreich vertreten hatte und nun folgerichtig Sunbeam als hausinterne Grand-Prix-Marke ablöste – als auch Delage stießen mit ihren extrem hochentwickelten Modellen an die Grenzen ihrer wirtschaftlichen Möglichkeiten. Nicht nur, dass sich hierdurch die Rennreife der Wagen über Monate hin verzögerte, am Ende geriet über die Rennwagenentwicklung sogar die Existenz beider Firmen ernstlich in Gefahr.
Besonders auffällig an den neuen Rennwagen beider Firmen waren schon rein äußerlich die extrem niedrigen Chassiskonstruktionen. Ohne die Notwendigkeit, einen Beifahrer an Bord unterzubringen, konnte der Antriebsstrang jetzt seitlich am Fahrer vorbeigeführt werden, so dass eine tiefere Sitzposition möglich wurde. Neben der Absenkung des Schwerpunkts führte dies auch zu einer deutlichen Reduzierung der Stirnfläche und somit des Luftwiderstands. Daneben wurde mit den neu entwickelten kurzhubigen Reihenachtzylindern, mit denen zum ersten Mal der magische Wert von 100 PS pro Liter Hubraum übertroffen wurde, noch einmal ein regelrechter Drehzahl- und Leistungssprung erzielt, so dass die neuen Rennwagen praktisch wieder genauso schnell waren, wie ihre hubraumstärkeren Vorgänger.
Bugatti dagegen wählte einen einfachen, aber pragmatischen Ansatz und präsentierte mit dem Type 39A eine jetzt endlich auch kompressorgeladene, auf 1,5 Liter reduzierte Version des bewährten Type 35. Damit war man zu Beginn der Saison 1926 als einziges Team überhaupt in der Lage, beim Grand Prix de l’ACF von 1926 anzutreten. Das Rennen auf dem an sich schon nicht besonders anspruchsvoll gestalteten Ovalkurs von Miramas gilt damit als ein Tiefpunkt der Grand-Prix-Geschichte, bei dem Jules Goux aufgrund technischer Probleme seiner beiden Teamkollegen praktisch die ganze Zeit allein seine Runden drehte und am Ende auch als einziger in die Wertung kam. Etwas besser zumindest lief der Große Preis von Europa im spanischen San Sebastián, bei dem nun wenigstens wieder ein zweites Team mit an den Start ging, auch wenn die neuen Delage Type 15 S 8 durch einen schweren Konstruktionsfehler eingebremst wurden. Durch den falsch positionierten Auspuff heizten sich die Cockpits so auf, dass die Fahrer regelmäßig sogar Verbrennungen erlitten und ständig zum Fahrerwechsel an die Box kommen mussten. So kam Goux auf Bugatti zum zweiten Sieg in Folge vor dem abwechselnd von Edmond Bourlier und Robert Sénéchal gesteuerten Delage. Wohlweislich hatte der spanische Automobilclub aber zuvor entschieden, den eigentlichen Großen Preis von Spanien eine Woche später als Formula-Libre-Rennen auszutragen, um dafür ein halbwegs angemessenes Teilnehmerfeld zusammenzubekommen. Auch dieses Rennen wurde mit dem Sieg des späteren Teamchefs Bartolomeo „Meo“ Costantini zu einer klaren Bugatti-Angelegenheit, mit immerhin zehn Wagen am Start wurde der Große Preis von Europa als offizielles Grande Épreuve dabei klar übertroffen.
Zum Britischen Grand Prix auf der altehrwürdigen Brooklands-Bahn brachte auch Talbot sein Team erstmals in dieser Saison an den Start, alle drei Rennwagen wurden jedoch durch einen Konstruktionsfehler an der Vorderachse eingebremst und schieden vorzeitig aus dem Rennen. Dagegen kam Delage endlich zum ersten Saisonerfolg, doch obwohl die Piloten im kühleren englischen Klima weniger unter den Bedingungen zu leiden hatten als in der Hitze Spaniens, mussten auch hier Sénéchal und Wagner am Steuer des siegreichen Wagens immer wieder Zwangspausen einlegen, um ihre Füße zu kühlen. Angesichts dieser Umstände verzichteten sowohl Delage als auch Talbot im Anschluss auf das Saisonfinale beim Großen Preis von Italien in Monza, zumal Bugatti aufgrund der bisherigen Ergebnisse als Weltmeister bereits feststand. So kam auch hier bei wiederum lediglich sechs Teilnehmern – darunter zum ersten Mal bei einem Grand Prix auch zwei Rennwagen der neuen Marke Maserati – ein völlig ungefährdeter Bugatti-Sieg zustande. Nach dem Ausfall aller Gegner konnten der unter einem Pseudonym startende „Sabipa“ und Bartolomeo Costantini dabei beinahe die gesamte zweite Rennhälfte erneut ganz allein ihre Runden drehen. Im Rückblick erscheint es erstaunlich, dass die Grand-Prix-Rennen trotz solch enttäuschender Darbietungen von den Zuschauern immer noch mit großem Interesse verfolgt wurden.
1927, im Jahr der vorläufig letzten vollständig ausgetragenen Weltmeisterschaft, hatte Delage das Problem der sich zu sehr aufheizenden Cockpits schließlich in den Griff bekommen. Chefkonstrukteur Albert Lory hatte kurzerhand den Zylinderkopf des Motors umgedreht, so dass der Auspuff nun auf der gegenüberliegenden Fahrzeugseite, weiter entfernt von den Füßen des Piloten, entlanggeführt werden konnte. Nun konnte das eigentliche Potential des Autos endlich voll zur Geltung kommen und Robert Benoist war damit in alle vier Großen Preisen der Saison erfolgreich. Gleich zum Saisonauftakt zum Großen Preis von Frankreich wie auch beim Finale in Großbritannien konnte das Team jeweils sogar einen Dreifachsieg verbuchen. Nachdem Talbot zuvor den Rennbetrieb bereits während der Saison aus finanziellen Gründen eingestellt hatte und auch Bugatti der direkten Konfrontation meistens aus dem Wege gegangen war, war die Weltmeisterschaft bereits früh in der Saison entschieden. Am Ziel seiner langjährigen Bestrebungen angelangt, verkündete daraufhin auch Louis Delâge den Rückzug seines Werks, so dass nicht nur die 1,5-Liter-Formel, sondern allgemein dem Grand-Prix-Sport in seiner bisherigen Form keine Perspektive mehr beschieden war.
→ Saisonberichte: 1925, 1926, 1927

### Die „formellosen“ Jahre (1928–1933)
Der Zeitraum zwischen 1928 und 1933 kennzeichnet einen der einschneidendsten Umbrüche im Grand-Prix-Sport überhaupt. Nach dem Rückzug von Talbot und Delage war zur Saison 1928 einzig Bugatti als letzter namhafter Hersteller übrig geblieben, womit das seit dem ersten Grand Prix von 1906 zugrunde liegende Konzept eines Wettbewerbs unter Automobilfirmen praktisch nicht mehr länger aufrechtzuerhalten war. Stattdessen setzte sich in einem mehrjährigen Umstellungsprozess, in dem es bis 1930 noch drei vergebliche Versuche gab, die Markenweltmeisterschaft alter Prägung doch noch irgendwie weiterzuführen, schließlich die völlig konträre Idee der sogenannten „freien Formel“ („Formula Libre“) endgültig durch. Diese Art Rennen hatte ihre Ursprünge in Veranstaltungen wie der Targa Florio und erfreute sich ab etwa Mitte der 1920er Jahre – mit fortschreitender Krise des offiziellen Grand-Prix-Sports – zunächst vor allem in Italien, zunehmend aber auch in Frankreich eines stetigen Zuspruchs, sowohl was die Anzahl der Rennen, als auch Größe und Zusammensetzung der Startfelder und nicht zuletzt auch das Zuschauerinteresse betraf. Bald entwickelten sich Rennen wie die Coppa Acerbo in Pescara, die Coppa Montenero in Livorno, der Premio Reale di Roma, oder der Grand Prix de la Marne in Reims zu echten Klassikern mit festen Terminen im alljährlichen Rennkalender. Mit dem Großen Preis von Tripolis auf der eigens gebauten Mellaha-Rennstrecke gelang auch der Sprung in die nordafrikanischen Kolonien, dem französischerseits bald auch die Grands Prix von Tunis und Algier folgten.
Die Teilnahme an solchen Rennen war dabei praktisch jedem möglich, der über ein passendes Rennfahrzeug verfügte, wie es vor allem mit dem frei verkäuflichen Bugatti Type 35 in seinen diversen Varianten der Fall war. Bald folgte auch Maserati diesem Beispiel und begann, Rennwagen in Kleinserie für zahlende Abnehmer zu fertigen. Dazu kamen die ehemaligen Grand-Prix-Rennwagen von Delage, Talbot und Alfa Romeo, die nun vermehrt ebenfalls in private Hände kamen, nachdem die Werke jetzt keine Verwendung mehr dafür hatten. Komplettiert wurden die Felder durch ein Sammelsurium an Voiturettes, Eigenbau-Rennwagen, behelfsmäßig umgerüsteten Sportwagen und anderen Fahrzeugmodellen aller Gattungen und Motorisierungen. Um angesichts solcher Vielfalt dennoch eine gewisse Chancengleichheit herzustellen, gab es dabei in der Regel Klasseneinteilungen nach Hubraumstärken (üblicherweise jeweils bis 1100 cm³, 1500 cm³, 2000 cm³, 3000 cm³ und darüber) für die neben dem Gesamtklassement eines Rennens üblicherweise auch noch getrennte Wertungen erfolgten.
Dieses Erfolgsprinzip wurde schließlich nach einigem Zögern – nachdem in der Internationalen Rennformel für 1928 bereits lediglich einen Korridor für Minimal- und Maximalgewicht vorgegeben worden war, klammerte man sich für 1929 und 1930 noch einmal vergeblich an die alte Idee einer Verbrauchsformel – auch von der AIACR als neues Grand-Prix-Format akzeptiert, und auch wenn die nationalen Veranstalter der Großen Preise die Zulassung von „Unabhängigen“ trotzdem weiterhin sehr unterschiedlich handhabten, sollte es im Wesentlichen die nachfolgenden 50 Jahre hindurch Bestand behalten. Erst mit der Umwandlung der Formel 1 in eine den in der FOCA organisierten „Konstrukteuren“ vorbehaltene geschlossene Rennserie kehrte man zu Beginn der 1980er Jahre schließlich wieder ein Stück weit zum ursprünglichen Ansatz zurück, auch wenn sich das Bild des Automobilsports in der Zwischenzeit natürlich grundlegend gewandelt hatte. Mit Einführung der Formula Libre trennten sich außerdem nun wieder die Wege zwischen dem Grand-Prix-Sport vorwiegend europäischer Prägung und dem Rennsport in den USA, wo in Indianapolis zunächst weiterhin mit den bisherigen 1,5-Liter-Rennwagen und bald darauf nach völlig eigenständigen Rennformeln gefahren wurde.
Schließlich ließ die AIACR Für 1931 endgültig alle technischen Restriktionen fallen. Um dabei aber nicht ganz in die Niederungen „gewöhnlicher“ Formula-Libre-Rennen abzusinken, schrieb das Regelwerk für die offiziellen Großen Preise nun eine Mindestdauer von 10 Stunden vor. Damit nahm der Grand-Prix-Sport eher den Charakter von Langstreckenrennen an, zumal pro Wagen zwei Fahrer gemeldet werden mussten, die sich am Steuer dann ablösen konnten. Dennoch war das Format für Teilnehmer wie auch Zuschauer gleichermaßen unbefriedigend, so dass für 1932 (Mindestrenndauer fünf Stunden) und 1933 (Mindestdistanz 500 km) schrittweise wieder in die Nähe „normaler“ Renndistanzen zurückgekehrt wurde. Gleichzeitig entfiel mit der Vorschrift, dass Rennwagen zweisitzig zu sein hatten, auch eine der letzten Freiheitsbeschränkungen für die Konstrukteure, was nun auch für Grand-Prix-Rennen die Verwendung von Renneinsitzern (Monopostos) ermöglichte, wie dies beispielsweise in Indianapolis bereits seit den frühen 1920er Jahren üblich gewesen war.
Gerade die „formellosen“ Jahre boten dabei aufregenden Motorsport wie nie zuvor, wobei gerade damit für die Rennveranstaltungen nun immer stärker auch der „Event-Charakter“ in den Vordergrund trat. Ein Paradebeispiel dafür war der Große Preis von Monaco, bei dem die Wagen den Zuschauern buchstäblich direkt am Kaffeetisch vorbeifuhren. Der Motorsport kam zum Publikum, statt umgekehrt, und diese völlig neue Art von innerstädtischen Rennstrecken fand auch an vielen anderen Orten schnell Verbreitung. 1933 wurden hier auch zum ersten Mal die Positionen in der Startaufstellung anhand der erzielten Rundenzeiten im Training vergeben, was auch den Unterhaltungswert der Trainingssitzungen erheblich steigerte.
Folge all dieser Veränderungen war, dass sich die Aufmerksamkeit nicht mehr vorrangig auf die Fabrikate richtete, sondern nun auch die Fahrer immer mehr in den Vordergrund rückten. Beispielsweise wurden die ab 1931 ausgeschriebenen Europa- nun ebenso wie die späteren Weltmeisterschaften als Fahrerchampionate durchgeführt. Auch mag dies ein Umstand sein, warum die Grand-Prix-Größen der 1930er Jahre, allen voran Tazio Nuvolari – der als einer der ersten die spektakuläre Fahrtechnik des Four-Wheel-Drift perfektionierte, bei der das Auto leicht zur Innenseite angestellt über alle vier Räder um die Kurve driftete – zusammen mit Achille Varzi, Louis Chiron, Luigi Fagioli oder Rudolf Caracciola zu den ersten über Landesgrenzen hinweg gefeierten „Superstars“ des Automobilrennsports wurden.
Angesichts der zahlreichen Formula-Libre-Rennen, die auch weiterhin unterhalb der großen Bühne der Grandes Épreuves in allen Winkeln Europas stattfanden, entwickelte sich bald der sprichwörtliche Grand-Prix-Zirkus, bei dem die Fahrer und Teams anfangs noch hauptsächlich im eigenen Land, bald aber in zunehmendem Maß auch grenzüberschreitend von Austragungsort zu Austragungsort reisten und sich entsprechend ihrem Marktwert über das mit den Veranstaltern jeweils individuell ausgehandelte Startgeld finanzierten. Die Ausrichter der Rennen waren wiederum bemüht, ein attraktives, bunt gemischtes Teilnehmerfeld mit möglichst zugkräftigen Namen zusammenzubekommen, um damit ihrerseits eine entsprechend große Menge zahlender Zuschauer anzulocken. In diesem Zusammenhang steht auch die Entstehung der ersten professionellen „unabhängigen“ Rennteams, die also nicht bloße Rennabteilungen von Automobilherstellern waren. Ihre Ursprünge liegen in Zusammenschlüssen einzelner Privatfahrer zu sogenannten Renngemeinschaften, die auf diese Weise für den Einsatz ihrer Rennwagen Personal-, Material- und Reisekosten sparten. Einige dieser Teams erweiterten bald ihren Fuhrpark, so dass sie auch anderen Fahrern Rennwagen gegen Entgelt zur Verfügung stellen konnten. Zu den Pionieren auf diesem Gebiet gehörten 1928 die von Emilio Materassi aufgestellte Ecurie Italienne (die nach dem tragischen Tod ihres Gründers beim Italienischen Grand Prix von 1928 in Scuderia Materassi umbenannt wurde), die die ausrangierten Grand-Prix-Rennwagen des 1927 aufgelösten Talbot-Rennstalls übernahm, wie auch die Scuderia Nuvolari, ein Zusammenschluss von Tazio Nuvolari mit seinen Fahrerkollegen Cesare Pastore und Achille Varzi, die dafür von Bugatti Rennwagen vom Typ 35C geordert hatten. Noch viel berühmter wurde die 1929 gegründete Scuderia Ferrari, die schon wenig später sogar offiziell im Namen von Alfa Romeo zu den Rennen antrat und aus der schließlich das heutige Formel-1-Team wie auch der gleichnamige Sportwagenhersteller hervorgegangen sind. Ferrari wird außerdem die etwas zweifelhafte Ehre zuteil, 1933 als erster Rennstall über die Vertragsbeziehung zu seinen Fahrern (Tazio Nuvolari und Mario Umberto Borzacchini) eine gerichtliche Auseinandersetzung geführt zu haben.
Natürlich waren solche Teams daran interessiert, ihre wertvollen Rennwagen möglichst häufig und dauerhaft nutzen zu können, was letztlich auch der Grund war, warum Rennformeln und andere Regeländerungen kaum noch akzeptiert wurden. Zu Hochzeiten der Formula Libre waren manche Fahrzeuge jahrelang im Einsatz, wobei sie von ihren wechselnden Besitzern zum Teil auch immer wieder modifiziert und modernisiert wurden, um sie weiter konkurrenzfähig zu halten. Auch die Hersteller, die bald über den Erfolg ihrer Fabrikate in den Händen der privaten Fahrer wieder selbst werksseitig in den Grand-Prix-Sport zurückfanden, hielten nun zum Teil sehr lange an den Grundkonstruktionen ihrer Modelle fest und beschränkten sich im Kampf um die Vormachtstellung meist auf die einfache und kostengünstige Lösung, im Wesentlichen nur die Motorengröße immer weiter zu steigern. So führte diese Entwicklung beispielsweise bei Maserati vom 1,5-Liter-Maserati Tipo 26 von 1926 über diverse Zwischenstufen bis zum Maserati 8C von 1932/33 mit 3 Litern Hubraum – bei ansonsten im Prinzip gleicher Grundkonstruktion von Chassis und Motor – insgesamt sogar zu einer Verdopplung. Modelle dieser Epoche, wie der Bugatti Type 51, Alfa Romeo 8C 2300 „Monza“, Maserati 8CM oder insbesondere der Alfa Romeo Tipo B gelten dabei bis heute als wahre Ikonen der Motorsportgeschichte. Dass diese Entwicklung aber nicht ins Uferlose fortgeführt werden konnte, wurde durch den damaligen Stand der Reifen-, Fahrwerks- und Werkstofftechnik verhindert, so dass sich Auswüchse, wie eine Reihe doppelmotoriger Rennwagen (Maserati V4 und V5, Alfa Romeo Tipo A) oder des überschweren Bugatti Type 54 mit 5 Litern Hubraum, bald als Sackgasse entpuppten, die praktisch nur für den Einsatz auf reinen Hochgeschwindigkeitsbahnen geeignet waren. Auf allen anderen Kursen waren diese Track Cars durch ihre große Masse, den hohen Verbrauch und vor allem ihren enormen Reifen- und Bremsenverschleiß dagegen weitgehend chancenlos.
Zu Beginn der „formelfreien“ Epoche beherrschten die zahllosen Bugatti noch klar das Geschehen. Mit dem jetzt als Kompressorversion erhältlichen 2-Liter-Modell Type 35C siegten Werksfahrer Louis Chiron wie auch Tazio Nuvolari mit seinem privaten Auto 1928 nahezu nach Belieben. Neben Erfolgen bei den Großen Preisen von Rom und San Sebastián gewann Chiron auch den tragischen Großen Preis von Italien, das einzige nach der Internationalen Rennformel ausgetragene Grande Épreuve des Jahres, in dem Emilio Materassi bei Höchstgeschwindigkeit die Kontrolle über seinen Talbot verlor und in die Zuschauerränge geschleudert wurde. Mit 23 Toten ist dies nach dem Le-Mans-Desaster von 1955 die bislang zweitschwerste Unfallkatastrophe im Motorsport insgesamt und die schwerste im Grand-Prix-Sport überhaupt. Materassi, der bei diesem Unfall auch selbst ums Leben kam, hatte zusammen mit seinem Teamkollegen Luigi Arcangeli bis dahin mit seinen Grand-Prix-Talbots der abgelaufenen 1,5-Liter-Formel immerhin ein paar Achtungserfolge erzielen können, wohingegen die noch nicht völlig ausgereiften Maserati über einen Sieg von Luigi Fagioli bei einem relativ unbedeutenden Rennen in Sizilien nicht hinaus kamen. Lediglich ein einzelner Alfa Romeo P2 von 1924, der ab Mitte der Saison zunächst von Giuseppe Campari und dann von Achille Varzi eingesetzt wurde, erwies sich den Bugatti als ebenbürtig, musste sich aber letztlich doch meist der Überzahl beugen.
Varzi hatte die Saison zunächst als Partner (und Geldgeber) von Nuvolari in dessen privatem Bugatti-Rennstall begonnen, zwischen den beiden Italienern entwickelte sich jedoch bald eine legendäre Rivalität, die das kommende Jahrzehnt im Grand-Prix-Sport stark mitprägen sollte. Neben ihren Duellen auf der Strecke versuchten die beiden Topstars ihrer Zeit auch regelmäßig, sich durch Teamwechsel im richtigen Moment gegenseitig auszumanövrieren. Varzi war dabei zunächst im Vorteil, denn dank seiner besseren finanziellen Situation konnte er sich häufiger einen Materialwechsel leisten. Aufgrund seiner vielversprechenden Ergebnisse mit dem Alfa Romeo übernahm das mittlerweile sehr von lukrativen Rüstungsaufträgen abhängige und deswegen stark unter dem Einfluss des dem Motorsport sehr wohlgesinnten faschistischen Mussolini-Regimes stehende Werk 1929 nun auch offiziell wieder die Betreuung seines Autos und setzte daneben jetzt auch noch ein zweites für Gastone Brilli-Peri ein. Mit den beiden doch bereits verhältnismäßig alten Rennwagen konnte das Team bei den italienischen Rennen eine überraschend große Anzahl von Siegen einfahren, darunter mit Varzis Erfolgen bei den Rennen von Rom und Monza auch die beiden (zusammen mit der Targa Florio) sportlich wohl bedeutendsten Rennen der Saison. Bugatti fielen dagegen mit den Siegen von William Grover-Williams in Monaco, Albert Divo bei der Targa Florio und nicht zuletzt Louis Chiron beim Grand Prix de l’ACF – mit diesem Rennen gab es erneut nur ein einziges Grande Épreuve in der Saison – die dem Namen nach insgesamt etwas höherwertigen Erfolge zu. Allerdings hatte es dabei nur bei der Targa Florio auf Sizilien und beim Permio Reale di Roma ein direktes Aufeinandertreffen mit den Italienern gegeben, während sich beide Seiten ansonsten weitgehend auf die Teilnahme an Rennen im eigenen Land beschränkten.
Auch die Saison 1930 verlief zunächst im Großen und Ganzen sehr ähnlich. Mit den Großen Preisen von Monaco (Sieger René Dreyfus), Belgien/Europa (Louis Chiron) und Frankreich (Philippe Étancelin) gingen erneut alle drei Rennen mit der Bezeichnung Grand Prix im Titel an Bugatti, wobei wiederum allein für das Rennen im belgischen Spa-Francorchamps die Internationale Rennformel angewendet wurde. Allerdings war auch jetzt wieder Hauptgegner Alfa Romeo bei keinem dieser Rennen angetreten. Dagegen konnte Varzi dann mit dem über den Winter komplett überarbeiteten und modernisierten Alfa Romeo P2 bei der Targa Florio in einem dramatischen Finale die fünfjährige Siegesserie von Bugatti bei diesem Klassiker durchbrechen. Ab Mitte der Saison gewann nun jedoch auf einmal Maserati mit dem neuen 2,5-Liter-Modell Tipo 26M zusehends die Oberhand. Nachdem die drei Stammfahrer Baconin Borzacchini, Luigi Arcangeli und Luigi Fagioli bereits einige Erfolge in den italienischen Formula-Libre-Rennen herausgefahren hatten, wechselte Varzi kurzerhand die Seiten und trat nun ebenfalls für die noch recht junge italienische Rennwagenmarke an. Durch seine drei Siege bei den Rennen in Pescara, Monza und San Sebastián wurde das Jahr schließlich zur bis dahin erfolgreichsten Maserati-Saison überhaupt.
Sowohl Bugatti als auch Alfa Romeo mussten umgehend reagieren und warteten für 1931 mit neuen 2,3-Liter-Modellen auf. Einmal mehr hatte Achille Varzi im richtigen Moment wieder das Team gewechselt und bescherte dem neuen Bugatti Type 51, dem ersten Bugatti mit zwei obenliegenden Nockenwellen, gleich zum Saisonauftakt im nordafrikanischen Tunis den ersten Sieg, gefolgt von einem weiteren Triumph für die Marke im Großen Preis von Monaco durch Louis Chiron. Der neue Alfa Romeo 8C 2300 erschien zur Mille Miglia zuerst noch in einer Sportwagen-Version, der zum italienischen Grand Prix eine spezielle Grand-Prix-Variante mit deutlich kürzerem Chassis folgte. Prompt landeten bei diesem ersten Langstrecken-Grand-Prix nach der neuen 10-Stunden-Regel Giuseppe Campari zusammen mit Varzis Erzrivalen Tazio Nuvolari vor ihren Teamkollegen Ferdinando Minoia/Baconin Borzacchini für Alfa Romeo sogar einen Doppelsieg, was dem Modell von nun an den ehrenvollen Beinamen „Monza“ einbrachte.
Schon beim nachfolgenden Großen Preis von Frankreich schlug Bugatti mit Varzi und Chiron wieder zurück und war auch wenig später mit „Williams“/Caberto Conelli in Belgien erneut erfolgreich. Erster Titelträger in der neu eingeführten Europameisterschaft für Fahrer wurde dank eines recht realitätsfernen Wertungsmodus mit Ferdinando Minoia dennoch ein Alfa-Romeo-Pilot, obwohl dieser kein einziges der drei Grandes Épreuves der Saison gewonnen hatte. In der Zwischenzeit hatte auch Maserati ein weiteres Mal an der Hubraumschraube gedreht und eine 2,8-Liter-Version des bewährten Reihenachtzylinders herausgebracht. Fagioli gelang es damit beim prestigeträchtigen „Rennen der Giganten“ in Monza, auf dieser schnellen Bahn sowohl die neuen doppelmotorigen Alfa Romeo Tipo A als auch die mächtigen Bugatti Type 54 „Track-Cars“ mit 5 Litern Hubraum von Varzi und Chiron in die Schranken zu weisen. Insgesamt blieb das Team jedoch nach dem kurzen Höhenflug der Vorsaison hinter den Erwartungen zurück, auch weil die Abgänge von Varzi und Arcangeli durch die Neuzugänge von René Dreyfus und Clemente Biondetti nicht vollwertig ersetzt werden konnten.
Als die 1932 mit der Verkürzung der Renndauer für die offiziellen Großen Preise von zehn auf fünf Stunden zu einem für alle Beteiligten erträglichen Format zurückkehrte und im gleichen Schritt auch einsitzige Rennwagen zur Teilnahme zuließ, brachte Alfa Romeo rechtzeitig zum Heimrennen um den italienischen Grand Prix mit dem Alfa Romeo Tipo B den ersten für Grand-Prix-Einsätze konzipierten Renneinsitzer (Monoposto) an den Start. Nuvolari, der zuvor den Großen Preis von Monaco und die Targa Florio noch mit dem vorherigen „Monza-Typ“ gewonnen hatte, erzielte hier einmal mehr einen beinahe schon standesgemäßen Debüterfolg, dem im Anschluss weitere Siege beim Großen Preis von Frankreich, wie auch bei den Rennklassikern von Pescara und Livorno folgten. Lediglich beim Großen Preis von Deutschland – dem ersten nach der Internationalen Rennformel – musste er aufgrund der Stallorder seinem neuen Stallgefährten Rudolf Caracciola den Vortritt lassen, der auch beim Großen Preis von Monza noch einmal von technischen Problemen an Nuvolaris Rennwagen profitierte.
Die Aufnahme des Deutschen ins Team von Alfa Romeo war, wie zuvor bereits auch die Verpflichtung des Franzosen René Dreyfus durch Maserati, Ausdruck der zunehmenden Internationalisierung, die der Grand-Prix-Sport in diesen Jahren erfuhr. War bis dahin nur Bugatti, sicherlich auch aufgrund des persönlichen Hintergrunds des Firmengründers, regelmäßig mit einer gemischt französisch-italienischen Mannschaft angetreten, so wurde die Zusammenstellung von Top-Fahrern unterschiedlicher Nationalität bald zum normalen Bild. So bildete Caracciola zusammen mit seinem Freund und Partner Louis Chiron für 1933 sogar eine private deutsch-französische Renngemeinschaft, die allerdings nicht allzu lang Bestand hatte, weil der Deutsche schon beim Training zum Großen Preis von Monaco einen schweren Unfall hatte, der ihn für den Rest der Saison außer Gefecht setzte.
Alfa Romeo war in der Zwischenzeit in Staatsbesitz überführt worden und als Folge war der Rennbetrieb zum zweiten Mal seit 1926 offiziell eingestellt worden. Schon in den Vorjahren war das Werksteam nominell nur zu den wirklich bedeutenden Rennen selbst angetreten und hatte sich ansonsten bei den weniger wichtigen Veranstaltungen durch die Scuderia Ferrari als eine Art „Satellitenteam“ vertreten lassen, das die Fahne für Alfa Romeo nun ganz allein hoch halten musste. Zwar hatte Ferrari mit Nuvolari und Borzacchini dabei die beiden Top-Piloten der früheren Werksmannschaft übernehmen können, weil Alfa Romeo die wertvollen Tipo B aber nicht in fremde Hände geben wollte, mussten sie sich dazu mit älteren Modellen vom Typ „Monza“ begnügen. Immerhin hatte das Team die Motoren jetzt auf 2,7 Liter Hubraum aufgebohrt, was dann allerdings wiederum zu einer deutlichen Überforderung des Antriebsstrangs und als Folge davon einer Häufung der Ausfälle führte. Weil es gleichzeitig beim neuen 3-Liter-Monoposto Maserati 8CM wegen des zu weich ausgelegten Rahmens zunächst noch große Probleme mit der Straßenlage gab, war der Bugatti Type 51 zum Beginn der Saison auf einmal nun doch wieder konkurrenzfähig. Varzi nutzte die Gelegenheit, um sich in Monaco in einem der spannendsten Grands Prix aller Zeiten am Ende knapp durchzusetzen, nachdem er sich fast das gesamte Rennen hindurch mit seinem Dauerkonkurrenten Nuvolari auf der Strecke duelliert hatte.
Zur Mitte der Saison war Nuvolaris Unzufriedenheit mit dem Material wie auch mit seinem fehlenden Mitspracherecht im Team so weit angewachsen, dass er die Scuderia Ferrari zusammen mit dem mit ihm eng befreundeten Borzacchini im Streit verließ. Ihr Wechsel zu Maserati mündete schließlich sogar in eine der ersten gerichtlichen Auseinandersetzungen in der Geschichte des Automobilrennsports. Dank seiner Erfahrung und seines technischen Verständnisses gelang es Nuvolari, die Konstruktionsmängel des neuen Maserati 8CM zu erkennen und zumindest so weit zu beseitigen, dass er den Großen Preis von Belgien für sich entscheiden konnte. Nachdem Campari auf einem älteren Modell zuvor schon mit dem Großen Preis von Frankreich zum ersten Mal ein Grande Épreuve für Maserati gewonnen hatte, musste Alfa Romeo schließlich reagieren und die Tipo B jetzt doch noch einmal wieder entmotten. Fagioli und Campari, die sich bei Maserati durch die beiden Neuankömmlinge in ihrer Position im Team zurückgesetzt fühlten, wechselten daraufhin im Gegenzug ins Lager von Ferrari bzw. Alfa Romeo, wo kurz darauf auch Chiron noch zu ihnen stieß. Beide Teams hatten damit gegenüber dem Saisonbeginn ihre Mannschaften praktisch einmal gegenseitig ausgetauscht. Obwohl die weiteren Resultate eindeutiger ausfielen, als es dem nach wie vor hart umkämpften Geschehen auf den Rennstrecken entsprach, gehörte der Rest der Saison dann mit Siegen von Nuvolari und Chiron bei den Großen Preisen von Italien und Spanien wieder ganz allein den Alfa-Romeo-Fahrern. Bei Bugatti standen Varzi und Dreyfus dagegen nun vollkommen im Abseits, weil das Werk aus wirtschaftlicher Not vorrangig einem Auftrag zur Fertigung von Eisenbahntriebwagen nachkommen musste, so dass die Entwicklung des neuen Grand-Prix-Modells Bugatti Type 59 mit 2,8-Liter-Motor kaum noch Fortschritte machte.
Leider wurde die „formellose“ Zeit immer wieder von tödlichen Unfällen überschattet. Mitursache war nicht zuletzt auch das praktisch ungezügelte Anwachsen der Motorleistungen in Verbindung mit gleichzeitig immer mehr bahnartig ausgebauten Rennstrecken, während gleichzeitig die Sicherheitsstandards gegenüber der Vorkriegszeit nicht wesentlich verbessert worden waren. Auch wurde das Renngeschehen selbst ab Beginn der 1930er Jahre zunehmend härter. Mit steigender Sensationslust des Publikums und nicht zuletzt aufgrund der enorm angestiegenen Start- und Preisgelder gingen die Fahrer nun immer häufiger dazu über, ihre Positionen gegen Überholversuche ihrer Gegner zu „verteidigen“, was zu dieser Zeit noch weitgehend verpönt bzw. bis vor kurzem auch üblicherweise noch geahndet worden war. Nicht selten hatten solche Manöver gefährliche Situationen mit nicht immer glimpflichem Ausgang zur Folge. Fünf Jahre nach der bislang größten Katastrophe kam es 1933 an gleicher Stelle noch einmal zu einem besonders tragischen Höhepunkt, als am „Schwarzen Tag von Monza“ zunächst die beiden damaligen Spitzenpiloten Giuseppe Campari und Baconin Borzacchini im gegenseitigen Duell und kurz darauf – dieses Mal ohne Einwirkung anderer Beteiligter – auch der polnische Rennfahrer Stanisław Czaykowski tödlich verunglückten.
→ Saisonberichte: 1928, 1929, 1930, 1931, 1932, 1933

### Die Ära derSilberpfeile(1934–1939)
Angesichts des bedenklichen Anstiegs von Motorengrößen und Geschwindigkeiten der Rennwagen sah sich die AIACR schließlich gezwungen, für die Saison 1934 doch wieder eine neue Grand-Prix-Rennformel zu verabschieden, in der zum ersten Mal nach drei „formellosen“ Jahren auch wieder technische Vorgaben enthalten waren, denen die Rennwagen entsprechen mussten. Seitdem sind solche Bestimmungen durchgängig fester Bestandteil der Grand-Prix-Regularien, auch wenn sie in der Zwischenzeit mehrfach grundlegend geändert wurden und in der modernen Formel 1 deutlich an Umfang und Komplexität zugenommen haben.
Um bei der Verabschiedung den Fehler von 1926 nicht zu wiederholen, als mit einem Federstrich alle vorhandenen Grand-Prix-Rennwagen nicht mehr verwendet werden durften, orientierte man sich bei den neuen Bestimmungen bewusst an den aktuell verfügbaren Konstruktionen und versuchte lediglich, deren Leistungsstand durch Beschränkung auf ein maximales „Trockengewicht“ von 750 kg (ohne Betriebsstoffe und Reifen) sozusagen „einzufrieren“. Neben der Vorgabe einer Mindestbreite von 85 cm und einer Mindestdistanz der Grand-Prix-Rennen von 500 km blieb die konstruktive Freiheit ansonsten weiterhin praktisch vollständig bestehen, so dass es den drei bis dahin im Grand-Prix-Sport engagierten Herstellern (Alfa Romeo, Maserati und Bugatti) nur geringe Probleme bereitete, ihre am oder nur wenig über dem Gewichtslimit liegenden aktuellen Grand-Prix-Modelle entsprechend anzupassen. Die Idee, mit einer solchen Formel ein weiteres Ausufern der Motorengrößen zu verhindern, sollte sich jedoch nur allzu schnell als Irrtum erweisen, weil man die Möglichkeiten des Leichtbaus wie auch den technischen Fortschritt insgesamt – vor allem nach dem Einstieg großer Automobilkonzerne mit ihren Forschungs- und Entwicklungsabteilungen – vollkommen unterschätzt hatte. Im Endeffekt nahm die Hubraumstärke der Motoren trotz der Gewichtsbegrenzung sogar eher noch schneller zu als zuvor. Und auch das Problem der oft mit Doppelmotoren ausgerüsteten überschweren und nur schwer zu kontrollierenden Track Cars konnte damit nicht wirklich entschärft werden, weil die offizielle Rennformel nur bei den Grandes Épreuves zwingend vorgeschrieben war, nicht aber bei den daneben weiterhin zahlreichen „formelfreien“ Rennen.
Dass die Jahre zwischen 1934 und 1939 dann allgemein als Höhepunkt und Goldenes Zeitalter des Grand-Prix-Sports vor 1950 angesehen werden, hängt daher weniger mit der neuen Rennformel zusammen, sondern liegt in erster Linie daran, dass mit dem Einstieg der beiden deutschen Automobilkonzerne Daimler-Benz und Auto Union AG ein sportliches, technisches und nicht zuletzt auch organisatorisches Niveau erreicht wurde, das bis dahin praktisch unvorstellbar gewesen war. Die deutschen Rennwagen, die mit ihren futuristisch anmutenden Stromlinienformen und den spektakulären Fahrleistungen kaum noch etwas mit der Alltagsvorstellung von Automobilen gemeinsam hatten, wurden zu Symbolen für nahezu grenzenlosen technischen Fortschritt, und den Männern, die in der Lage waren, solche Maschinen zu bändigen, wurde als moderne Gladiatoren wahre Heldenverehrung zuteil. Dies galt insbesondere für das seit 1933 in Deutschland regierende Nationalsozialistische Regime, das die Erfolge deutscher Fahrer und Konstruktionen in großem Umfang propagandistisch ausschlachtete.
Eine bedeutende Rolle spielte dabei auch der Silberpfeil-Mythos. Statt der traditionellen deutschen Rennfarbe Weiß gingen die Rennwagen beider Firmen stets mit Karosserien aus blankem Metall an den Start, wodurch ihre technische Ästhetik noch einmal ganz besonders hervorgehoben wurde. Auch wenn die Entstehungsgeschichte – einer Erzählung des langjährigen Mercedes-Rennleiters Alfred Neubauer zufolge soll am Vorabend des Eifelrennens von 1934 aus Gewichtsgründen die weiße Farbe von den Rennwagen geschliffen worden sein – mittlerweile stark umstritten ist, pflegt Mercedes-Benz die Silberpfeil-Legende bis zum heutigen Tag als einen identitätsstiftenden Kernbestandteil seiner Motorsporttradition.
Gleichzeitig erfuhren beide Unternehmen in erheblichem Umfang staatliche Förderung. Dies betraf nicht allein stattliche direkte finanzielle Zuwendungen für die Rennteams, die trotz ansehnlicher Summen in erster Linie einen symbolischen Beitrag darstellten und stets nur einen gewissen Anteil der Aufwände decken konnten. Vor allem der Daimler-Benz-Konzern verfügte aber durch die Einbindung in das staatliche Rüstungsprogramm bald über nahezu unerschöpfliche Mittel. Im Gegenzug konnten die deutschen Firmen mit den Siegen auf den Rennstrecken, aber auch bei nun auch regelmäßig durchgeführten Rekordversuchen, ihre technologische Leistungsfähigkeit öffentlichkeitswirksam präsentieren und sich für die Berücksichtigung für weitere staatliche Aufträge empfehlen.
Trotz der neuen Gewichtsgrenze gelang es den Ingenieuren dabei, die Motorleistung vom ca. 215 PS starken Alfa Romeo Tipo B von 1932 zum Mercedes W 125 von 1937 mit 575 PS (bei nur 250 kg Motorengewicht) innerhalb nur weniger Jahre in mehreren Entwicklungsschritten nahezu zu verdreifachen. Bis zur Turbo-Ära der 1980er Jahre wurden solche Leistungswerte über 40 Jahre lang bei keinem anderen Grand-Prix-Rennwagen mehr erreicht. Parallel dazu erreichten die Sechzehnzylinder der von Starkonstrukteur Ferdinand Porsche entwickelten Heck- (bzw. nach heutigem Sprachgebrauch Mittelmotor-)Rennwagen der Auto Union – der damit das Erfolgskonzept aller Formel-1-Rennwagen ab 1959 um ganze 25 Jahre vorwegnahm – schließlich mit 6 Litern Hubraum innerhalb des Gewichtslimits Motorengrößen, wie sie zuvor nur die überschweren Monsterrennwagen der „freien Formel“ (die doppelmotorigen Alfa Romeos und Maseratis, der Bugatti Type 54 oder der Mercedes SSK) aufgewiesen hatten. Auf der Avus erreichten die Rennwagen beider Hersteller 1937 mit ihren speziell für diese Strecke entwickelten Vollstromlinienkarosserien (im Rennen!) Geschwindigkeiten bis knapp an die 400 km/h. Und auch bezüglich Traktion und Straßenlage setzte die moderne Fahrwerkstechnik ganz neue Maßstäbe. Waren die Rennwagen bis in die frühen 1930er Jahre hinein zumeist noch hochbeinig und mit Starrachsen, Blattfedern und Seilzugbremsen kaum über den Stand von 1914 hinausgekommen, so hatten die beiden deutschen Firmen innerhalb kurzer Zeit zahlreiche Innovationen, wie Einzelradaufhängung, Transaxle-Bauweise, de-Dion-Achse, Hydraulikdämpfer, Schrauben- und Torsionsfederung und Sperrdifferentiale wie auch die Verwendung von Windkanälen zur Optimierung der Aerodynamik in den Grand-Prix-Rennsport eingeführt. Lediglich Hydraulikbremsen waren (nach dem kurzen Gastauftritt von Duesenberg beim französischen Grand Prix von 1921) schon 1933 bei Maserati im Grand-Prix-Sport wieder in Verwendung gewesen. In Kooperation mit der chemischen Industrie wurden außerdem Spezialtreibstoffe entwickelt, die aus Stoffen wie Benzol, Alkohol, Aceton und Äther zusammengesetzt waren und deren Auspuffgase den Fahrern buchstäblich den Atem raubten. Und zum ersten Mal im Grand-Prix-Sport wurden nun auch Konstruktionsdetails und technische Angaben der Geheimhaltung unterlegt, um die Konkurrenz über den erreichten Leistungsstand so lange wie möglich im Unklaren zu lassen.
Überhaupt war die Teamorganisation zu einem ganz maßgeblichen Erfolgsfaktor geworden. Reifenverschleiß und Benzinverbrauch waren enorm (dem Mercedes W125 von 1937 werden 160 Liter pro 100 km bescheinigt), so dass der Rennausgang auch ganz entscheidend von Anzahl, Zeitpunkt und Ablauf der Boxenstopps abhing. Eingespielte Boxenmannschaften waren dafür ebenso ausschlaggebend wie eine gut vorbereitete Rennstrategie. In umfangreichen Testprogrammen vor und während der Saison wie auch in den Trainingssitzungen zu den Rennen wurden jetzt im Vorhinein optimale Abstimmungen bezüglich Reifenwahl und passender Antriebsübersetzung für jede Rennstrecke ermittelt und bisweilen hatten die Fahrer sogar die Auswahl zwischen Wagen verschiedener Radstände oder Aufhängungsgeometrien. Zu den wichtigen Rennen erschienen die deutschen Teams teilweise mit bis zu acht Einsatz- und Ersatzfahrzeugen und manchmal fünf oder sechs Fahrern mit auf Kurs und Gegner penibel abgestimmten, vorab abgesprochenen taktischen Aufgaben. Oft bekamen ein oder zwei Fahrer die Anweisung, die Konkurrenz ohne Rücksicht auf das eigene Material mit hohem Tempo von Beginn an maximal unter Druck zu setzen, während sich die Teamkollegen zunächst abwartend verhalten sollten, um dann von möglichen Problemen der Gegner zu profitieren. Neu bei Grand-Prix-Rennen war auch, dass nun ein erfahrener Rennleiter an der Strecke den Fahrern während des Rennens mittels Anzeigetafeln Informationen und taktische Anweisungen übermittelte – eine Idee, die man wie so vieles von den Rennen in Indianapolis übernommen hatte – so dass Team und Fahrer auf diese Weise nun auf veränderte Rennsituationen unmittelbar reagieren konnten. So wurden für den Fall, dass einer der Mannschaftsführer mit seinem Rennwagen in Schwierigkeiten geriet, oft einer der von einem sogenannten „Junior“-Fahrer gesteuerten Wagen an die Boxen beordert, damit sein prominenter Teamkollege das Rennen damit fortsetzen konnte.
Auf deutsche Veranlassung hin wurde für 1935 nach zweijähriger Pause auch die Idee einer Europameisterschaft wiederbelebt, wofür die Dominanz der deutschen Wagen sicher nicht ganz unbedeutend gewesen sein dürfte. Anders als die beiden Championate von 1931 und 1932 wurde dieser nun auch tatsächlich eine breitere öffentliche Aufmerksamkeit zuteil, was natürlich auch der ausführlichen Berichterstattung über die Erfolge deutscher Fahrer und Wagen zu verdanken war. Der Wertungsmodus der Meisterschaft wurde dabei im Wesentlichen beibehalten, indem weiterhin die Top-3-Platzierungen eines Fahrers zusammengerechnet wurden und der Titel anschließend dem Fahrer mit den wenigsten Punkten zuerkannt wurde. Im Unterschied zu vorher wurden nun für die Plätze ab Rang vier aufwärts einheitlich vier Punkte vergeben und die gleiche Punktzahl bekam auch, wer bei einem Ausfall mindestens 75 % der angesetzten Renndistanz zurückgelegt hatte. Hierdurch war es für die Meisterschaftswertung nun nicht mehr zwingend nötig, dass zurückliegende Fahrer nach der Zieldurchfahrt des Siegers die verbleibenden Runden noch zu Ende fahren mussten. In früheren Jahren hatte dies immer wieder zu gefährlichen Situationen geführt, wenn nach dem vermeintlichen Rennende Zuschauer auf die Strecke geströmt waren. Das letzte Grand-Prix-Rennen, bei dem dies noch nach alter Form gehandhabt wurde, war der Große Preis von Deutschland von 1934. Für die Einzelwertung eines Rennens (und damit auch für die Verteilung der Preisgelder) war jedoch bei den meisten Veranstaltungen weiterhin Voraussetzung, dass der Teilnehmer die Ziellinie am Ende noch einmal überqueren musste, so dass seitdem deswegen bisweilen einige Verwirrung besteht, wenn Wagen noch kurz vor Rennende liegengeblieben sind, während dagegen zum Teil mehrfach Überrundete in den Ergebnissen noch geführt werden. Auch das 1933 beim Großen Preis von Monaco zum ersten Mal angewendete Verfahren, die Rennwagen beim Start anhand der im Training erzielten Rundenzeiten aufzustellen, fand nun schnell immer weitere Verbreitung. Lediglich die Veranstalter des Belgischen Grand Prix beharrten auch 1949 noch darauf, die Positionen in der Startaufstellung nach althergebrachter Art im Losverfahren bzw. anhand anderer selbst gewählter Kriterien zu vergeben.
Mit Abstand erfolgreichster Fahrer der Epoche war Rudolf Caracciola, der für Mercedes-Benz ganze 10 von insgesamt 30 ausgetragenen Grandes Épreuves gewinnen und sich damit den EM-Titel dreimal (1935, 1937 und 1938) sichern konnte. Dabei war bis weit in die Saison 1934 hinein lange gar nicht klar gewesen, ob er nach seinem Trainingsunfall Großen Preis von Monaco von 1933 überhaupt je wieder fahren können würde. Sicherheitshalber hatte daher Mercedes-Rennleiter Neubauer zusammen mit Manfred von Brauchitsch auch den ambitionierten Italiener Luigi Fagioli als nominellen Nummer-1-Pilot unter Vertrag genommen, was im Verlauf der folgenden drei Jahre immer wieder zu heftigen teaminternen Konflikten führte. Auf Caracciolas Empfehlung hin wurde 1936 dann auch noch auch dessen langjähriger Freund Louis Chiron ins Team aufgenommen. In diesem Jahr hatte Mercedes allerdings die technische Entwicklung überzogen und – nicht zuletzt aus Gewichtsgründen – für den Mercedes-Benz W 25C ein viel zu kurz geratenes Chassis auf die Räder gestellt, das sich vor allem auf schnelleren Strecken als nahezu unfahrbar erwies. Der nachfolgenden Neuaufstellung des Teams für die Saison 1937 mit der Einrichtung einer eigenständigen Rennabteilung unter Rudolf Uhlenhaut fielen schließlich auch die beiden Ausländer zum Opfer, während Caracciola mit dem neuen Mercedes-Benz W 125 nahezu unangefochten wieder von Sieg zu Sieg eilte.
Bei der Auto Union AG war 1934 zunächst der erfahrene Hans Stuck als Mannschaftsführer unter Vertrag genommen worden, der mit seinem Sieg beim Großen Preis von Deutschland auf dem Nürburgring umgehend auch für den ersten Erfolg eines Silberpfeils in einem Grande Épreuve überhaupt gesorgt hatte. Ihm wurde 1935 der von Alfa Romeo abgewanderte italienische Starpilot Achille Varzi zur Seite gestellt, der jedoch bald wegen beruflicher wie persönlicher Probleme zunehmend aus dem Tritt geriet. Nicht zuletzt aus politischer Erwägung wurde zur Enttäuschung des Italieners teamintern häufig per Stallregie geregelt, wer von den Fahrern jeweils bei einem Rennen den Vortritt bekam. Zudem wurde sein Ansehen im Team auch erheblich durch seine Liaison mit der Frau des Ersatz- bzw. „Junior“-Fahrers Paul Pietsch belastet. Als er obendrein noch ein Drogenproblem bekam, wurde sein Vertrag schließlich für 1937 nicht mehr verlängert.
Einen absolut kometenhaften Aufstieg erlebte dagegen Bernd Rosemeyer, der 1935 als junger Nachwuchsfahrer direkt aus dem Motorradsport in die Grand-Prix-Mannschaft der Auto Union AG wechselte und – als einer der wenigen Grand-Prix-Piloten – auf Anhieb mit dem ungewohnten, unter den anderen Piloten meist als sehr problematisch geltenden Fahrverhalten der Heckmotor-Rennwagen hervorragend zurechtkam. Gleich in seinem zweiten Jahr als Automobilrennfahrer holte er sich 1936 mit drei Grand-Prix-Siegen in Folge – Mercedes hatte sich in diesem Jahr mit einem viel zu kurz geratenen Chassis vorübergehend in eine konstruktive Sackgasse verrannt – sogar schon den Europameistertitel und wurde mit seiner unbekümmerten Art auf und abseits der Piste vom NS-Regime zu einem Idol der Massen aufgebaut. Seine kurze schillernde Karriere wurde aber schon zu Beginn des Jahres 1938 jäh beendet, als er bei einem Rekordversuch auf der Autobahn mit seinem speziell dafür konstruierten Stromlinienwagen tödlich verunglückte. Mit dem Franzosen Guy Moll († 1934 beim Coppa Acerbo in Pescara auf Alfa Romeo) und dem Briten Richard Seaman († 1939 beim Großen Preis von Deutschland auf dem Nürburgring auf Mercedes-Benz) kamen außerdem zwei weitere, ähnlich aufstrebende Nachwuchstalente durch Rennunfälle ums Leben, noch bevor sie den Gipfel ihrer vielversprechenden Karriere erreichen konnten.
Die übrigen Hersteller wurden von den Leistungen der beiden deutschen Teams von Anfang an völlig überrascht. Vor allem Bugatti versank mit dem noch immer zweisitzig und nach den Konstruktionsprinzipien der 1920er Jahre entwickelten Bugatti Type 59, der im Vergleich zu den hochmodernen deutschen Silberpfeilen wie aus der Zeit gefallen wirkte, bald vollends in der Bedeutungslosigkeit. Und auch Maserati, wo man von Bugatti nun die Rolle als Ausrüster für die privaten Rennfahrer übernommen hatte, geriet angesichts der begrenzten Möglichkeiten dieser kleinen und stets unterfinanzierten Rennwagenschmiede nun zunehmend unter Druck. Nach einem ebenso kurzen wie erfolglosen Versuch, mit dem Maserati V8RI von 1935/36 den deutschen Silberpfeilen noch einmal mit einer modernen Rennwagenkonstruktion entgegenzutreten, konzentrierte man sich dann praktisch nur noch auf die wiederaufblühende Voiturette-Klasse.
Aber auch die Scuderia Ferrari, die weiterhin für die Einsätze der Alfa-Romeo-Rennwagen verantwortlich war, war auf die neue Konkurrenz aus Deutschland 1934 völlig unvorbereitet. In der Überzeugung, die Saison gegenüber den beiden anderen traditionellen Grand-Prix-Herstellern dominieren zu können, hatte man den Alfa Romeo Tipo B gegenüber dem Vorjahr nur vergleichsweise geringfügig weiterentwickelt und war stattdessen vorwiegend darauf konzentriert, bei möglichst vielen, auch „kleineren“ Rennen – oft auch an mehreren Orten gleichzeitig – anzutreten und dabei ein Maximum an Start- und Preisgeld einzufahren.
Dennoch blieb Alfa Romeo, vor allem nach der für 1935 angeblich von Italiens Diktator Benito Mussolini persönlich veranlassten Rückkehr von Tazio Nuvolari zu Ferrari, bis 1937 einziger ernsthafter Herausforderer für die Silberpfeile, der zumindest zwischendurch immer wieder noch einzelne aufsehenerregende Achtungserfolge erzielen konnte. Vor allem Nuvolaris Sieg beim Großen Preis von Deutschland von 1935 auf dem technisch mittlerweile veralteten Tipo B (der nun schon in der vierten Saison zum Einsatz kam) gilt seitdem als einer der absoluten Höhepunkte der Grand-Prix-Geschichte. Doch trotz – oder gerade wegen – des nahezu verzweifelten Versuchs von Chefkonstrukteur Vittorio Jano, den technischen Rückstand mittels Parallelentwicklung mehrerer Modelle wieder aufzuholen, konnte auch ein Ausnahmefahrer wie Nuvolari nicht verhindern, dass sich der Abstand zu den Deutschen in der Folgezeit immer weiter vergrößerte.
Zunehmend schwieriger war zuvor auch schon die Lage für die Privatfahrer geworden. Anders als die Werksmannschaften, die nun oft sogar mehrfach pro Jahr von Modellverbesserungen und Hubraumsteigerungen profitierten, konnten sie sich auf Dauer natürlich nicht ständig neue Rennwagen leisten, um mit der rasanten technischen Entwicklung schrittzuhalten. Selbst der stets auf Unabhängigkeit bedachte Nuvolari hatte dies Ende 1934 nach einer enttäuschenden Saison mit wechselnden Einsätzen auf Maserati und Bugatti schließlich erkennen müssen, als er 1935 unwillig zur Scuderia Ferrari zurückkehrte. Anderen, wie den beiden Franzosen Philippe Étancelin und Raymond Sommer oder dem Schweizer Hans Ruesch gelang es, sich mit vorwiegend abgelegtem Wagenmaterial der Werksteams noch eine Weile bei etwas weniger bedeutenden Rennen erfolgreich zu halten, wobei vor allem Ruesch Talent dafür entwickelte, Rennveranstaltungen an immer exotischeren Schauplätzen aufzuspüren. Von Eisrennen in Skandinavien bis an die Südspitze Afrikas, von Südamerika bis Asien, überall kamen Grand-Prix-artige Rennen mit zum Teil abenteuerlich zusammengesetzten Teilnehmerfeldern in Mode. Die Veranstalter der großen europäischen Rennklassiker waren dagegen stärker als je zuvor bestrebt, die Gestaltung der Start- und Preisgelder so auszurichten, dass zu ihren Rennen möglichst namhafte Teams und Fahrer angelockt wurden, was natürlich in erster Linie zu Lasten der Privatfahrer ging. Der französische ACF fiel dabei so weit in seine alten Denkmuster zurück, dass er ab 1934 für seinen Grand Prix überhaupt keine Meldungen unabhängiger Teilnehmer mehr akzeptierte (woraufhin sogar ein Ausschluss des Rennens als Wertungslauf zur neu ins Leben gerufenen Europameisterschaft diskutiert wurde). Ähnliches Handeln legte auch der belgische Automobilclub an den Tag, der die Startplatzvergabe für seinen Grand Prix ganz besonders restriktiv handhabte, so dass bei den Rennen selten mehr als zehn Teilnehmer vertreten waren. Auch die Gründung der Independent Drivers Organisation (einer Art Gewerkschaft zur Interessenvertretung) konnte an der Situation nur wenig ändern, so dass sich die Masse der Privatfahrer, die Ende der 1920er Jahre noch ganz entscheidend zum Überleben des Grand-Prix-Sports beigetragen hatten, nun vornehmlich anderen Rennkategorien zuwenden musste. Dies führte insbesondere zu einem regelrechten Boom der „kleinen“ Voiturette-Kategorie für Rennwagen bis 1,5 Liter Hubraum, für die ab 1935 nun zunehmend sogar völlig eigenständige Rennveranstaltungen durchgeführt wurden. Für diese Kategorie wurden vor allem von Maserati und der britischen Rennwagenschmiede ERA Fahrzeuge angeboten, die einerseits einigermaßen erschwinglich, andererseits aber auch absolut konkurrenzfähig waren, so dass spannende Rennen mit bunt besetzten Feldern wie zu besten Zeiten der Formula Libre resultierten.
Parallel dazu begann das Publikumsinteresse für die Grand-Prix-Klasse angesichts der als zunehmend eintönig empfundenen Dominanz der beiden deutschen Rennställe nun wieder deutlich abzuflachen. So wendeten sich nach den beiden Erfolgsjahren 1934 und 1935, in denen neben der damaligen Rekordzahl von sechs Grandes Épreuves jeweils noch mehr als 20 weitere international besetzte Rennen ausgetragen wurden, immer mehr Veranstalter vermehrt anderen Rennkategorien zu – allen voran sogar der ehrwürdige ACF, der seine Grands Prix von 1936 und 1937 stattdessen wieder einmal als Sportwagenrennen in der hierzulande stark propagierten 4,5-Liter-Klasse laufen ließ. Dazu kam, dass aufgrund der zunehmenden internationalen Konflikte eine ganze Reihe weiterer Veranstaltungen wieder abgesagt werden musste (so die Großen Preise von Spanien infolge des 1936 dort ausgebrochenen Bürgerkriegs, wie auch die Masaryk-Rennen in Brünn 1938 nach der Besetzung des Sudetenlands an das Deutsche Reich), was den Grand-Prix-Kalender der unmittelbaren Vorkriegsjahre noch weiter ausdünnte.
Um das Blatt wieder zu wenden, versuchte die AIACR durch den Erlass einer neuen Grand-Prix-Formel für 1938, die Karten noch einmal neu zu verteilen. Nach dem fehlgeschlagenen Versuch, die Leistungszuwächse der Grand-Prix-Modelle in der vorangegangenen Formel durch Gewichtsbegrenzung effektiv einzudämmen, kehrte man jetzt wieder zu einer Hubraumbegrenzung zurück, wobei man über die Zuordnung von Motorgrößen zu Mindestgewichten in Form einer „gleitenden Skala“ auch schwächer motorisierten, dafür aber leichteren Rennwagen eine Chance einräumen wollte. Außerdem wurde erstmals in der Geschichte des Grand-Prix-Sports ein festes Verhältnis für die Hubraumstärken von Saug- und Kompressormotoren festgelegt, um auch hierdurch für mehr Ausgeglichenheit und konstruktive Vielfalt zu sorgen. Zum ersten Mal seit zehn Jahren waren damit außerdem Grand-Prix-Formel und die Bestimmungen für das Indianapolis-Rennen wieder vereinheitlicht. Am Ende erwies sich jedoch der Faktor von 1,5 : 1 zugunsten der Saugmotoren als ebenso unzureichend, wie die Zuordnung der Mindestgewichte in der „gleitenden Skala“, so dass schließlich doch die deutschen Hersteller mit ihren 3 Liter Kompressormotoren wieder absolut tonangebend waren.
Diesen war es dank nochmals gesteigertem Entwicklungsaufwands dabei gelungen, den mit der Halbierung des Hubraums verbundenen Leistungsverlust mittels maximaler Drehzahlsteigerungen sogar größtenteils wieder zu kompensieren. Insbesondere der ultraflache Mercedes-Benz W 154, bei dem die Antriebswelle dank des schräg eingebauten V12-Motors seitlich am Pilotensitz vorbeigeführt wurde, setzte dabei neue Maßstäbe in Perfektion und Eleganz und Caracciola konnte sich damit 1938 mit Siegen in drei der fünf Grandes Épreuves der Saison zum dritten Mal den Europameistertitel sichern. Lediglich ein einziges Mal, gleich beim ersten Rennen nach der neuen Formel 1938 beim Rennen in Pau mussten die Silberpfeile mit dem Sieg von René Dreyfus auf seinem Delahaye Type 145 (bei dem es sich im Grunde genommen um einen reinen Sportwagen mit abmontierten Scheinwerfern und Kotflügeln handelte) eine Niederlage gegen ein ausländisches Fabrikat – in diesem Fall sogar einen 4,5-Liter-Saugmotor-Wagen – hinnehmen. Dies blieb aber ein einmaliger Ausrutscher und für die restliche Zeit bis zum Kriegsausbruch machten Mercedes und Auto Union die Rennen dann wieder ganz allein unter sich aus.
In dieser Zeit kam es bei Mercedes auch zum Durchbruch für Hermann Lang, der sich im Team – sehr zum Missfallen seiner arrivierten Teamkollegen Caracciola und von Brauchitsch – seit 1935 vom einfachen Mechaniker bis zum Stammpilot hochgearbeitet hatte und schließlich 1939 mit Siegen in den Großen Preisen von Belgien und der Schweiz, wie auch in Pau und beim Eifelrennen seine erfolgreichste Saison feiern konnte. Weil die AIACR nach dem Ausbruch des Zweiten Weltkriegs zum Ende des Jahres nicht mehr handlungsfähig war, wurde Lang daraufhin von NSKK-Führer Adolf Hühnlein kurzerhand eigenmächtig zum „Europameister“ erklärt, obwohl bei Anwendung des bis dahin geltenden Punktesystems eigentlich der Auto-Union-Fahrer Hermann („H. P.“) Müller mit allerdings nur einem Sieg im französischen Grand Prix die Wertung angeführt hätte. Schon 1938 konnte außerdem der Brite Richard Seaman als sogenannter „Junior“-Fahrer im Team sensationell den Großen Preis von Deutschland gewinnen. Das vielversprechende Nachwuchstalent starb jedoch bereits im darauffolgenden Jahr nach einem schweren Unfall beim Belgischen Grand Prix in Spa-Francorchamps.
Das Team der Auto Union war hingegen nach dem Unfalltod Rosemeyers, auf den allein alle Aktivitäten ausgerichtet gewesen waren, zu Beginn der Saison 1938 zunächst wie paralysiert und es dauerte eine Weile, bis es sich von diesem Rückschlag erholen konnte, zumal der eilig reaktivierte Hans Stuck aufgrund seines Alters eigentlich nicht mehr als Top-Pilot von internationalem Format angesehen wurde. Dazu kam, dass Ferdinand Porsche die Zusammenarbeit in der Zwischenzeit beendet hatte, um sich dem Volkswagen-Projekt zu widmen. Erst als zu Saisonmitte 1938 der von Alfa Romeo endgültig enttäuschte Nuvolari zur Mannschaft hinzu stieß, ging es mit dem neuen, von Professor Eberan von Eberhorst für die neue 3-Liter-Formel entwickelten Auto Union „Typ D“ (die Auto-Union-Rennwagen hatten nie offizielle Bezeichnungen, die Typisierung wurde erst später von Motorsportautoren zwecks besserer Unterscheidung eingeführt) wieder aufwärts und zum Saisonende konnte der Italiener beim Großen Preis von Italien vor seinem Heim-Publikum nach über einem Jahr wieder einen Sieg für die Auto Union einfahren.
Trotz dieser Erfolge eines italienischen Fahrers ließ das Interesse an den Rennen der Grand-Prix-Klasse in Italien zunehmend nach. Nachdem sich der Alfa Romeo 12C-37 von 1937 als völliger Flop erwiesen hatte, was neben dem Weggang Nuvolaris zur Auto Union auch die umgehende Entlassung von Chefkonstrukteur Vittorio Jano zur Folge hatte, wurde die Zusammenarbeit mit Ferrari beendet und das Werk wendete sich nun verstärkt ebenfalls der Voiturette-Klasse zu, für die Gioacchino Colombo mit dem Alfa Romeo 158 „Alfetta“ ein absolutes Erfolgsmodell auf die Räder stellte, mit dem sich bald Sieg an Sieg reihte. In der Grand-Prix-Klasse wurden dagegen auf der Suche nach einem Mittel gegen die drückende Überlegenheit der deutschen Rennwagen 1938 zunächst noch drei völlig unterschiedliche Motorkonzepte, zum größten Teil gleichzeitig, verfolgt. Gerade diese Verzettelung gilt jedoch als einer der Hauptgründe dafür, dass keines der Unterfangen wirklich von Erfolg gekrönt war. Weil schließlich aufgrund der zunehmenden internationalen Spannungen zu Frankreich und Großbritannien (der Völkerbund hatte Italien nach dem Krieg in Äthiopien Ende 1935 mit Sanktionen belegt und beide Seiten befanden sich auch sowohl im Spanischen Bürgerkrieg als auch in der Sudetenkrise in gegnerischen Lagern) das Mussolini-Regime den italienischen Teams und Fahrern immer häufiger Startverbote für Auslandsrennen erteilte und in Italien angesichts der drückenden Überlegenheit der deutschen Silberpfeile bei den Großen Preisen mittlerweile alle Augen nur noch auf die Voiturette-Rennen gerichtet waren, stellte Alfa Romeo die Grand-Prix-Aktivitäten schließlich sogar vollends ein.
Auch ein kurzes Wiedererwachen von Maserati, deren hervorragend liegender, aber nicht allzu standfester Maserati 8CTF in der Anfangsphase der Rennen im Kreis der Silberpfeile immer wieder vorübergehend für Unruhe sorgen konnte und schließlich 1939 und 1940 mit Wilbur Shaw sogar zweimal in Indianapolis erfolgreich war, konnte jedoch nichts daran ändern, dass auch die Tage dieser Grand-Prix-Formel damit praktisch gezählt waren. Nachdem zuvor schon immer mehr Rennveranstalter auf die Voiturette-Klasse umgeschwenkt hatten, zogen dann die Italiener für 1939 endgültig die Konsequenzen und kündigten an, alle ihre Rennen nur noch für die 1,5-Liter-Kategorie auszuschreiben, wo sich die „Alfettas“ mittlerweile eine absolut dominierende Stellung herausgearbeitet hatten. Zur Überraschung der Italiener ließ sich Daimler-Benz davon jedoch nicht abschrecken und entwickelte mit dem Mercedes-Benz W 165 in sechsmonatiger Rekordzeit eine verkleinerte Version des W-154-Grand-Prix-Modells mit 1,5-Liter-Reihenachtzylinder, mit dem Lang und Caracciola prompt gleich beim ersten und gleichzeitig auch einzigen Auftritt dieses Typs in dem besonders prestigeträchtigen Rennen um den Großen Preis von Tripolis einen aufsehenerregenden Doppelerfolg über die gesamte italienische Rennelite erringen konnten, bevor die beiden Wagen umgehend wieder hinter den verschlossenen Werkstüren verschwanden.
Nominell blieb die bestehende 3-Liter-Formel jedoch auch weiter in Kraft, da die AIACR aufgrund des Kriegsausbruchs keine anderslautende Beschlüsse mehr fassen konnte. Ansonsten wäre für 1941 allgemein der Umstieg auf die 1,5-Liter-Klasse als neue Grand-Prix-Formel erwartet worden, wofür in Deutschland – noch in der Gewissheit eines vermeintlich baldigen Kriegsendes mit positivem Ausgang – neben dem Mercedes W 165 auch bei der Auto Union AG bereits ab 1939 an der Entwicklung eines passenden Modells gearbeitet wurde. Zuletzt konnte jedoch Nuvolari sogar noch drei Tage nach dem deutschen Angriff auf Polen bei einem Rennen in Belgrad für die Auto Union noch einmal einen letzten Grand-Prix-Sieg seiner langen und erfolgreichen Karriere erringen und in Italien, wo auch Alfa Romeo und Maserati weiter unverdrossen an neuen Rennwagentypen arbeiteten, lief der Rennbetrieb bis zum Kriegseintritt des Landes im Juni 1940 noch einmal an. Auch in den USA wurde in Indianapolis schließlich noch bis 1941 gefahren, bevor die Rennmotoren dann endgültig weltweit verstummten.
→ Saisonberichte: 1934, 1935, 1936, 1937, 1938, 1939, 1940, 1941

### Aufbruch in die neue Zeit (1945–1949)
Zum Ende des Zweiten Weltkriegs lagen weite Teile Kontinentaleuropas in Trümmern und selbst in weniger direkt betroffenen Regionen musste die Einwohner oft einen alltäglichen Kampf um die Grundversorgung mit Nahrung, Kleidung und andere Güter des täglichen Bedarfs führen. Individueller Automobilverkehr war dabei für den größten Teil der Bevölkerung ein praktisch kaum zu erreichendes Luxusgut. Nicht nur waren vielerorts Kraftfahrzeuge für militärische Zwecke beschlagnahmt worden, sondern vor allem die Versorgung mit Treibstoff und Reifen stellte ein erhebliches Problem dar, so das praktisch überall in Europa – selbst in der neutralen Schweiz – Benzinrationierung und allgemeine Fahrverbote noch einige Zeit lang an der Tagesordnung waren.
Umso deutlicherer Ausdruck der allgemeinen Sehnsucht nach Normalität und Zerstreuung ist der Umstand, dass gerade vier Monate nach dem Ende der Kämpfe in Europa (und nur eine Woche nach der Kapitulation Japans) im Pariser Bois de Boulogne schon wieder ein Autorennen ausgetragen wurde. Vor einer Kulisse von über 200.000 Zuschauern versammelte sich praktisch alles, was zu diesem Zeitpunkt in Frankreich an mehr oder weniger wettbewerbstauglichen Gefährten jeden Alters vorhanden war, grob in drei verschiedene Klassen eingeteilt, vom kleinen Simca 1100 Eigenbausportwagen bis zum letzten Vorkriegs-Grand-Prix-Modell von Bugatti mit dem mächtigen 4,7-Liter-Kompressormotor, mit dem Jean-Pierre Wimille schließlich auch aus dem Hauptrennen des Tages als Sieger hervorging.
Ab 1946 gab es dann überall in Europa wieder Rennveranstaltungen, selbst im vom internationalen Motorsport ausgeschlossenen besetzten und geteilten Deutschland. Die Unterschiede zur letzten Grand-Prix-Saison vor dem Krieg hätten allerdings gravierender kaum ausfallen können. Viele altehrwürdige Traditionsrennstrecken wie Monza, Brooklands oder der Nürburgring waren zum Teil für militärische oder andere Zwecke beschlagnahmt, durch die Kriegsereignisse schwer beschädigt oder sogar ganz demontiert worden, so dass für die ersten Nachkriegsrennen vorwiegend improvisierte Kurse auf öffentlichen Straßen oder in Parks, Autobahnabschnitte, ausgediente Militärflugplätze und ähnliches herhalten mussten, vorzugsweise innerhalb der Stadtgrenzen oder unmittelbar vor den Toren größerer Städte, damit es angesichts der beschränkten Transportmittel überhaupt möglich war, ein größeres Publikum an die Strecke zu bekommen. Nicht selten waren dafür zunächst auch erst einmal einige Genehmigungshürden zu überwinden, weil die öffentlichen Stellen derartiger „Ressourcenverschwendung“ oft sehr restriktiv gegenüber standen.
Erstaunlich war dabei die von Anfang an oft sehr starke Besetzung der Rennen. Zwar waren „echte“ Grand-Prix-Rennwagen selten (die also den Bestimmungen der letzten Grand-Prix-Rennformel von 1938 entsprachen), weil in dieser Kategorie praktisch nur noch die beiden deutschen Automobilkonzerne Mercedes-Benz und Auto Union bis zuletzt neue Modelle entwickelt hatten. Das im Prinzip einzige wirklich moderne Exemplar eines solchen „Formelrennwagens“ war der Alfa Romeo Tipo 308 aus 1938 mit 3-Liter-Achtzylindermotor, mit dem Jean-Pierre Wimille überall dort, wo er antrat, den immer noch anzutreffenden, jedoch wesentlich älteren Grand-Prix-Typen, wie z. B. Maserati 8CM, Bugatti Type 51, Alfa Romeo „Typ Monza“ usw. klar überlegen war. In deutlich größerer Stückzahl hatten dagegen die Rennwagen der Voiturette-Klasse den Krieg überstanden, für die vor dem Krieg vor allem Maserati bis zuletzt (und in geringerem Umfang auch der britische ERA-Rennstall) Fahrzeuge für die rennhungrigen Privatfahrer produziert hatte. Rennstallbesitzer wie Reginald Parnell in Großbritannien oder die Brüder Emilio und Arialdo Ruggeri mit ihrer Scuderia Milan hatten während und nach dem Krieg außerdem reihenweise solche Rennwagen aufgekauft, die sie nun anderen Fahrern gegen Entgelt zur Verfügung stellen konnten. Frankreich hatte sich dagegen vor dem Krieg der Kategorie der Rennsportwagen bis 4,5 Liter Hubraum ohne Kompressor zugewendet, so dass zahlreiche Talbots, Delahayes und Delages zur Verfügung standen, die durch Abmontieren von Ersatzrädern, Scheinwerfern und Kotflügeln, wie zum Teil auch durch Austausch ganzer Karosserien, verhältnismäßig einfach in „Behelfs-Rennwagen“ verwandelt werden konnten.
Nominell hatte zwar der Internationale Automobilverband AIACR, der sich im Sommer 1946 in FIA (für Fédération Internationale de l’Automobile) umbenannt hatte, die ursprünglich bis 1940 geltende Grand-Prix-Rennformel (im Wesentlichen Rennwagen mit Kompressormotoren bis 3 Liter Hubraum und mit Saugmotoren bis 4,5 Liter Hubraum) offiziell noch einmal bis zum Jahresende verlängert, doch weil 1946 mit Ausnahme der 500 Meilen von Indianapolis noch keine weiteren offiziellen Grandes Épreuves ausgerichtet wurden, waren die Veranstalter nicht daran gebunden und konnten für ihre Rennen eigene Bestimmungen erlassen. Aufgrund des vorhandenen Fahrzeugbestands setzte sich dabei bald allgemein die Kombination aus den 1,5-Liter-Voiturettes mit Kompressor und den 4,5-Liter-Renn-/Sportwagen mit Saugmotoren durch, die schließlich von der FIA in einem Anflug von Pragmatismus für 1947 auch zur offiziellen neuen Internationalen Grand-Prix-Rennformel („Formule Internationale“) erhoben wurde und im Wesentlichen bis 1953 in Kraft blieb. Beginnend mit dem Schweizer Grand Prix von 1947 wurde damit der regelmäßige offizielle Grand-Prix-Betrieb wieder aufgenommen.
Mit der Beförderung der 1,5-Liter-Rennwagen zur neuen Grand-Prix-Klasse war die bisherige Voiturette-Formel damit natürlich gegenstandslos geworden, so dass sich in der Nachfolge (mit Kompressormotoren bis 1,1 Liter und Saugmotoren bis 2 Liter) zunächst erneut ein neuer Quasi-Standard durchsetzte. Dennoch sah sich die FIA für 1948 nun genötigt, der fortgeltenden Formule Internationale (bzw. ab jetzt Formule Internationale No. 1) zum ersten Mal offiziell noch eine zweite, „kleinere“ Rennformel (Formule Internationale No. 2) zur Seite zu stellen. Überraschenderweise wurde darin die Hubraumbegrenzung für Kompressormotoren jedoch noch einmal deutlich auf 0,5 Liter Hubraum heruntergesetzt. Als Folge davon fanden sich viele bis dahin sehr populäre kleine Firmen wie Gordini, Cisitalia oder Stanguellini mit ihren vom Fiat Millecento abgeleiteten 1,1-Liter-Rennwagen in einer konstruktiven Sackgasse wieder, so dass die neue Kategorie bald völlig vom Ferrari 166 mit 2-Liter-V12-Motor dominiert wurde.
Mit der Einführung dieser neuen, zusätzlichen Rennformel konnten die Veranstalter – insoweit es sich dabei nicht um Grandes Épreuves handelte – nun zwischen zwei Kategorien wählen. Zur Unterscheidung setzten sich dabei unter diversen zunächst verwendeten Begrifflichkeiten nach und nach die Bezeichnungen Formel 1 und Formel 2 immer mehr durch. Faktisch bedeutete die Einführung der „kleinen“ Formel auch das Ende der „formelfreien“ Rennen. Theoretisch waren die Veranstalter bei der Wahl ihrer Ausschreibebedingungen zwar weiterhin frei, doch in der Praxis entsprachen – jedenfalls in Europa – fortan fast alle verfügbaren Rennwagen einer der beiden Rennformeln. Lediglich in Südamerika hatte sich in der Zwischenzeit ein größerer Bestand an ausrangierten älteren Grand-Prix-Rennwagen angesammelt, mit denen ab dem Winter 1946/47 alljährlich in der Zwischensaison – wenn in Europa jahreszeitbedingt der Rennbetrieb weitgehend ruhte – eine Reihe von Formula-Libre-Rennen durchgeführt wurde, die unter dem Begriff Temporada zusammengefasst wurden. Bald erkannten auch immer mehr europäische Fahrer und Rennställe das Potential dieser Veranstaltungen, bei denen sie nicht nur mittels der attraktiven Start- und Preisgelder während der ansonsten rennfreien Zeit ihre Rennkassen noch einmal ordentlich füllen, sondern zudem durch den Verkauf ihrer ausrangierten Rennwagen vor Ort noch einmal zusätzliche Einnahmen generieren konnten. Gleichzeitig bot sich so für die einheimischen Fahrer die Gelegenheit, sich direkt im Kampf mit den Europäern zu messen, und nicht wenigen gelang im Anschluss, nicht zuletzt dank großzügiger staatlicher Förderung durch das Peron-Regime in Argentinien, erfolgreich der Wechsel auf die große Grand-Prix-Bühne.
Mittlerweile war in Europa Mitte der Saison 1946 schließlich auch die Werksmannschaft von Alfa Romeo wieder in den Grand-Prix-Sport zurückgekehrt, nachdem es gelungen war, sechs der überlegenen Alfa Romeo Tipo 158 der früheren Voiturette-Klasse in diversen Scheunen und Werkshallen versteckt über den Krieg zu retten. Auch wenn sich das Team in seinen Rennaktivitäten nur auf wenige ausgewählte, wirklich bedeutende Rennveranstaltungen, wie 1946 dem Grand Prix des Nations im schweizerischen Lausanne oder dem im Stadtpark von Turin ausgetragenen Gran Premio del Valentino, sowie natürlich auch in den ab 1947 wieder regelmäßig stattfindenden Grandes Épreuves beschränkte, wurde das Geschehen auf den Rennstrecken von Alfa Romeo umgehend wieder absolut dominiert. Beim ersten Auftritt 1946 im Pariser Vorort Saint-Cloud wurden die beiden gestarteten Alfettas zwar noch durch Defekte aus dem Rennen geworfen, doch im Anschluss begann eine ununterbrochene Siegesserie von nicht weniger als 26 Rennen in Folge, in der die stetig weiterentwickelten Rennwagen von anfangs noch knapp unter 200 PS (bei ihrem ersten Auftritt 1938 in Livorno) bis zur Saison 1951 dank kontinuierlicher Steigerung des Kompressor-Ladedrucks schließlich über 400 PS Motorleistung erreichten.
Hauptgegner war sich das Team dabei häufig selbst, weil zwischen den eigenen Spitzenfahrern – trotz eiserner Stallregie durch Rennleiter Giovanni Battista Guidotti – oft starke Rivalitäten herrschten. So verließ der langjährige Stammfahrer Giuseppe Farina beispielsweise Ende 1946 die Mannschaft aufgrund solcher teaminternen Konflikte und auch Wimille, der nach seinen Erfolgen mit dem Tipo 308 schließlich in die Werksmannschaft aufgenommen worden war, wurde wiederholt für einige Rennen von der eigenen Teamleitung ausgeschlossen, weil er sich zuvor nicht an die vorab abgesprochene Reihenfolge gehalten hatte. Nachdem im Training zum Großen Preis der Schweiz von 1948 bereits der nach dem Krieg wiedererstarkte und von seiner Drogensucht geheilte Vorkriegs-Star Achille Varzi bei einem Unfall ums Leben gekommen war, stand Alfa Romeo nach dem Unfalltod Wimilles bei einem Rennen in Südamerika und der Krebserkrankung von Carlo Felice Trossi im zu Beginn der Saison 1949 schließlich komplett ohne Top-Pilot da. Weil sich das Unternehmen außerdem gerade wieder in einer Umbruchphase befand und man angesichts der eigenen Erfolge ohnehin nichts mehr zu beweisen hatte, wurde schließlich die Entscheidung getroffen, sich für ein Jahr vom Grand-Prix-Sport zurückzuziehen, um sich für die ab 1950 beginnende neue Automobil-Weltmeisterschaft wieder neu aufstellen zu können.
Bei den Rennen ohne Beteiligung von Alfa Romeo hatte 1946 zunächst zumeist die Scuderia Milan mit ihrem Spitzenfahrer Raymond Sommer (als praktisch inoffizielle Werksmannschaft für Maserati) das bessere Ende für sich. Für das Team konnte auch der große Star der Vorkriegszeit, Tazio Nuvolari, auf einem ihrer Maserati 4CL beim Grand Prix d’Albi zum letzten Mal einen Sieg am Steuer eines Rennwagens erringen. Insgesamt hatte sich das Team der Ruggeris damit jedoch finanziell wie organisatorisch übernommen, so dass an seiner Stelle ab 1947 stattdessen die Scuderia Ambrosiana mit ihren beiden Top-Piloten Luigi Villoresi, dem an Rennsiegen insgesamt erfolgreichsten Fahrer dieser Epoche, dem allerdings ihm nie der Gewinn eines der offiziellen Internationalen Großen Preise gelang, und dem noch recht unerfahrenen Alberto Ascari zur neuen Vorzeigemannschaft für Maserati aufstieg. Ende der Saison gelang außerdem dem nach langjähriger Pause zurückgekehrten Grand-Prix-Veteran Louis Chiron in Abwesenheit von Alfa Romeo (Wimille war beim Team gerade wieder einmal in Ungnade gefallen) mit dem einzigen existierenden Talbot-Monoposto der Ecurie France beim Großen Preis von Frankreich noch einmal ein Sieg in einem Grande Épreuve.
Der italienisch-britische Geschäftsmann und Ingenieur Antonio „Tony“ Lago hatte 1936 das Talbot-Werk im französischen Suresnes aus der Konkursmasse des STD-Konzerns (für Sunbeam, Talbot, Darracq) herausgekauft, um dort fortan in erster Linie sportliche Modelle zu produzieren. Schnell stellte sich heraus, dass diese Wagen eine gute Plattform für die Beteiligung an Sportwagen boten und noch vor dem Krieg wurden drei Vollblut-Rennwagen (neben Chirons späterem Siegerauto noch zwei Modelle mit seitlich versetztem Cockpit nach Art der Rennsportwagen) fertiggestellt. Angesichts von Chirons Erfolg reifte schließlich die Idee, davon ein noch einmal weiterentwickeltes Grand-Prix-Modell abzuleiten und in kleiner Serie für Privatfahrer-Kunden zu produzieren, wodurch die Marke Lago-Talbot ab 1948 entscheidend dazu beitrug, die Grand-Prix-Felder wieder zu füllen. Zwar konnten die Talbot T26C mit ihren 4,5-Liter-Reihensechszylinder-Saugmotoren bei der Motorleistung nicht mit ihren mit Kompressormotoren bestückten italienischen Konkurrenten mithalten, doch waren sie aufgrund ihres vergleichsweise geringen Treibstoffverbrauchs im Gegensatz zu diesen häufig in der Lage, die Rennen ganz ohne zeitraubenden Tankstopp durchzustehen.
Obwohl der nach seinem Herauswurf bei Alfa Romeo auf eigene Rechnung startende Farina 1948 beim Großen Preis von Monaco auch für Maserati einen Grand-Prix-Klassiker gewinnen konnte, war es dennoch die Scuderia Ambrosiana, der beim Rennen in San Remo in diesem Jahr die ersten beiden Exemplare des neuen Modells Maserati 4CLT/48, zur Verfügung gestellt wurden. Auf Anhieb konnte Ascari damit den ersten bedeutenderen Sieg seiner Karriere vor seinem Teamkollegen Villoresi herausfahren, was dem neuen Grand-Prix-Typ umgehend den ehrenvollen Beinamen San-Remo-Maserati einbrachte. Die Saison brachte auch die ersten Gehversuche des bereits 37-jährigen Argentiniers Juan Manuel Fangio – dem zukünftigen fünffachen Automobilweltmeister – der seinen endgültigen Durchbruch zum Auftakt der Saison 1949 mit drei Siegen in Folge auf einem weiteren Maserati 4CLT/48 des mit staatlicher Unterstützung operierenden argentinischen Automobilclubs Automóvil Club Argentino (ACA) feiern konnte.
Einen sogar noch weitreichenderen Einfluss auf den weiteren Verlauf der Grand-Prix-Geschichte hatte schließlich der Einstieg von Ferrari, der als einziger seit 1948 durchgehend Hersteller von Grand-Prix-Rennwagen die Formel 1 jahrzehntelang geradezu symbolisierte. Nachdem Enzo Ferrari Alfa Romeo 1938 verlassen hatte, begann er noch während des Kriegs in Maranello, sich mit dem Bau neuer Rennsportwagen zu befassen. Beim Großen Preis von Italien 1948 traten erstmals drei von Gioacchino Colombo (dem „Vater“ der Alfetta) gezeichnete reinrassige Grand-Prix-Rennwagen vom Typ Ferrari 125C an. Die etwas plump geratenen Fahrzeuge mit ihren im Unterschied zu Alfa Romeo und Maserati nur einfach aufgeladenen 1,5-Liter-V12-Kompressormotoren waren jedoch noch kein durchschlagender Erfolg, und obwohl 1949 mit dem Ausstieg von Alfa Romeo der stärkste Gegner weggefallen war, mussten sich die (gemeinsam, weil unzertrennlich) von Maserati abgeworbenen Villoresi und Ascari damit beim Großen Preis von Belgien sogar dem schweren und vergleichsweise untermotorisierten neuen Talbot T26C von Louis Rosier geschlagen geben, weil dieser mit dem genügsamen 4,5-Liter-Saugmotor das Rennen einmal mehr ohne Tankstopp durchfahren konnte. Dies war auch der letzte Internationale Große Preis, bei dem die Startaufstellung nicht anhand der im Training erzielten Rundenzeiten ermittelt wurde.
Zwar konnte Ascari danach beim Großen Preis der Schweiz und im Anschluss beim Italienischen Grand Prix mit einem noch einmal erheblich verbesserten Modell doch noch die ersten Grand-Prix-Erfolge für Ferrari erringen, doch waren die Leistungen dabei jeweils hinter denen der Alfettas im Vorjahr zurückgeblieben. Dies zusammen mit der Erfahrung aus Spa bewog Ferrari schließlich, für 1950 mit der Entwicklung eines neuen 4,5-Liter-Modells mit Saugmotor zu beginnen.
→ Saisonberichte: 1945, 1946, 1947, 1948, 1949

### Fortsetzung:Die Automobil-Weltmeisterschaft(ab 1950)
Als der Motorrad-Weltverband (damals noch FICM) im Sommer 1948 für das Folgejahr die Einführung einer Motorrad-Weltmeisterschaft ankündigte, regten sich auch unter den Funktionären des internationalen Automobil-Dachverbands FIA umgehend Forderungen, dies auch auf den Automobilbereich zu übertragen. Auf der alljährlichen Tagung im Rahmen des Pariser Automobilsalons wurde schließlich der Beschluss gefällt, ab der Saison 1950 im Grand-Prix-Sport eine Weltmeisterschaft für Fahrer auszurichten, für die die Ergebnisse der offiziellen Internationalen Großen Preise der klassischen Automobilnationen (die Grandes Épreuves) inklusive des 500-Meilen-Rennens von Indianapolis in den USA zur Wertung kommen sollten. Wie es zuvor bereits bei der Grand-Prix-Europameisterschaft in den 1930er Jahren regelmäßig der Fall gewesen war, wurde dies von der Öffentlichkeit wie auch von der einschlägigen Presse im Vorfeld jedoch noch nicht allzu sehr beachtet, zumal die FIA die intransparente und äußerst restriktive Informationspolitik ihrer Vorläuferorganisation AIACR in dieser Zeit noch recht konsequent fortführte.
Dass aus damaliger Sicht die Einführung einer Weltmeisterschaft zunächst noch nicht als ein allzu einschneidendes Ereignis wahrgenommen wurde, zeigt sich auch darin, dass im ersten Jahr unter den Teams kaum Interesse an einer wirklich ernsthaften Beteiligung bestand. Immerhin war die Aussicht auf einen solch prestigeträchtigen Titel aber zumindest für Alfa Romeo Anlass genug, den im Vorjahr verkündeten Rückzug aus dem Grand-Prix-Sport noch einmal zu revidieren, womit für das Team angesichts der früheren Dominanz der Alfettas allerdings auch kein allzu großes Risiko verbunden war. Für die anderen Rennställe standen stattdessen jedoch weiterhin vorrangig die Einzelrennen im Vordergrund. So trat Ferrari, in der Vorsaison immerhin das erfolgreichste Team, beispielsweise gleich zum ersten Wertungslauf der neuen Saison beim Britischen Grand Prix von 1950 gar nicht erst an, weil man sich mit den Veranstaltern nicht über das an das Team zu zahlende Startgeld einigen konnte.
Erst angesichts des spannenden Titelkampfs von 1950 und dem epischen Duell zwischen Alfa Romeo und Ferrari in der Saison 1951 kam es zu einer Wendung und der Kampf um die Weltmeisterschaft rückte nun immer stärker in den Mittelpunkt der öffentlichen Aufmerksamkeit, nicht zuletzt weil auch mit der stetig zunehmenden Anzahl der Wertungsläufe die Bedeutung der Einzelrennen immer stärker nachließ.
→ Saisonberichte: 1950, 1951

## Statistik
Während aus heutiger Sicht in eher populären Publikationen, zahllosen Formel-1-Statistikseiten im Internet und nicht zuletzt von FIA und der Formula One Group selbst als Träger der heutigen Formel-1-Weltmeisterschaft häufig der Ansatz verfolgt wird, die Geschichte der Formel 1 auf die Jahre seit Einführung der Weltmeisterschaft im Jahr 1950 zu reduzieren, stellt dies jedoch nach Ansicht vieler Fachautoren lediglich einen weiteren, wenngleich auch besonders nachhaltigen Schritt in der bis in die Anfänge der Automobilgeschichte zurückreichenden Entwicklung des Grand-Prix-Sports dar. So hat beispielsweise der erste Automobilweltmeister der Geschichte, Giuseppe Farina, mit dem Großbritannien-GP 1950 keineswegs auf Anhieb gleich sein allererstes Formel-1-Rennen gewinnen können, sondern blickte im Gegenteil schon auf 20 Teilnahmen bei Grand-Prix- bzw. Formel-1-Rennen und auch bereits auf einen Sieg bei einem Grande Épreuve (beim Großen Preis von Monaco 1948) zurück.
Von 1906 bis 1949 wurden insgesamt 81 Grandes Épreuves – bzw. bis 1922 Grands Prix de l’ACF und Gran Premio d’Italia – nach den Bestimmungen der offiziellen Internationalen Grand-Prix-Rennformel ausgetragen.
In der unten folgenden Statistik sind zudem folgende Grenzfälle als GP(-Vorläufer) enthalten:
- Gran Premio d’Italia 1921 – Begriff der Grandes Épreuves vom Internationalen Automobilverband AIACR noch nicht offiziell in Verwendung
- Großer Preis der Schweiz 1934 – von der AIACR noch nicht als Grande Épreuve eingestuft
- Großer Preis der Schweiz 1935 – von der AIACR noch nicht als Grande Épreuve eingestuft, aber zur Grand-Prix-Europameisterschaft gewertet
- Großer Preis von Großbritannien 1949 – Status als Grande Épreuve nicht gesichert

Dagegen sind folgende Grenzfälle nicht enthalten:
- American Grand Prize 1908–1916; insgesamt sieben Rennen
- Großer Preis von Ungarn 1936 – von der AIACR nicht als Grande Épreuve eingestuft und kein Lauf zur Europameisterschaft
- Masaryk-Rennen (tschechisch Velká cena Masarykova; häufig auch als Großer Preis der Tschechoslowakei bezeichnet) 1930–1937; insgesamt sieben Rennen – von der AIACR nicht als Grandes Épreuves eingestuft und auch keine Läufe zur Europameisterschaft
- Großer Preis der Tschechoslowakei 1949 – von der FIA nicht als Grande Épreuve eingestuft
- 500-Meilenrennen von Indianapolis 1911 bis 1949; insgesamt 33 Rennen – als Grandes Épreuves eingestuft und regelmäßig Wertungslauf zur Automobil-Weltmeisterschaft, aber im Allgemeinen nicht nach den Bestimmungen der Formule Internationale ausgetragen
- Weitere Grands Prix von Frankreich, Belgien, Spanien und Deutschland, die nicht nach den Bestimmungen der Formule Internationale (z. B. als Sportwagenrennen) ausgetragen wurden

### Fahrer
Im Zeitraum 1906 bis 1949 nahmen insgesamt 427 Fahrer an mindestens einem Grande Épreuve bzw. mindestens einem offiziellen Internationalen Grand Prix einer der großen Automobilnationen Teil. Nicht gezählt wurden Fahrer, die bei den großen Preisen der Schweiz von 1939 und 1947 nur in einem der Vorläufe, nicht jedoch im Hauptrennen an den Start gegangen sind (insgesamt sechs Fahrer), ebenso wenig alle Teilnehmer, die zu einem Grand Prix gemeldet und/oder angereist sind, aus unterschiedlichen Gründen dann aber im Rennen nicht gefahren sind. Gezählt wurden jedoch auch alle Fahrer, die während eines Rennens einen anderen Piloten am Steuer abgelöst haben, auch wenn es sich nur um wenige Runden gehandelt hat.
Aufgelistet alle Fahrer, die in der Zeit vor 1950 Grand-Prix-Rennen gefahren sind und
- in ihrer Karriere (auch nach 1950) mindestens einen Podiumsplatz in einem Grand-Prix-Rennen erzielt haben
- in der Zeit vor 1950 mindestens fünf GP-Teilnahmen haben
- deren GP-Karriere vor 1921 begann und die mindestens drei GP-Teilnahmen haben
- deren GP-Karriere nach 1949 weiter andauerte
- darüber hinaus alle Fahrer aus Deutschland, Österreich und der Schweiz

Grau hinterlegte Fahrer starteten ab 1950 auch in der Automobil-Weltmeisterschaft. 
| Fahrer                     | Nation                       | von  | bis  | GP-Starts gesamt | GP-Starts vor 1950 | Siege gesamt | Siege vor 1950 | Podien gesamt | Podien vor 1950 |
| -------------------------- | ---------------------------- | ---- | ---- | ---------------- | ------------------ | ------------ | -------------- | ------------- | --------------- |
| Maurice Trintignant        | Frankreich                   | 1947 | 1964 | 85               | 3                  | 2            | 0              | 10            | 0               |
| Harry Schell               | /                            | 1949 | 1960 | 58               | 1                  | 0            | 0              | 2             | 0               |
| Juan Manuel Fangio         | Argentinien                  | 1948 | 1958 | 22               | 2                  | 24           | 0              | 35            | 0               |
| Giuseppe Farina            | Italien                      | 1935 | 1955 | 53               | 20                 | 6            | 1              | 22            | 2               |
| Louis Chiron               | /                            | 1927 | 1955 | 53               | 38                 | 6            | 6              | 11            | 10              |
| Louis Rosier               | Frankreich 1946              | 1947 | 1956 | 50               | 11                 | 1            | 1              | 4             | 2               |
| Roy Salvadori              | Vereinigtes Konigreich       | 1949 | 1962 | 48               | 1                  | 0            | 0              | 2             | 0               |
| Luigi Villoresi            | Italien                      | 1938 | 1956 | 44               | 13                 | 0            | 0              | 12            | 4               |
| Alberto Ascari             | Italien                      | 1947 | 1955 | 41               | 9                  | 15           | 2              | 21            | 4               |
| Tazio Nuvolari             | Italien                      | 1928 | 1948 | 40               | 40                 | 6            | 6              | 13            | 13              |
| Philippe Étancelin         | Frankreich 1946              | 1931 | 1952 | 36               | 24                 | 0            | 0              | 2             | 2               |
| Emmanuel de Graffenried    | Schweiz                      | 1938 | 1956 | 35               | 13                 | 1            | 1              | 2             | 2               |
| Raymond Sommer             | Frankreich 1946              | 1933 | 1950 | 34               | 29                 | 0            | 0              | 3             | 3               |
| Piero Taruffi              | Italien                      | 1933 | 1956 | 31               | 13                 | 1            | 0              | 5             | 0               |
| Rudolf Caracciola          | Deutsches Reich NS           | 1931 | 1939 | 30               | 30                 | 12           | 12             | 21            | 21              |
| Robert Manzon              | Frankreich 1946              | 1948 | 1956 | 29               | 1                  | 0            | 0              | 2             | 0               |
| Luigi Fagioli              | Italien                      | 1931 | 1951 | 28               | 21                 | 5            | 4              | 16            | 10              |
| „Prinz Bira“               | /                            | 1938 | 1954 | 28               | 9                  | 0            | 0              | 1             | 1               |
| Achille Varzi              | Italien                      | 1928 | 1947 | 27               | 27                 | 2            | 2              | 10            | 10              |
| Hans Stuck                 | /                            | 1934 | 1953 | 27               | 24                 | 2            | 2              | 9             | 9               |
| Johnny Claes               | /                            | 1949 | 1955 | 27               | 4                  | 0            | 0              | 0             | 0               |
| Jean-Pierre Wimille        | Frankreich 1946              | 1931 | 1948 | 25               | 25                 | 4            | 4              | 5             | 5               |
| Manfred von Brauchitsch    | Deutsches Reich NS           | 1934 | 1939 | 24               | 24                 | 2            | 2              | 11            | 11              |
| René Dreyfus               | Dritte Französische Republik | 1931 | 1939 | 23               | 23                 | 1            | 1              | 6             | 6               |
| Hermann Lang               | Deutschland Bundesrepublik   | 1935 | 1954 | 21               | 19                 | 2            | 2              | 7             | 7               |
| Yves Giraud-Cabantous      | Frankreich 1946              | 1947 | 1953 | 20               | 7                  | 0            | 0              | 0             | 0               |
| Goffredo Zehender          | Italien 1861                 | 1930 | 1938 | 18               | 18                 | 0            | 0              | 2             | 2               |
| Peter Whitehead            | Vereinigtes Konigreich       | 1947 | 1954 | 16               | 6                  | 0            | 0              | 1             | 0               |
| Felice Bonetto             | Italien                      | 1949 | 1953 | 16               | 1                  | 0            | 0              | 0             | 0               |
| Carlo Felice Trossi        | Italien                      | 1933 | 1948 | 15               | 15                 | 2            | 2              | 6             | 6               |
| Robert Benoist             | Dritte Französische Republik | 1924 | 1935 | 14               | 14                 | 5            | 5              | 7             | 7               |
| Louis Wagner               | Dritte Französische Republik | 1906 | 1927 | 14               | 14                 | 1            | 1              | 7             | 7               |
| Marcel Lehoux              | Dritte Französische Republik | 1931 | 1935 | 14               | 14                 | 0            | 0              | 0             | 0               |
| Jules Goux                 | Dritte Französische Republik | 1912 | 1926 | 13               | 13                 | 3            | 3              | 5             | 5               |
| Bernd Rosemeyer            | Deutsches Reich NS           | 1935 | 1937 | 13               | 13                 | 3            | 3              | 7             | 7               |
| Paul Pietsch               | Deutschland Bundesrepublik   | 1932 | 1952 | 13               | 10                 | 0            | 0              | 2             | 2               |
| Reginald Parnell           | Vereinigtes Konigreich       | 1947 | 1954 | 13               | 7                  | 0            | 0              | 1             | 0               |
| Clemente Biondetti         | Italien                      | 1931 | 1950 | 13               | 13                 | 0            | 0              | 0             | 0               |
| Rudolf Hasse               | Deutsches Reich NS           | 1936 | 1939 | 12               | 12                 | 1            | 1              | 2             | 2               |
| Giuseppe Campari           | Italien 1861                 | 1924 | 1933 | 11               | 11                 | 3            | 3              | 8             | 8               |
| Antonio Brivio             | Italien 1861                 | 1928 | 1937 | 11               | 11                 | 0            | 0              | 3             | 3               |
| Consalvo Sanesi            | Italien                      | 1947 | 1951 | 11               | 6                  | 0            | 0              | 2             | 2               |
| Pierre Levegh              | Frankreich 1946              | 1947 | 1951 | 11               | 5                  | 0            | 0              | 0             | 0               |
| Hermann Paul Müller        | Deutsches Reich NS           | 1937 | 1939 | 10               | 10                 | 1            | 1              | 2             | 2               |
| Christian Kautz            | Schweiz                      | 1937 | 1948 | 10               | 10                 | 0            | 0              | 1             | 1               |
| Bob Gerard                 | Vereinigtes Konigreich       | 1947 | 1957 | 10               | 2                  | 0            | 0              | 1             | 1               |
| Gianfranco Comotti         | Italien                      | 1928 | 1952 | 10               | 8                  | 0            | 0              | 0             | 0               |
| Francis Howe               | Vereinigtes Konigreich       | 1931 | 1936 | 10               | 10                 | 0            | 0              | 0             | 0               |
| Pietro Ghersi              | Italien 1861                 | 1931 | 1938 | 10               | 10                 | 0            | 0              | 0             | 0               |
| Felice Nazzaro             | Italien 1861                 | 1906 | 1924 | 9                | 9                  | 2            | 2              | 5             | 5               |
| Baconin Borzacchini        | Italien 1861                 | 1928 | 1933 | 9                | 9                  | 0            | 0              | 7             | 7               |
| William Grover-Williams    | Vereinigtes Konigreich       | 1927 | 1936 | 8                | 8                  | 2            | 2              | 2             | 2               |
| Ferdinando Minoia          | Italien 1861                 | 1908 | 1931 | 8                | 8                  | 0            | 0              | 2             | 2               |
| Rudolf Fischer             | Schweiz                      | 1949 | 1952 | 8                | 1                  | 0            | 0              | 2             | 0               |
| Albert Guyot               | Dritte Französische Republik | 1912 | 1925 | 8                | 8                  | 0            | 0              | 0             | 0               |
| Renato Balestrero          | Italien 1861                 | 1931 | 1938 | 8                | 8                  | 0            | 0              | 0             | 0               |
| Eugenio Siena              | Italien 1861                 | 1932 | 1936 | 8                | 8                  | 0            | 0              | 0             | 0               |
| Eugène Chaboud             | Frankreich 1946              | 1938 | 1949 | 8                | 8                  | 0            | 0              | 0             | 0               |
| Richard Seaman             | Vereinigtes Konigreich       | 1936 | 1939 | 7                | 7                  | 1            | 1              | 2             | 2               |
| Albert Divo                | Dritte Französische Republik | 1928 | 1932 | 7                | 7                  | 1            | 1              | 6             | 6               |
| Bartolomeo Costantini      | Italien 1861                 | 1914 | 1926 | 7                | 7                  | 0            | 0              | 3             | 3               |
| Pierre de Vizcaya          | Spanien 1875                 | 1922 | 1926 | 7                | 7                  | 0            | 0              | 2             | 2               |
| Guy Bouriat                | Dritte Französische Republik | 1928 | 1932 | 7                | 7                  | 0            | 0              | 2             | 2               |
| Henri Louveau              | Frankreich 1946              | 1947 | 1951 | 7                | 5                  | 0            | 0              | 1             | 1               |
| Arthur Duray               | /                            | 1906 | 1930 | 7                | 7                  | 0            | 0              | 0             | 0               |
| Kenelm Lee Guinness        | Vereinigtes Konigreich 1801  | 1908 | 1924 | 7                | 7                  | 0            | 0              | 0             | 0               |
| Giovanni Minozzi           | Italien 1861                 | 1908 | 1924 | 7                | 7                  | 0            | 0              | 0             | 0               |
| László Hartmann            | Ungarn 1918                  | 1933 | 1937 | 7                | 7                  | 0            | 0              | 0             | 0               |
| „Georges Raph“             | Frankreich 1946              | 1938 | 1948 | 7                | 7                  | 0            | 0              | 0             | 0               |
| Cuth Harrison              | Vereinigtes Konigreich       | 1947 | 1950 | 7                | 4                  | 0            | 0              | 0             | 0               |
| Caberto Conelli            | Italien 1861                 | 1925 | 1931 | 6                | 6                  | 1            | 1              | 3             | 3               |
| Guy Moll                   | Dritte Französische Republik | 1933 | 1934 | 6                | 6                  | 1            | 1              | 2             | 2               |
| Pietro Bordino             | Italien 1861                 | 1921 | 1924 | 6                | 6                  | 1            | 1              | 1             | 1               |
| Henry Segrave              | Vereinigtes Konigreich 1801  | 1921 | 1926 | 6                | 6                  | 1            | 1              | 1             | 1               |
| Attilio Marinoni           | Italien 1861                 | 1931 | 1937 | 6                | 6                  | 1            | 1              | 2             | 2               |
| Edmond Bourlier            | Dritte Französische Republik | 1926 | 1931 | 6                | 6                  | 0            | 0              | 4             | 4               |
| Jean Chassagne             | Dritte Französische Republik | 1913 | 1924 | 6                | 6                  | 0            | 0              | 2             | 2               |
| Fernand Gabriel            | Dritte Französische Republik | 1906 | 1914 | 6                | 6                  | 0            | 0              | 0             | 0               |
| Victor Hémery              | Dritte Französische Republik | 1906 | 1923 | 6                | 6                  | 0            | 0              | 0             | 0               |
| René Thomas                | Dritte Französische Republik | 1912 | 1925 | 6                | 6                  | 0            | 0              | 0             | 0               |
| Giulio Foresti             | Italien 1861                 | 1922 | 1928 | 6                | 6                  | 0            | 0              | 0             | 0               |
| Jean Gaupillat             | Dritte Französische Republik | 1931 | 1933 | 6                | 6                  | 0            | 0              | 0             | 0               |
| Hans Rüesch                | Schweiz                      | 1934 | 1937 | 6                | 6                  | 0            | 0              | 0             | 0               |
| Nello Pagani               | Italien                      | 1947 | 1950 | 6                | 5                  | 0            | 0              | 0             | 0               |
| Clemar Bucci               | Argentinien                  | 1948 | 1955 | 6                | 1                  | 0            | 0              | 0             | 0               |
| David Murray               | Vereinigtes Konigreich       | 1949 | 1952 | 6                | 2                  | 0            | 0              | 0             | 0               |
| Franco Rol                 | Italien                      | 1949 | 1952 | 6                | 1                  | 0            | 0              | 0             | 0               |
| Duncan Hamilton            | Vereinigtes Konigreich       | 1949 | 1953 | 6                | 1                  | 0            | 0              | 0             | 0               |
| Robert Sénéchal            | Dritte Französische Republik | 1926 | 1931 | 5                | 5                  | 1            | 1              | 2             | 2               |
| Henri Rougier              | Dritte Französische Republik | 1906 | 1923 | 5                | 5                  | 0            | 0              | 0             | 0               |
| Paul Bablot                | Dritte Französische Republik | 1907 | 1914 | 5                | 5                  | 0            | 0              | 0             | 0               |
| Emilio Materassi           | Italien 1861                 | 1925 | 1928 | 5                | 5                  | 0            | 0              | 0             | 0               |
| George Eyston              | Vereinigtes Konigreich       | 1926 | 1933 | 5                | 5                  | 0            | 0              | 0             | 0               |
| Luigi Soffietti            | Italien 1861                 | 1934 | 1937 | 5                | 5                  | 0            | 0              | 0             | 0               |
| Ernst von Delius           | Deutsches Reich NS           | 1935 | 1937 | 5                | 5                  | 0            | 0              | 0             | 0               |
| Raymond Mays               | Vereinigtes Konigreich       | 1935 | 1949 | 5                | 5                  | 0            | 0              | 0             | 0               |
| Charles Pozzi              | Frankreich 1946              | 1948 | 1950 | 5                | 4                  | 0            | 0              | 0             | 0               |
| Guy Mairesse               | Frankreich 1946              | 1949 | 1951 | 5                | 2                  | 0            | 0              | 0             | 0               |
| Peter Walker               | Vereinigtes Konigreich       | 1949 | 1955 | 5                | 1                  | 0            | 0              | 0             | 0               |
| Antonio Ascari             | Italien 1861                 | 1924 | 1925 | 4                | 4                  | 2            | 2              | 2             | 2               |
| Ferenc Szisz               | /                            | 1906 | 1914 | 4                | 4                  | 1            | 1              | 2             | 2               |
| Gastone Brilli Peri        | Italien 1861                 | 1925 | 1928 | 4                | 4                  | 1            | 1              | 1             | 1               |
| René Hanriot               | Dritte Französische Republik | 1906 | 1912 | 4                | 4                  | 0            | 0              | 0             | 0               |
| Gustave Caillois           | Dritte Französische Republik | 1907 | 1913 | 4                | 4                  | 0            | 0              | 0             | 0               |
| Victor Rigal               | Dritte Französische Republik | 1907 | 1914 | 4                | 4                  | 0            | 0              | 0             | 0               |
| Ralph DePalma              | Vereinigte Staaten 48        | 1912 | 1921 | 4                | 4                  | 0            | 0              | 0             | 0               |
| Benoît Falchetto           | Frankreich 1946              | 1933 | 1947 | 4                | 4                  | 0            | 0              | 0             | 0               |
| Adolfo Mandirola           | Schweiz                      | 1937 | 1939 | 4                | 4                  | 0            | 0              | 0             | 0               |
| George Abecassis           | Vereinigtes Konigreich       | 1948 | 1952 | 4                | 2                  | 0            | 0              | 0             | 0               |
| Antonio Branca             | Schweiz                      | 1949 | 1951 | 4                | 1                  | 0            | 0              | 0             | 0               |
| Tony Rolt                  | Vereinigtes Konigreich       | 1949 | 1955 | 4                | 1                  | 0            | 0              | 0             | 0               |
| Georges Boillot            | Dritte Französische Republik | 1912 | 1914 | 3                | 3                  | 2            | 2              | 2             | 2               |
| Georg Meier                | Deutsches Reich NS           | 1939 | 1939 | 3                | 3                  | 0            | 0              | 1             | 1               |
| Émile Cornet               | Belgien                      | 1930 | 1947 | 3                | 3                  | 0            | 0              | 1             | 1               |
| Vincenzo Lancia            | Italien 1861                 | 1906 | 1908 | 3                | 3                  | 0            | 0              | 0             | 0               |
| Paul Baras                 | Dritte Französische Republik | 1906 | 1908 | 3                | 3                  | 0            | 0              | 0             | 0               |
| George Heath               | /                            | 1906 | 1908 | 3                | 3                  | 0            | 0              | 0             | 0               |
| Camille Jenatzy            | Belgien                      | 1906 | 1908 | 3                | 3                  | 0            | 0              | 0             | 0               |
| Alessandro Cagno           | Italien 1861                 | 1906 | 1914 | 3                | 3                  | 0            | 0              | 0             | 0               |
| Pierre Garcet              | Dritte Französische Republik | 1907 | 1912 | 3                | 3                  | 0            | 0              | 0             | 0               |
| Otto Salzer                | Deutsches Reich              | 1907 | 1914 | 3                | 3                  | 0            | 0              | 0             | 0               |
| Carl Jörns                 | Deutsches Reich              | 1908 | 1914 | 3                | 3                  | 0            | 0              | 0             | 0               |
| René Champoiseau           | Dritte Französische Republik | 1912 | 1914 | 3                | 3                  | 0            | 0              | 0             | 0               |
| Dragutin Esser             | /                            | 1912 | 1914 | 3                | 3                  | 0            | 0              | 0             | 0               |
| August Momberger           | NS-Staat                     | 1934 | 1934 | 3                | 3                  | 0            | 0              | 0             | 0               |
| Leslie Johnson             | Vereinigtes Konigreich       | 1947 | 1950 | 3                | 2                  | 0            | 0              | 0             | 0               |
| David Hampshire            | Vereinigtes Konigreich       | 1949 | 1950 | 3                | 1                  | 0            | 0              | 0             | 0               |
| Brian Shawe-Taylor         | Vereinigtes Konigreich       | 1949 | 1951 | 3                | 1                  | 0            | 0              | 0             | 0               |
| Christian Lautenschlager   | Deutsches Reich              | 1908 | 1914 | 2                | 2                  | 2            | 2              | 2             | 2               |
| Jimmy Murphy               | Vereinigte Staaten 48        | 1921 | 1923 | 2                | 2                  | 1            | 1              | 2             | 2               |
| Carlo Salamano             | Italien 1861                 | 1923 | 1923 | 2                | 2                  | 1            | 1              | 1             | 1               |
| Giovan-Battista Guidotti   | Italien                      | 1937 | 1947 | 2                | 2                  | 0            | 0              | 1             | 1               |
| Franz Heim                 | Deutsches Reich              | 1912 | 1922 | 2                | 2                  | 0            | 0              | 0             | 0               |
| Robert Brunet              | Dritte Französische Republik | 1933 | 1934 | 2                | 2                  | 0            | 0              | 0             | 0               |
| Hermann zu Leiningen       | NS-Staat                     | 1934 | 1934 | 2                | 2                  | 0            | 0              | 0             | 0               |
| Hans Geier                 | Deutsches Reich NS           | 1934 | 1935 | 2                | 2                  | 0            | 0              | 0             | 0               |
| Max Christen               | Schweiz                      | 1937 | 1938 | 2                | 2                  | 0            | 0              | 0             | 0               |
| Walter Bäumer              | Deutsches Reich NS           | 1938 | 1938 | 2                | 2                  | 0            | 0              | 0             | 0               |
| Geoffrey Crossley          | Vereinigtes Konigreich       | 1949 | 1950 | 2                | 1                  | 0            | 0              | 0             | 0               |
| Georges Grignard           | Frankreich 1946              | 1949 | 1951 | 2                | 1                  | 0            | 0              | 0             | 0               |
| Philip Fotheringham-Parker | Vereinigtes Konigreich       | 1949 | 1951 | 2                | 1                  | 0            | 0              | 0             | 0               |
| „Sabipa“                   | Dritte Französische Republik | 1926 | 1926 | 1                | 1                  | 1            | 1              | 1             | 1               |
| René Le Bègue              | Dritte Französische Republik | 1939 | 1939 | 1                | 1                  | 0            | 0              | 1             | 1               |
| Frédéric Dufaux            | Schweiz                      | 1907 | 1907 | 1                | 1                  | 0            | 0              | 0             | 0               |
| Willy Pöge                 | Deutsches Reich              | 1907 | 1907 | 1                | 1                  | 0            | 0              | 0             | 0               |
| Fritz Opel                 | Deutsches Reich              | 1908 | 1908 | 1                | 1                  | 0            | 0              | 0             | 0               |
| Christian Michel           | Deutsches Reich              | 1908 | 1908 | 1                | 1                  | 0            | 0              | 0             | 0               |
| Fritz Erle                 | Deutsches Reich              | 1908 | 1908 | 1                | 1                  | 0            | 0              | 0             | 0               |
| Franz Breckheimer          | Deutsches Reich              | 1914 | 1914 | 1                | 1                  | 0            | 0              | 0             | 0               |
| Emil Erndtmann             | Deutsches Reich              | 1914 | 1914 | 1                | 1                  | 0            | 0              | 0             | 0               |
| Max Sailer                 | Deutsches Reich              | 1914 | 1914 | 1                | 1                  | 0            | 0              | 0             | 0               |
| Reinhold Stahl             | Deutsches Reich              | 1922 | 1922 | 1                | 1                  | 0            | 0              | 0             | 0               |
| Willy Walb                 | Deutsches Reich              | 1923 | 1923 | 1                | 1                  | 0            | 0              | 0             | 0               |
| Franz Hörner               | Deutsches Reich              | 1923 | 1923 | 1                | 1                  | 0            | 0              | 0             | 0               |
| Christian Werner           | Deutsches Reich              | 1924 | 1924 | 1                | 1                  | 0            | 0              | 0             | 0               |
| Alfred Neubauer            | Osterreich                   | 1924 | 1924 | 1                | 1                  | 0            | 0              | 0             | 0               |
| Otto Merz                  | Deutsches Reich              | 1931 | 1931 | 1                | 1                  | 0            | 0              | 0             | 0               |
| Hans Lewy                  | Deutsches Reich              | 1932 | 1932 | 1                | 1                  | 0            | 0              | 0             | 0               |
| Horst von Waldthausen      | /                            | 1933 | 1933 | 1                | 1                  | 0            | 0              | 0             | 0               |
| Julio Villars              | Schweiz                      | 1933 | 1933 | 1                | 1                  | 0            | 0              | 0             | 0               |
| Edgard Markiewicz          | Schweiz                      | 1933 | 1933 | 1                | 1                  | 0            | 0              | 0             | 0               |
| Emil Frankl                | Osterreich                   | 1933 | 1933 | 1                | 1                  | 0            | 0              | 0             | 0               |
| Ernst Henne                | NS-Staat                     | 1934 | 1934 | 1                | 1                  | 0            | 0              | 0             | 0               |
| Ernst Günther Burggaller   | NS-Staat                     | 1934 | 1934 | 1                | 1                  | 0            | 0              | 0             | 0               |
| Wilhelm Sebastian          | NS-Staat                     | 1934 | 1934 | 1                | 1                  | 0            | 0              | 0             | 0               |
| Henri Simonet              | Schweiz                      | 1937 | 1937 | 1                | 1                  | 0            | 0              | 0             | 0               |
| Herbert Berg               | Deutsches Reich NS           | 1938 | 1938 | 1                | 1                  | 0            | 0              | 0             | 0               |
| Leonhard Joa               | Deutsches Reich NS           | 1939 | 1939 | 1                | 1                  | 0            | 0              | 0             | 0               |
| Hans Hugo Hartmann         | Deutsches Reich NS           | 1939 | 1939 | 1                | 1                  | 0            | 0              | 0             | 0               |
| Heinz Brendel              | Deutsches Reich NS           | 1939 | 1939 | 1                | 1                  | 0            | 0              | 0             | 0               |
| Ernst Hürzeler             | Schweiz                      | 1948 | 1948 | 1                | 1                  | 0            | 0              | 0             | 0               |
| Alfred Dattner             | Schweiz                      | 1949 | 1949 | 1                | 1                  | 0            | 0              | 0             | 0               |
| Frankie Séchehaye          | Schweiz                      | 1949 | 1949 | 1                | 1                  | 0            | 0              | 0             | 0               |

### Hersteller
Aufgelistet alle Hersteller von Rennwagen, die zwischen 1906 und 1949 an Grands Prix teilgenommen haben (tatsächlich gestartet sind), inklusive Teilnahmen von Privatfahrern. Jedes Rennen wird nur einmal gezählt, auch wenn mehrere Fahrzeuge eines Fabrikats teilgenommen haben.
Grau hinterlegte Hersteller starteten ab 1950 auch in der Automobil-Weltmeisterschaft. Mit Ferrari, Renault und Mercedes sind drei davon bis heute im Grand-Prix-Sport als Werksteam aktiv.
| Hersteller               | Nation                       | von  | bis  | GP-Starts gesamt | GP-Starts vor 1950 | Siege gesamt | Siege vor 1950 |
| ------------------------ | ---------------------------- | ---- | ---- | ---------------- | ------------------ | ------------ | -------------- |
| Ferrari                  | Italien                      | 1948 | 2024 | 1106             | 8                  | 250          | 2              |
| Renault (Alpine)         | Frankreich                   | 1906 | 2024 | 454              | 3                  | 37           | 1              |
| Mercedes-Benz (Mercedes) | Deutschland                  | 1906 | 2024 | 352              | 35                 | 149          | 20             |
| Alfa Romeo               | Italien                      | 1924 | 1985 | 161              | 51                 | 29           | 19             |
| Maserati                 | Italien                      | 1927 | 1960 | 114              | 48                 | 13           | 4              |
| Bugatti                  | Frankreich 1946              | 1922 | 1956 | 44               | 43                 | 10           | 10             |
| Gordini                  | Frankreich 1946              | 1948 | 1956 | 40               | 5                  | 0            | 0              |
| Auto Union               | Deutsches Reich NS           | 1934 | 1939 | 26               | 26                 | 8            | 8              |
| Talbot                   | Frankreich 1946              | 1921 | 1951 | 30               | 17                 | 2            | 2              |
| Delage                   | Frankreich 1946              | 1913 | 1947 | 16               | 16                 | 6            | 6              |
| Delahaye                 | Frankreich 1946              | 1938 | 1949 | 14               | 14                 | 0            | 0              |
| Fiat                     | Italien 1861                 | 1906 | 1924 | 11               | 11                 | 4            | 4              |
| Alta                     | Vereinigtes Konigreich       | 1947 | 1951 | 10               | 5                  | 0            | 0              |
| ERA                      | Vereinigtes Konigreich       | 1935 | 1951 | 9                | 16                 | 0            | 0              |
| Sunbeam                  | Vereinigtes Konigreich       | 1912 | 1931 | 9                | 9                  | 1            | 1              |
| Aston Martin             | Vereinigtes Konigreich       | 1922 | 1960 | 7                | 2                  | 0            | 0              |
| Peugeot                  | Dritte Französische Republik | 1912 | 1931 | 6                | 6                  | 2            | 2              |
| Milano                   | Italien                      | 1949 | 1951 | 6                | 6                  | 0            | 0              |
| Ballot                   | Dritte Französische Republik | 1921 | 1929 | 4                | 4                  | 1            | 1              |
| Lorraine-Dietrich        | Dritte Französische Republik | 1906 | 1912 | 4                | 4                  | 0            | 0              |
| Duesenberg               | Vereinigte Staaten 48        | 1921 | 1927 | 3                | 3                  | 1            | 1              |
| Brasier                  | Dritte Französische Republik | 1906 | 1908 | 3                | 3                  | 0            | 0              |
| Clement-Bayard           | Dritte Französische Republik | 1906 | 1908 | 3                | 3                  | 0            | 0              |
| Panhard & Levassor       | Dritte Französische Republik | 1906 | 1908 | 3                | 3                  | 0            | 0              |
| Rolland-Pilain           | Dritte Französische Republik | 1912 | 1923 | 3                | 3                  | 0            | 0              |
| Mathis                   | /                            | 1913 | 1921 | 3                | 3                  | 0            | 0              |
| Diatto                   | Italien 1861                 | 1922 | 1926 | 3                | 3                  | 0            | 0              |
| Chiribiri                | Italien 1861                 | 1924 | 1926 | 3                | 3                  | 0            | 0              |
| Montier Speciale         | Dritte Französische Republik | 1930 | 1934 | 3                | 3                  | 0            | 0              |
| Cisitalia                | Italien                      | 1947 | 1948 | 3                | 3                  | 0            | 0              |
| Gregoire                 | Dritte Französische Republik | 1906 | 1912 | 2                | 2                  | 0            | 0              |
| Darracq                  | Dritte Französische Republik | 1906 | 1907 | 2                | 2                  | 0            | 0              |
| Gobron-Brillié           | Dritte Französische Republik | 1906 | 1907 | 2                | 2                  | 0            | 0              |
| Motobloc                 | Dritte Französische Republik | 1907 | 1908 | 2                | 2                  | 0            | 0              |
| Germain                  | Belgien                      | 1907 | 1908 | 2                | 2                  | 0            | 0              |
| Weigel                   | Vereinigtes Konigreich 1801  | 1907 | 1908 | 2                | 2                  | 0            | 0              |
| Porthos                  | Dritte Französische Republik | 1907 | 1908 | 2                | 2                  | 0            | 0              |
| Benz                     | Deutsches Reich              | 1908 | 1923 | 2                | 2                  | 0            | 0              |
| Opel                     | Deutsches Reich              | 1908 | 1914 | 2                | 2                  | 0            | 0              |
| Vauxhall                 | Vereinigtes Konigreich 1801  | 1912 | 1914 | 2                | 2                  | 0            | 0              |
| Excelsior                | Belgien                      | 1912 | 1913 | 2                | 2                  | 0            | 0              |
| Théophile Schneider      | Dritte Französische Republik | 1913 | 1914 | 2                | 2                  | 0            | 0              |
| Miller                   | Vereinigte Staaten 48        | 1923 | 1924 | 2                | 2                  | 0            | 0              |
| Voisin                   | Dritte Französische Republik | 1923 | 1923 | 2                | 2                  | 0            | 0              |
| Halford Special          | Vereinigtes Konigreich 1801  | 1926 | 1927 | 2                | 2                  | 0            | 0              |
| MB Speziale              | Italien 1861                 | 1933 | 1933 | 1                | 1                  | 0            | 0              |
| Hotchkiss                | Dritte Französische Republik | 1906 | 1906 | 1                | 1                  | 0            | 0              |
| Corre-La Licorne         | Dritte Französische Republik | 1907 | 1907 | 1                | 1                  | 0            | 0              |
| Dufaux-Marchand          | Schweiz                      | 1907 | 1907 | 1                | 1                  | 0            | 0              |
| Christie                 | Vereinigte Staaten 45        | 1907 | 1907 | 1                | 1                  | 0            | 0              |
| Mors                     | Dritte Französische Republik | 1908 | 1908 | 1                | 1                  | 0            | 0              |
| Austin                   | Vereinigtes Konigreich 1801  | 1908 | 1908 | 1                | 1                  | 0            | 0              |
| Thomas                   | Vereinigte Staaten 46        | 1908 | 1908 | 1                | 1                  | 0            | 0              |
| Côte                     | Dritte Französische Republik | 1912 | 1912 | 1                | 1                  | 0            | 0              |
| Alcyon                   | Dritte Französische Republik | 1912 | 1912 | 1                | 1                  | 0            | 0              |
| Calthorpe                | Vereinigtes Konigreich 1801  | 1912 | 1912 | 1                | 1                  | 0            | 0              |
| Arrol-Johnston           | Vereinigtes Konigreich 1801  | 1912 | 1912 | 1                | 1                  | 0            | 0              |
| Vinot-Deguingand         | Dritte Französische Republik | 1912 | 1912 | 1                | 1                  | 0            | 0              |
| Sizaire-Naudin           | Dritte Französische Republik | 1912 | 1912 | 1                | 1                  | 0            | 0              |
| Singer                   | Vereinigtes Konigreich 1801  | 1912 | 1912 | 1                | 1                  | 0            | 0              |
| Itala                    | Italien 1861                 | 1906 | 1913 | 2                | 2                  | 0            | 0              |
| Nagant                   | Belgien                      | 1914 | 1914 | 1                | 1                  | 0            | 0              |
| Alda                     | Dritte Französische Republik | 1914 | 1914 | 1                | 1                  | 0            | 0              |
| Pic-Pic                  | Schweiz                      | 1914 | 1914 | 1                | 1                  | 0            | 0              |
| Nazzaro                  | Italien 1861                 | 1914 | 1914 | 1                | 1                  | 0            | 0              |
| Aquila Italiana          | Italien 1861                 | 1914 | 1914 | 1                | 1                  | 0            | 0              |
| Heim                     | Deutsches Reich              | 1922 | 1922 | 1                | 1                  | 0            | 0              |
| Schmid                   | Dritte Französische Republik | 1924 | 1924 | 1                | 1                  | 0            | 0              |
| Guyot                    | Dritte Französische Republik | 1925 | 1925 | 1                | 1                  | 0            | 0              |
| Eldridge Special         | Vereinigtes Konigreich 1801  | 1925 | 1925 | 1                | 1                  | 0            | 0              |
| O.M.                     | Italien 1861                 | 1927 | 1927 | 1                | 1                  | 0            | 0              |
| Cooper Engineering       | Vereinigte Staaten 48        | 1927 | 1927 | 1                | 1                  | 0            | 0              |
| Thomas Special           | Vereinigtes Konigreich       | 1927 | 1927 | 1                | 1                  | 0            | 0              |
| Ariès                    | Dritte Französische Republik | 1930 | 1930 | 1                | 1                  | 0            | 0              |
| Imperia                  | Belgien                      | 1930 | 1930 | 1                | 1                  | 0            | 0              |
| Georges Irat             | Dritte Französische Republik | 1930 | 1930 | 1                | 1                  | 0            | 0              |
| Lombard                  | Dritte Französische Republik | 1930 | 1930 | 1                | 1                  | 0            | 0              |
| BMP Speziale             | Italien 1861                 | 1933 | 1933 | 1                | 1                  | 0            | 0              |
| SEFAC                    | Dritte Französische Republik | 1938 | 1938 | 1                | 1                  | 0            | 0              |
| CTA-Arsenal              | Frankreich 1946              | 1947 | 1947 | 1                | 1                  | 0            | 0              |

1. 1 2 3  Stand Saisonende 2024 – Hersteller nimmt weiterhin an den Rennen zur Formel-1-Weltmeisterschaft teil.